# Uniunea Europeană
Uniunea Europeană (UE) este o uniune politică și economică a 27 de state membre situate în principal în Europa. Are o suprafață de 4.233.262 km2 și o populație estimată de aproximativ 447 milioane. UE a dezvoltat o piață unică internă printr-un sistem standardizat de legi care se aplică în toate statele membre. Politicile UE vizează asigurarea liberei circulații a persoanelor, bunurilor, serviciilor și capitalurilor în cadrul pieței interne, adoptarea legislației în domeniul justiției și afacerilor interne și menținerea unor politici comune privind comerțul, agricultura, pescuitul și dezvoltarea regională. Pentru călătoriile în spațiul Schengen, controlul pașapoartelor a fost eliminat. O uniune monetară a fost înființată în 1999, a intrat în vigoare în 2002 și este compusă din 20 state membre ale UE care utilizează moneda euro.
Cetățenia UE și cea europeană au fost înființate odată cu intrarea în vigoare a Tratatului de la Maastricht în 1993. Uniunea Europeană își are originea în Comunitatea Europeană a Cărbunelui și Oțelului (CECO) și în Comunitatea Economică Europeană (CEE), înființate în 1951 prin Tratatul de la Paris, respectiv în 1957 prin Tratatul de la Roma. Membrii inițiali ai Comunității Europene au fost: Belgia, Franța, Italia, Luxemburg, Olanda și Germania de Vest. În anii următori Comunitatea s-a lărgit prin aderarea unor noi state membre și și-a crescut puterea prin adăugarea de domenii economice, sociale și politice în competența sa. Tratatul de la Maastricht a înființat Uniunea Europeană sub prezenta denumire în 1993. Cea mai recentă modificare majoră a bazei constituționale a UE, Tratatul de la Lisabona, a intrat în vigoare la 1 decembrie 2009. Regatul Unit a semnalat intenția de a părăsi Uniunea în urma unui referendum din iunie 2016. Astfel, pe 31 ianuarie 2020 Regatul Unit a părăsit definitiv Uniunea Europeană.
Acoperind 7,3% din populația lumii UE a generat în 2017 un produs intern brut nominal (PIB) de 19.670 miliarde de dolari SUA, reprezentând aproximativ 24,6% din PIB nominal global și 16,5% măsurată în termeni de paritate a puterii de cumpărare. În plus, toate cele 27 de țări ale UE au indicele dezvoltării umane foarte ridicat conform Programul Națiunilor Unite pentru Dezvoltare. În 2012 UE a primit Premiul Nobel pentru Pace. Prin politica externă și de securitate comună, UE a dezvoltat un rol în relațiile externe și apărare. Uniunea întreține misiuni diplomatice permanente în întreaga lume și este reprezentată în cadrul Națiunile Unite, Organizația Mondială a Comerțului, G7 și G20. Datorită influenței sale globale Uniunea Europeană a fost descrisă ca o superputere emergentă.

## Istoric

### Începuturile ideii europene (1945-1952)
După Al Doilea Război Mondial, integrarea europeană a fost văzută ca un antidot al naționalismului extremist care a devastat continentul. Într-un discurs ținut la 19 septembrie 1946 la Universitatea din Zürich, Elveția, Winston Churchill a mers mai departe și a promovat apariția Statelor Unite ale Europei. Congresul de la Haga din 1948 a reprezentat un moment esențial în istoria federală europeană, deoarece a dus la crearea Mișcării Europene și a Colegiului Europei, unde viitorii lideri ai Europei vor trăi și vor studia împreună.
De asemenea, a condus direct la înființarea Consiliului Europei în 1949, primul mare efort de a aduce împreună națiunile Europei, inițial zece dintre ele. Consiliul s-a concentrat în primul rând pe valori - drepturile omului și democrația - mai degrabă decât pe probleme economice sau comerciale și a fost întotdeauna considerat un forum în care guvernele suverane ar putea alege să colaboreze fără autoritate supranațională. Aceasta a generat mari speranțe de integrare europeană și au existat dezbateri aprinse în cei doi ani care au urmat în privința modului în care acest lucru ar putea fi atins.
Dar în 1951, dezamăgite de ceea ce au văzut ca lipsă de progres în cadrul Consiliului Europei, șase națiuni au decis să meargă mai departe și au creat Comunitatea Europeană a Cărbunelui și Oțelului, care a fost declarată a fi "un prim pas către o Europă federală". Oameni vizionari precum Alcide De Gasperi din Italia, Jean Monnet și Robert Schuman din Franța și Paul-Henri Spaak din Belgia au înțeles că oțelul și cărbunele erau cele două industrii esențiale pentru ducerea unui război și că prin legarea industriilor naționale, un viitor război între națiunile lor ar fi fost imposibil. Acești bărbați și alții sunt oficial creditați ca părinți fondatori ai Uniunii Europene.

### Tratatul de la Roma (1957–1992)

Teritoriile continentale ale statelor membre ale Uniunii Europene (Comunitățile Europene înainte de 1993), colorate în ordinea aderării

În 1957, Belgia, Franța, Italia, Luxemburg, Țările de Jos și Germania de Vest au semnat Tratatul de la Roma, care a creat Comunitatea Economică Europeană (CEE) și a stabilit o uniune vamală. De asemenea, au semnat un alt pact de creare a Comunității Europene a Energiei Atomice (Euratom) pentru cooperarea în dezvoltarea energiei nucleare. Ambele tratate au intrat în vigoare în 1958. CEE și Euratom au fost create separat de CECO. CEE a fost condusă de Walter Hallstein (Comisia Hallstein), iar Euratom a fost condusă de Louis Armand (Comisia Armand) și apoi de Étienne Hirsch.
În anii '60, au început să apară tensiuni, Franța urmărind să limiteze puterea supranațională. În 1965, s-a ajuns la un acord și la 1 iulie 1967 Tratatul de fuziune a creat un singur set de instituții pentru cele trei comunități, denumite colectiv Comunitățile Europene. Jean Rey a prezidat prima comisie fuzionată (Comisia Rey).

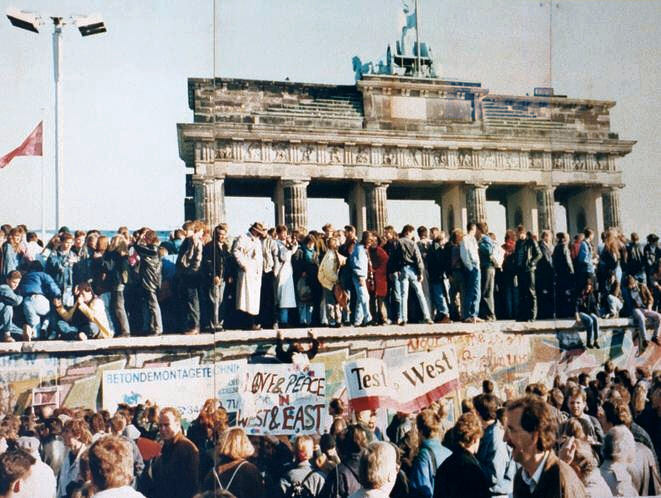
În 1989, Cortina de fier a căzut, permițând Comunității să se extindă (imagine cu zidul Berlinului)

În 1973, Comunitățile au fost extinse pentru a include Danemarca (inclusiv Groenlanda, care ulterior a părăsit Comunitățile în 1985, ca urmare a unui litigiu privind drepturile de pescuit), Irlanda și Regatul Unit. Norvegia a negociat să se alăture în același timp, însă alegătorii norvegieni au respins aderarea prin referendum. În 1979, au avut loc primele alegeri directe în Parlamentul European.
Grecia s-a alăturat în 1981, Portugalia și Spania au urmat în 1986. În 1985, Acordul Schengen a pregătit calea pentru crearea frontierelor deschise fără controale de pașapoarte între majoritatea statelor membre și unele state ne-membre. În 1986, steagul european a început să fie utilizat de CEE, și a fost semnat Actul Unic European.
În 1990, după căderea Blocului de Est, fosta Germanie de Est a devenit parte a Comunităților ca parte a unei Germanii reunite. Încercările de a rezolva problemele și de a face o UE mai eficientă și mai coerentă au avut un succes limitat.

### Tratatul de la Maastricht (1992–2007)

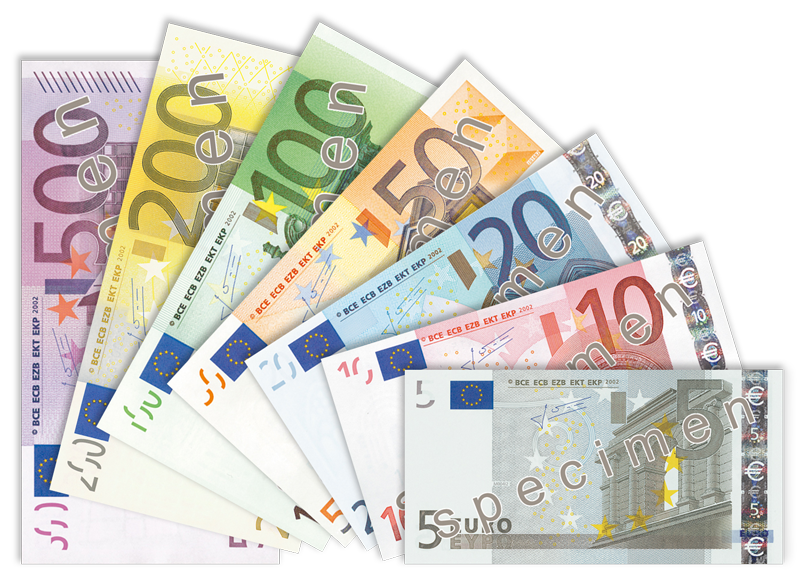
Moneda euro a fost introdusă în 2002, înlocuind monedele naționale în 12 state membre. Astăzi, zona euro include 20 de țări.

Uniunea Europeană a fost înființată în mod oficial când Tratatul de la Maastricht — al cărui principali arhitecți au fost Helmut Kohl și François Mitterrand — a intrat în vigoare la 1 noiembrie 1993.
Tratatul a dat EEC denumirea de Comunitatea Europeană, chiar dacă a fost menționată ca atare înaintea tratatului. Odată cu extinderea planificată pentru a include fostele state comuniste din Europa Centrală și de Est, precum și Cipru și Malta, criteriile de la Copenhaga pentru aderarea la UE au fost convenite în iunie 1993. Extinderea UE a introdus un nou nivel de complexitate și dezacorduri. În 1995, Austria, Finlanda și Suedia au aderat la UE.
În 2002, bancnotele și monedele euro au înlocuit monedele naționale în 12 state membre. De atunci, zona euro a crescut și cuprinde 20 de țări. În 2004, UE a înregistrat cea mai mare extindere când Cipru, Republica Cehă, Estonia, Ungaria, Letonia, Lituania, Malta, Polonia, Slovacia și Slovenia au aderat la Uniune.

### Tratatul de la Lisabona (2007–prezent)

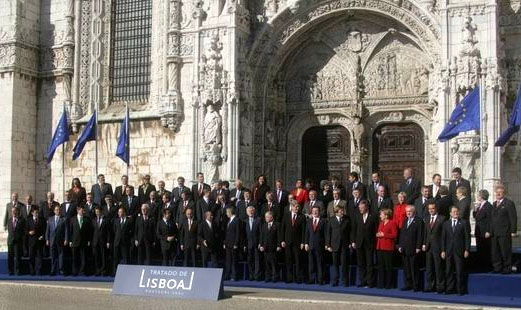
Tratatul de la Lisabona a intrat în vigoare în 2009

În 2007, România și Bulgaria au devenit membre ale UE. În același an, Slovenia a adoptat moneda euro, urmată în 2008 de Cipru și Malta, de Slovacia în 2009, de Estonia în 2011, de Letonia în 2014 și de Lituania în 2015.
La 1 decembrie 2009 a intrat în vigoare Tratatul de la Lisabona, care a reformat multe aspecte ale UE. În special, a schimbat structura juridică a Uniunii Europene, reunind sistemul de trei piloni al UE într-o entitate juridică unică, prevăzută cu personalitate juridică, a creat un președinte permanent al Consiliului European, primul dintre ei fiind Herman Van Rompuy și a consolidat poziția Înaltului Reprezentant al Uniunii pentru afaceri externe și politica de securitate.

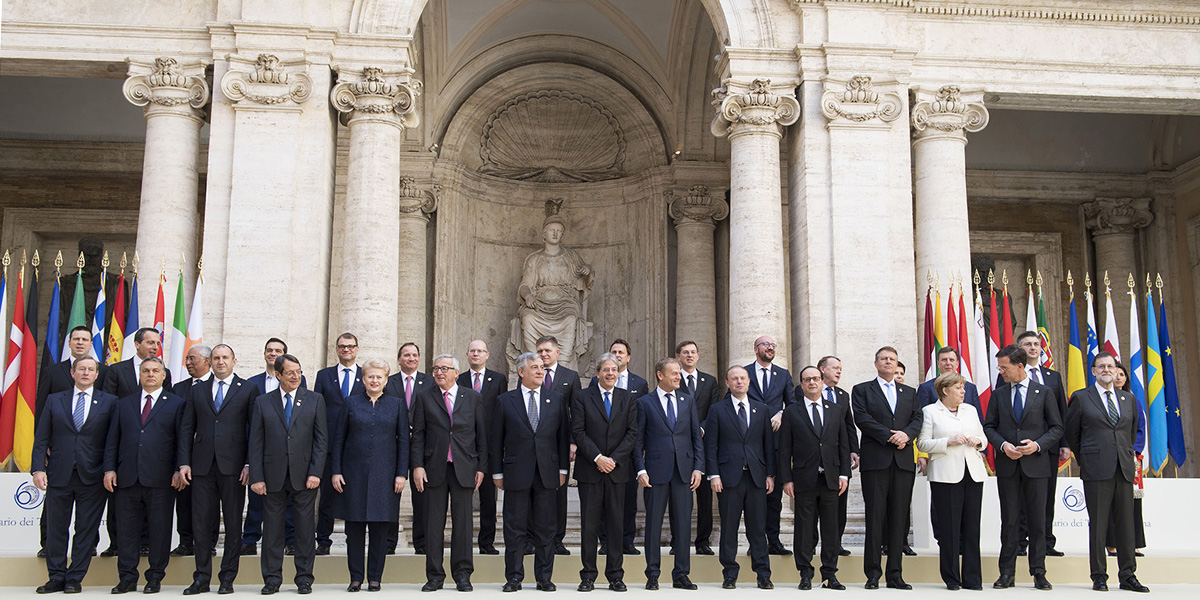
Fotografie de grup a șefilor de guvern ai Uniunii Europene cu prilejul celei de-a 60-a aniversări a Tratatului de la Roma, la Roma, Italia.

În 2012, UE a primit Premiul Nobel pentru Pace pentru că "a contribuit la promovarea păcii și reconcilierii, a democrației și a drepturilor omului în Europa". În 2013, Croația a devenit cel de-al 28-lea membru al UE.
De la începutul anilor 2010, coeziunea Uniunii Europene a fost testată de mai multe aspecte, inclusiv o criză a datoriilor în unele țări din zona euro, creșterea migrației din Orientul Mijlociu și retragerea Regatului Unit din UE. Un referendum a avut loc în 2016 în Regatul Unit privind apartenența la Uniunea Europeană, 51,9% dintre participanți votând pentru părăsirea Uniunii. La 29 martie 2017, Regatul Unit a notificat în mod oficial Consiliul European decizia sa de a părăsi UE inițiind procedura oficială de retragere, angajând Regatul Unit să părăsească UE la 29 martie 2019. În urma votului negativ al Parlamentului britanic față de Acordul negociat între UE și guvernul condus de Theresa May, această dată a fost extinsă până la 31 octombrie 2019. Regatul Unit a părăsit Uniunea Europeană la 31 ianuarie 2020, ora 23:00 (CET).
În contextul conflictului ruso-ucrainean, pe 1 martie 2022 Ucraina a depus cererea de aderare în Uniunea Europeană. Cererea este justificată de necesitatea de ajutor economic și social în timpul războiului. 
Pe 3 martie 2022, din același context menționat mai sus, Republica Moldova a depus și ea cererea de aderare în UE. Față de Ucraina, Republica Moldova a avut un lung proces de europenizare care a reușit să marcheze anumite criterii cerute de Uniune. Contextul conflictului a încurajat și mai mult R. Moldova să depună o cerere de aderare în Uniunea Europeană. România a fost important ajutor pentru Republica Moldova în procesul de europenizare.

## Date demografice

### Populație

Densitatea populației în UE în 2014

La 1 ianuarie 2016, populația Uniunii Europene era de aproximativ 510,1 milioane de persoane (6,9% din populația lumii). În 2015, în UE-28 s-au născut 5,1 milioane de copii, ceea ce corespunde unei rate de natalitate de 10 la 1000, o rată sub media mondială. Pentru comparație, rata natalității în UE-28 a fost de 10,6 în anul 2000, de 12,8 în 1985 și de 16,3 în 1970. Rata de creștere a populației a fost pozitivă la o valoare estimată de 0,23% în 2016.
În 2010, 47,3 milioane de persoane care au trăit în UE s-au născut în afara țării lor rezidente. Aceasta corespunde cu 9,4% din totalul populației UE. Dintre acestea, 31,4 milioane (6,3%) s-au născut în afara UE și 16,0 milioane (3,2%) s-au născut într-un alt stat membru al UE. Cel mai mare număr absolut de persoane născute în afara UE au fost în: Germania (6,4 milioane), Franța (5,1 milioane), Spania (4,1 milioane), Italia (3,2 milioane) și Țările de Jos (1,4 milioane).

### Urbanizare
UE cuprinde aproximativ 40 de zone urbane cu populații de peste un milion, inclusiv un megaoraș (oraș cu o populație de peste 10 milioane de locuitori), Paris. În plus față de aglomerările mari, UE include și câteva regiuni urbane policentrice dens populate, care nu au un singur nucleu, dar au ieșit din conectarea mai multor orașe și acum cuprind o mare metropolă. Cea mai mare dintre aceste metropole policentrice include Rin-Ruhr cu aproximativ 11,5 milioane de locuitori (Köln, Dortmund, Düsseldorf și altele), Randstad cu aprox. 8,2 milioane (Amsterdam, Rotterdam, Haga, Utrecht și altele), Frankfurt-Rin-Main cu aproximativ 5,8 milioane (Frankfurt, Wiesbaden și altele), Diamantul Flamand cu aproximativ 5,5 milioane de locuitori (Anvers, Bruxelles, Leuven, Gent și altele), Silezia Superioară cu cca. 5,2 milioane (Katowice, Ostrava și altele) și Regiunea Øresund cu aproximativ 4 milioane (Copenhaga, Malmö).

### Limbile
| Limbă oficială                                                                                          | Vorbitori nativi | Total |
| --- | ---------------- | ----- |
| Engleză                                                                                                 | 1%               | 51%   |
| Germană                                                                                                 | 18%              | 32%   |
| Franceză                                                                                                | 13%              | 26%   |
| Italiană                                                                                                | 12%              | 16%   |
| Spaniolă                                                                                                | 8%               | 15%   |
| Poloneză                                                                                                | 8%               | 9%    |
| Română                                                                                                  | 5%               | 5%    |
| Neerlandeză                                                                                             | 4%               | 5%    |
| Greacă                                                                                                  | 3%               | 4%    |
| Maghiară                                                                                                | 3%               | 3%    |
| Portugheză                                                                                              | 2%               | 3%    |
| Cehă | 2%               | 3%    |
| Suedeză                                                                                                 | 2%               | 3%    |
| Bulgară                                                                                                 | 2%               | 2%    |
| Slovacă                                                                                                 | 1%               | 2%    |
| Daneză                                                                                                  | 1%               | 1%    |
| Finlandeză                                                                                              | 1%               | 1%    |
| Lituaniană                                                                                              | 1%               | 1%    |
| Croată                                                                                                  | 1%               | 1%    |
| Slovenă                                                                                                 | <1%              | <1%   |
| Estonă                                                                                                  | <1%              | <1%   |
| Irlandeză                                                                                               | <1%              | <1%   |
| Letonă                                                                                                  | <1%              | <1%   |
| Malteză                                                                                                 | <1%              | <1%   |
| Sondaj 2012. Nativ: Limba maternă Total: Cetățenii UE capabili să poarte o conversație în această limbă |                  |       |

Uniunea Europeană are 24 de limbi oficiale: bulgară, cehă, croată, daneză, engleză, estonă, finlandeză, franceză, germană, greacă, maghiară, neerlandeză, italiană, irlandeză, letonă, lituaniană, malteză, poloneză, portugheză, română, slovacă, slovenă, spaniolă și suedeză. Documentele importante, precum legislația sau tratatele, sunt traduse în fiecare dintre cele 24 de limbi oficiale. Parlamentul European asigură traducerea în toate limbile a documentelor în sesiunile plenare. Datorită numărului mare de idiomuri oficiale, majoritatea instituțiilor folosesc doar câteva limbi ca limbi de lucru. Comisia Europeană își desfășoară activitatea internă în trei "limbi procedurale": engleză, franceză și germană. În mod similar, Curtea de Justiție a Uniunii Europene folosește limba franceză ca limbă de lucru, în timp ce Banca Centrală Europeană își desfășoară activitatea în principal în limba engleză.
Chiar dacă politica lingvistică este responsabilitatea statelor membre, instituțiile UE promovează multilingvismul în rândul cetățenilor săi. Engleza este cea mai răspândită limbă din UE, fiind înțeleasă de 51% din populația UE atunci când se numără atât vorbitorii nativi cât și vorbitori non-nativi. Limba germană este cea mai răspândită limbă maternă (vorbită de 16% din populația UE). Mai mult de jumătate (56%) dintre cetățenii UE pot să se angajeze într-o conversație într-o altă limbă decât limba lor maternă.
Cele mai multe limbi oficiale ale UE aparțin familiei limbilor indo-europene, reprezentate de ramurile balto-slavice, italiene, germane, elenice, și celtice. Unele limbi ale UE, în special maghiara, finlandeza, estona (toate trei limbi uralice), basca (vasconică) și malteza (semitică) nu aparțin limbilor indo-europene. Cele trei alfabete oficiale ale Uniunii Europene (latin, chirilic, și grec modern), toate derivă din alfabete grecești arhaice.
Pe lângă cele 24 de limbi oficiale, există aproximativ 150 de limbi regionale și minoritare, vorbite de până la 50 de milioane de persoane. Catalana, galiciana, basca, galica scoțiană și galeza nu sunt limbi oficiale recunoscute ale Uniunii Europene, dar au statut semioficial: traducerile oficiale ale tratatelor sunt făcute și în aceste limbi iar cetățenii au dreptul de a coresponda cu instituțiile UE în aceste limbi. Carta Europeană a Limbilor Regionale sau Minoritare ratificată de majoritatea statelor UE, oferă orientări generale pe care statele le pot urma pentru a-și proteja patrimoniul lingvistic. Ziua Limbilor Europei este organizată anual la 26 septembrie și vizează încurajarea învățării limbilor europene.

### Religie
| Afiliere      | % din populația UE | % din populația UE |
| ------------- | ------------------ | ------------------ |
| Creștini      | 71,6               | 71.6               |
| Catolici      | 45,3               | 45.3               |
| Protestanți   | 11,1               | 11.1               |
| Ortodocși     | 9,6                | 9.6                |
| Alți creștini | 5,6                | 5.6                |
| Musulmani     | 1,8                | 1.8                |
| Alte credințe | 2,6                | 2.6                |
| Fără religie  | 24                 | 24                 |
| Agnostici     | 13,6               | 13.6               |
| Atei          | 10,4               | 10.4               |

UE nu are nici o legătură formală cu nici o religie. Articolul 17 din Tratatul privind funcționarea Uniunii Europene recunoaște "statutul dreptului național al bisericilor și asociațiilor religioase", precum și "organizațiile filosofice și neconfesionale".
Preambulul Tratatului privind Uniunea Europeană menționează "moștenirea culturală, religioasă și umanistă a Europei". Discuțiile asupra proiectelor de texte ale Constituției europene și mai târziu Tratatul de la Lisabona au inclus propuneri de a menționa creștinismul sau Dumnezeu sau ambele în preambulul textului, însă ideea s-a confruntat cu opoziție și a fost abandonată.
Creștinii din Uniunea Europeană sunt împărțiți între membrii catolicismului (Ritul Răsăritean și Roman), numeroase denominațiuni protestante (Anglicani, Luterani și Reformați care formează cea mai mare parte a acestei categorii) și Biserica Ortodoxă Răsăriteană. În 2009, UE avea o populație musulmană estimată la 13 milioane și o populație evreiască estimată la peste un milion. Celelalte religii mondiale: budismul, hinduismul și sikhismul sunt, de asemenea, reprezentate în populația UE.
Conform unor sondaje despre religiozitate în Uniunea Europeană făcute în 2015 de Eurobarometru, creștinismul este cea mai mare religie din Uniunea Europeană, reprezentând 71,6% din populația UE. Catolicii sunt cel mai mare grup creștin, reprezentând 45,3% din populația UE, în timp ce protestanții reprezintă 11,1%, ortodocșii reprezintă 9,6%, iar ceilalți creștini reprezintă 5,6%.
Eurobarometrul Eurostat din 2005 a arătat că 52% din cetățenii UE cred într-un Dumnezeu, 27% „într-o forță sau spirit” și 18% nu cred în nici o forță spirituală. Multe țări au simțit o scădere a participării religioase în ultimii ani.
Țările unde sunt cei mai puțini credincioși sunt: Estonia (16%) și Republica Cehă (19%). Cele mai religioase state sunt: Malta (95%, predominând romano-catolici), România și Cipru (ambele predominant ortodoxe, cu aproximativ 90% din cetățeni care cred într-un Dumnezeu). În UE, credința religioasă este mai mare în rândul femeilor, a oamenilor în vârstă, cu o educație de bază și care se poziționează politic de dreapta.

### State membre
Prin intermediul extinderilor succesive, Uniunea Europeană a crescut de la cele șase state fondatoare (Belgia, Franța, Germania de Vest, Italia, Luxemburg și Țările de Jos) la cele 27 de state actuale. Țările care au aderat la Uniune au devenit parte la tratatele fondatoare, supunând astfel la privilegiile și obligațiile aderării la UE. Acest lucru presupune o delegare parțială a suveranității instituțiilor în schimbul reprezentării în cadrul acestor instituții, o practică numită adesea "împărțirea suveranității"..
Pentru a deveni membru, o țară trebuie să îndeplinească criteriile de la Copenhaga, definite la reuniunea din 1993 a Consiliului European de la Copenhaga. Acestea necesită o democrație stabilă care respectă drepturile omului și statul de drept, o economie de piață funcțională și acceptarea obligațiilor de membru, inclusiv a legislației UE. Evaluarea îndeplinirii criteriilor de către o țară este responsabilitatea Consiliului European. Regatul Unit s-a retras din Uniunea Europeană la data de 31 ianuarie 2020 iar Groenlanda (o provincie autonomă a Danemarcei) s-a retras în 1985. Tratatul de la Lisabona conține acum o clauză în temeiul articolului 50, care prevede că un membru poate să părăsească UE.
Există șase țări candidate la aderare: Albania, Islanda, Macedonia de Nord, Muntenegru, Serbia și Turcia. Islanda a suspendat negocierile în 2013 iar Bosnia și Herțegovina a depus o cerere de aderare.
Cele patru țări care formează Asociația Europeană a Liberului Schimb (AELS) nu sunt membre ale UE, ci s-au angajat parțial la politicile și reglementările economice ale UE: Islanda, Liechtenstein și Norvegia, care fac parte din piața unică prin Spațiul Economic European și Elveția, care are legături similare prin tratate bilaterale. UE are de asemenea relații cu micro-statele europene Andorra, Monaco, San Marino și Vatican, care folosesc moneda unică și cooperează în unele domenii.
Următoarele 27 de state suverane (ale căror hărți prezintă doar teritorii situate în și în jurul Europei) constituie Uniunea Europeană:
| Stemă     | Steag             | Stat          | Capitală   | Cod | Aderare         | Populație (2017) | Suprafața (km2) | Densitate pop. (per km²) | MEP |
| --------- | ----------------- | ------------- | ---------- | --- | --------------- | ---------------- | --------------- | ------------------------ | --- |
|           | Austria           | Austria       | Viena      | AT  | 1 ianuarie 1995 | 8.772.865        | 83.855          | 104,62                   | 18  |
|           | Belgia            | Belgia        | Bruxelles  | BE  | Fondator        | 11.351.727       | 30.528          | 371,85                   | 21  |
|           | Bulgaria          | Bulgaria      | Sofia      | BG  | 1 ianuarie 2007 | 7.101.859        | 110.994         | 63,98                    | 17  |
|           | Cehia             | Cehia         | Praga      | CZ  | 1 mai 2004      | 10.578.820       | 78.866          | 134,14                   | 21  |
|           | Cipru             | Cipru         | Nicosia    | CY  | 1 mai 2004      | 854.802          | 9.251           | 92,4                     | 6   |
|           | Croația           | Croația       | Zagreb     | HR  | 1 iulie 2013    | 4.154.213        | 56.594          | 73,4                     | 11  |
|           | Danemarca         | Danemarca     | Copenhaga  | DK  | 1 ianuarie 1973 | 5.748.769        | 43.075          | 133,46                   | 13  |
|           | Estonia           | Estonia       | Tallinn    | EE  | 1 mai 2004      | 1.315.635        | 45.227          | 29,09                    | 6   |
|           | Finlanda          | Finlanda      | Helsinki   | FI  | 1 ianuarie 1995 | 5.503.297        | 338.424         | 16,26                    | 13  |
|           | Franța            | Franța        | Paris      | FR  | Fondator        | 66.989.083       | 640.679         | 104,56                   | 74  |
|           | Germania          | Germania      | Berlin     | DE  | Fondator        | 82.521.653       | 357.021         | 231,14                   | 96  |
|           | Grecia            | Grecia        | Atena      | GR  | 1 ianuarie 1981 | 10.768.193       | 131.990         | 81,58                    | 21  |
|           | Republica Irlanda | Irlanda       | Dublin     | IE  | 1 ianuarie 1973 | 4.784.383        | 70.273          | 68,08                    | 11  |
| text=none | Italia            | Italia        | Roma       | IT  | Fondator        | 60.589.445       | 301.338         | 201,07                   | 73  |
|           | Letonia           | Letonia       | Riga       | LV  | 1 mai 2004      | 1.950.116        | 64.589          | 30,19                    | 8   |
|           | Lituania          | Lituania      | Vilnius    | LT  | 1 mai 2004      | 2.847.904        | 65.200          | 43,68                    | 11  |
|           | Luxemburg         | Luxemburg     | Luxemburg  | LU  | Fondator        | 590.667          | 2.586           | 228,41                   | 6   |
|           | Malta             | Malta         | Valletta   | MT  | 1 mai 2004      | 460.297          | 316             | 1.456,64                 | 6   |
|           | Polonia           | Polonia       | Varșovia   | PL  | 1 mai 2004      | 37.972.964       | 312.685         | 121,44                   | 51  |
|           | Portugalia        | Portugalia    | Lisabona   | PT  | 1 ianuarie 1986 | 10.309.573       | 92.390          | 111,59                   | 21  |
|           | România           | România       | București  | RO  | 1 ianuarie 2007 | 19.644.350       | 238.391         | 82,4                     | 32  |
|           | Slovacia          | Slovacia      | Bratislava | SK  | 1 mai 2004      | 5.435.343        | 49.035          | 110,85                   | 13  |
|           | Slovenia          | Slovenia      | Ljubljana  | SI  | 1 mai 2004      | 2.065.895        | 20.273          | 101,9                    | 8   |
|           | Spania            | Spania        | Madrid     | ES  | 1 ianuarie 1986 | 46.528.024       | 504.030         | 92,31                    | 54  |
|           | Suedia            | Suedia        | Stockholm  | SE  | 1 ianuarie 1995 | 9.995.153        | 449.964         | 22,21                    | 20  |
|           | Țările de Jos     | Țările de Jos | Amsterdam  | NL  | Fondator        | 17.081.507       | 41.543          | 411,18                   | 26  |
|           | Ungaria           | Ungaria       | Budapesta  | HU  | 1 mai 2004      | 9.797.561        | 93.030          | 105,32                   | 21  |
| Total:    |                   | 27 țări       |            |     |                 | 447.522.671      | 4.233.262       | 114,28                   | 705 |

### Geografie
Statele membre ale UE acoperă o suprafață de 4.423.147 kilometri pătrați. Cel mai înalt vârf al UE este Mont Blanc, în Alpii Graici, care măsoară 4.810,45 metri deasupra nivelului mării. Cele mai joase puncte din UE sunt Lammefjorden (Danemarca) și Zuidplaspolder (Țările de Jos) la 7 m sub nivelul mării. Peisajul, clima și economia UE sunt influențate de coastă, care are o lungime de 65.993 kilometri.

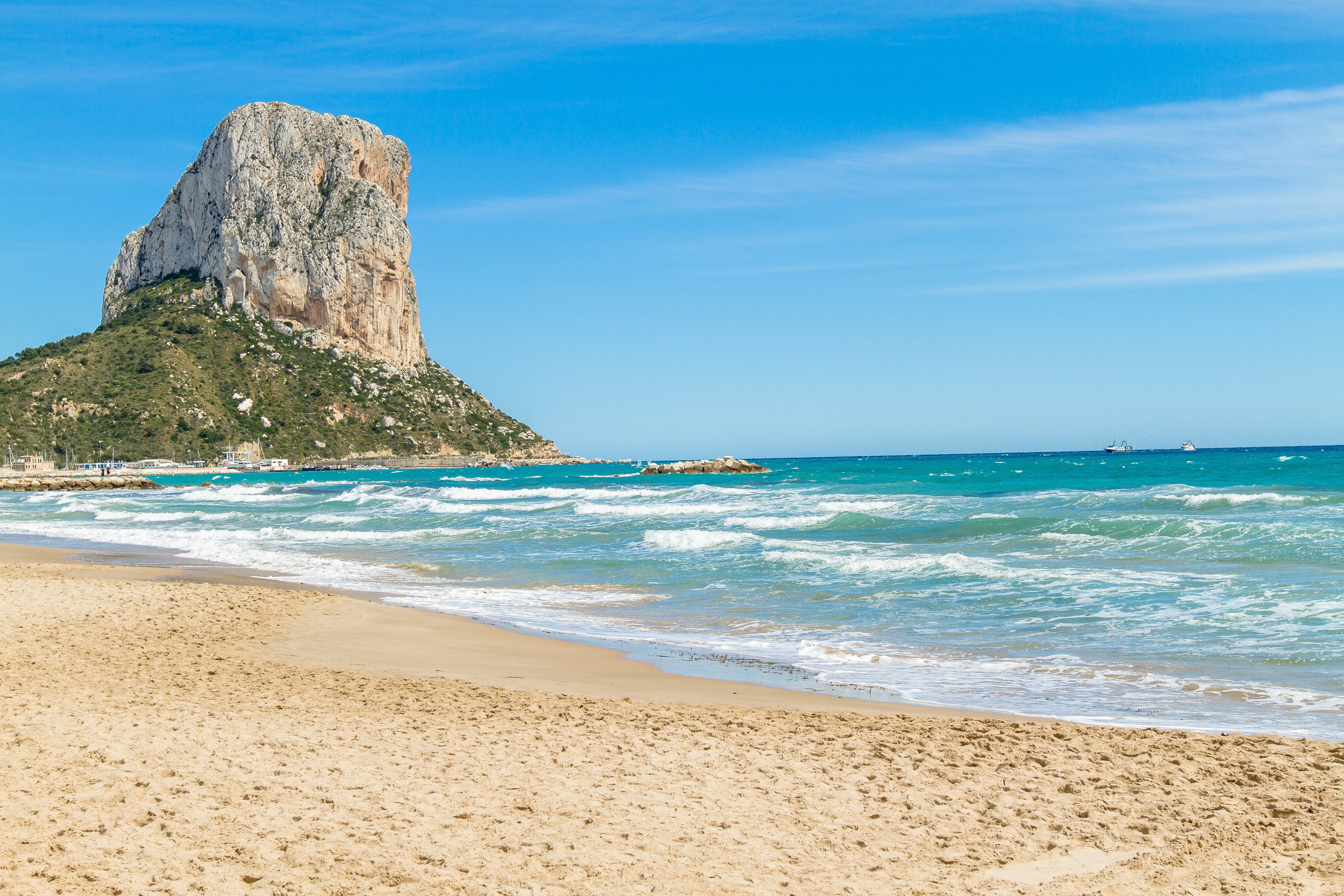
65.993 km de coastă domină climatul european (Parcul Natural din Penyal d'Ifac, Spania)
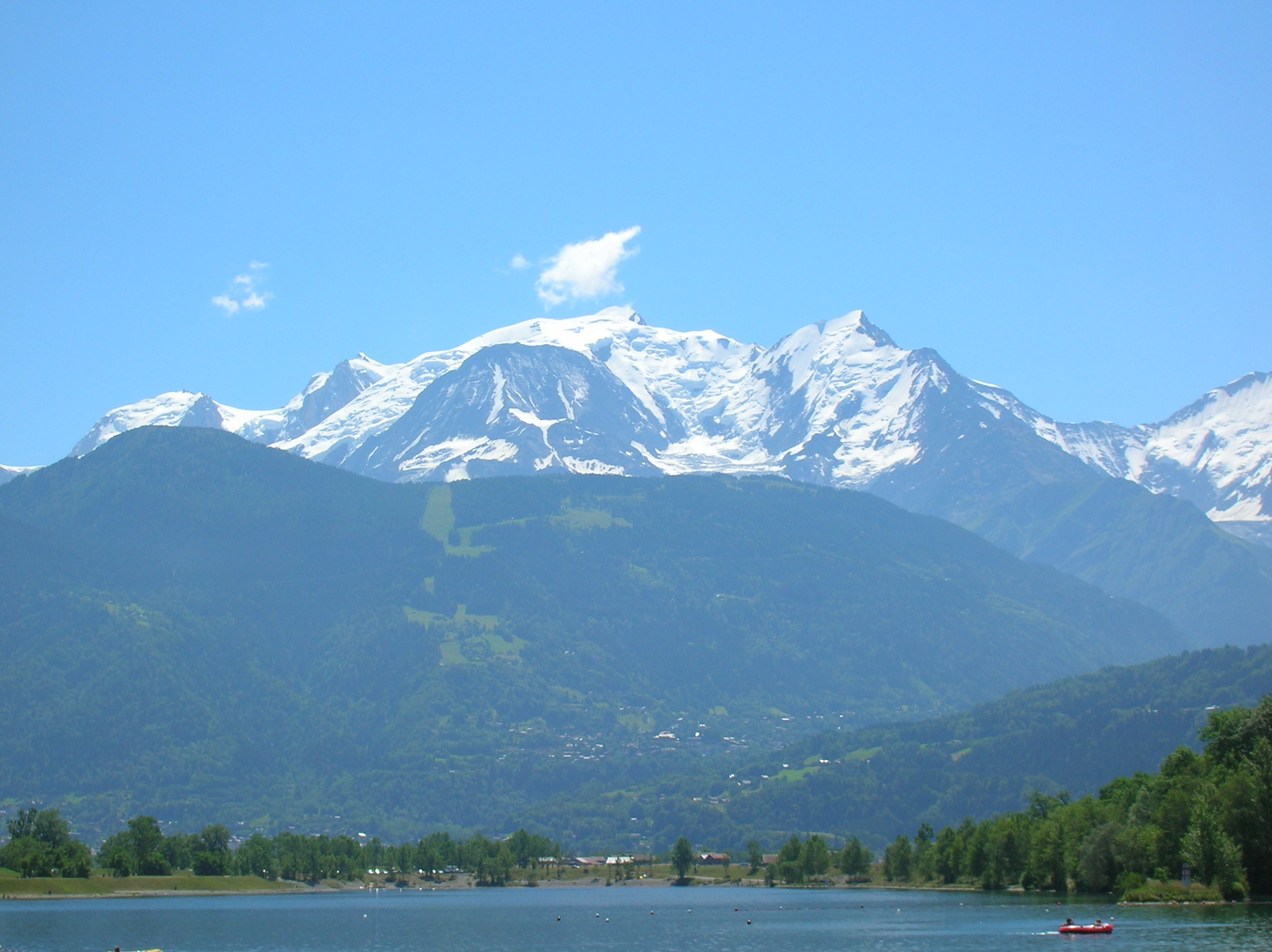
Mont Blanc este cel mai înalt vârf din UE
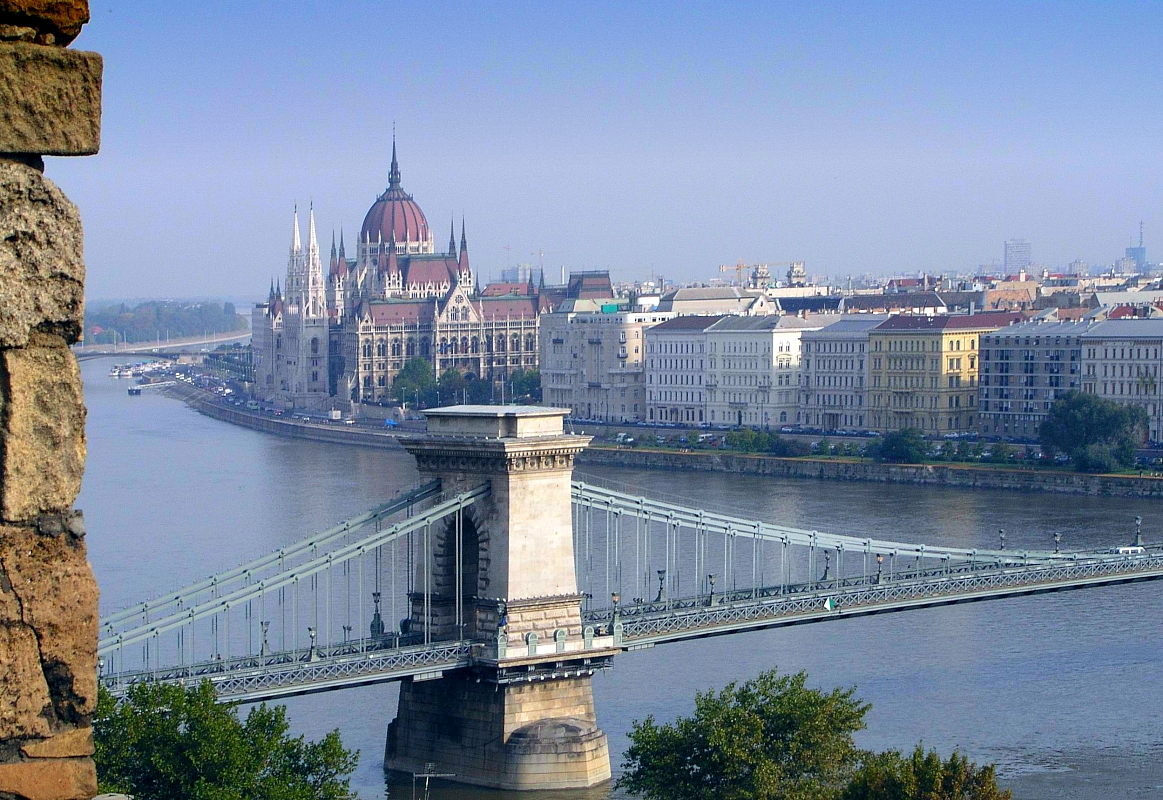
Dunărea este cel mai lung fluviu din Uniunea Europeană
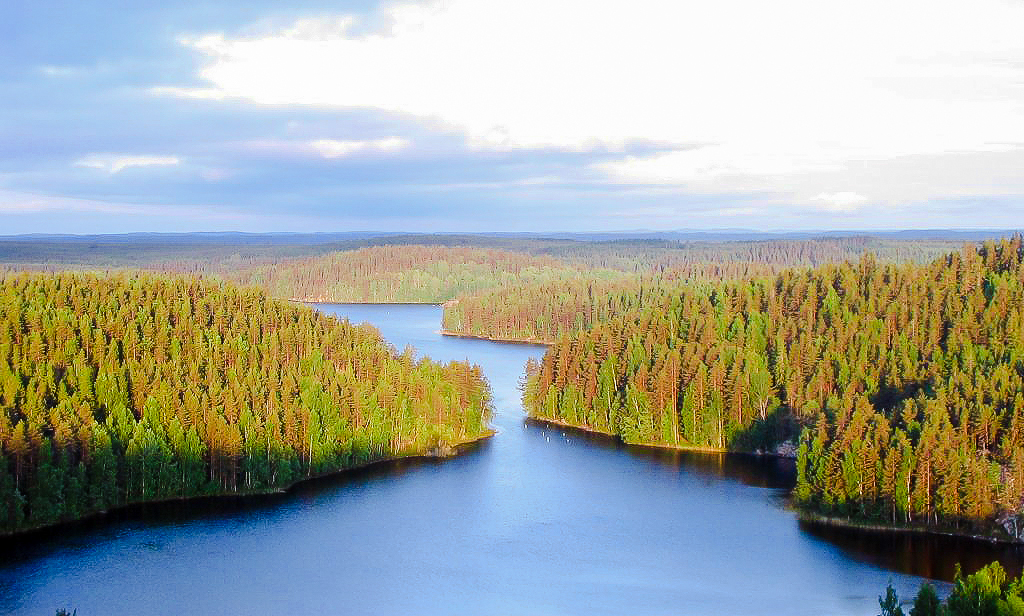
Parcul Repovesi din Finlanda, unde există aproximativ 187.888 lacuri mai mari de 500 de metri pătrați.

Incluzând teritoriile de peste mări ale Franței, care sunt situate în afara continentului european, dar care sunt membre ale Uniunii, UE are cele mai multe tipuri de climă de la cel arctic (Europa de Nord-Est) până la cel tropical (Guyana Franceză), mediile meteorologice pentru UE fiind lipsite de sens. Majoritatea populației trăiește în zone cu climă maritimă temperată (Europa de Nord-Vest și Europa Centrală), climatul mediteraneean (Europa de Sud) sau climatul cald continental (Balcanii de Nord și Europa Centrală).
Populația UE este extrem de urbanizată, având în jur de 75% locuitori în zonele urbane începând cu anul 2006. Orașele sunt răspândite în mare parte în întreaga UE, deși cu o grupare mare în și în jurul Beneluxului.

## Sistemul politic

Organigrama sistemului politic cu cele șapte instituții ale Uniunii (în albastru), elemente naționale/interguvernamentale (în portocaliu).

UE operează printr-un sistem hibrid de luare a deciziilor supranaționale și interguvernamentale și în conformitate cu principiul atribuirii (care spune că UE poate acționa numai în limitele competențelor care îi sunt atribuite de către țările UE în tratate pentru atingerea obiectivelor stabilite în acestea). Legile formulate de instituțiile UE sunt adoptate într-o varietate de forme. În general, ele pot fi clasificate în două grupuri: cele care intră în vigoare fără a fi necesare măsuri naționale (regulamente) și cele care necesită în mod specific măsuri naționale (directive).
Uniunea Europeană are șapte organe principale de decizie, instituțiile sale: Parlamentul European, Consiliul European, Consiliul Uniunii Europene, Comisia Europeană, Curtea de Justiție a Uniunii Europene, Banca Centrală Europeană și Curtea Europeană de Conturi. Competența în examinarea și modificarea legislației este împărțită între Consiliul Uniunii Europene și Parlamentul European, în timp ce sarcinile executive sunt îndeplinite de Comisia Europeană și într-o capacitate limitată de către Consiliul European (să nu se confunde cu Consiliul Uniunii Europene). Politica monetară a zonei euro este determinată de Banca Centrală Europeană. Interpretarea și aplicarea legislației UE și a tratatelor sunt asigurate de Curtea de Justiție a Uniunii Europene. Bugetul UE este examinat de Curtea de Conturi Europeană. Există, de asemenea, o serie de organisme auxiliare care oferă consiliere UE sau operează într-un anumit domeniu.
- Consiliul European, care stabilește direcțiile și prioritățile politice generale ale Uniunii prin adunarea șefilor de stat/guvern ai statelor membre. Concluziile summiturilor sale (ținute cel puțin trimestrial) sunt adoptate prin consens.
- Comisia Europeană, "Gardianul tratatelor", constă dintr-un cabinet executiv al funcționarilor publici, condus de un președinte ales în mod indirect. Acest colegiu de comisari gestionează și conduce serviciul public permanent al Comisiei. El transformă obiectivele consensuale ale Consiliului European în propuneri legislative.
- Consiliul Uniunii Europene reunește miniștrii departamentelor guvernelor statelor membre. Ea formează partea superioară a legislativului esențial bicameral al UE, iar aprobarea sa este necesară pentru orice propunere de adoptare a legii.
- Parlamentul European este alcătuit din 751 de reprezentanți aleși în mod direct, care formează camera inferioară a UE a legislaturii sale bicameral. Împarte cu Consiliul UE competențele legislative de modificare, aprobare sau respingere a propunerilor Comisiei pentru majoritatea domeniilor legislației UE. Competențele sale sunt limitate în domeniile în care suveranitatea statelor membre este de interes primar (adică apărare). Alege președintele Comisiei, trebuie să aprobe Colegiul comisarilor și poate vota pentru a-i îndepărta colectiv din funcție.
- Curtea de Justiție a Uniunii Europene asigură aplicarea uniformă a legislației UE și soluționează litigiile dintre instituțiile UE și statele membre și împotriva instituțiilor UE în numele persoanelor.
- Banca Centrală Europeană este responsabilă pentru stabilitatea monetară în statele membre.
- Curtea Europeană de Conturi investighează buna gestionare a finanțelor atât în cadrul entităților UE, cât și finanțarea UE acordată statelor membre. Pe lângă faptul că oferă supraveghere și consiliere, aceasta poate să adreseze Curții Europene de Justiție chestiuni nerezolvate pentru a arbitra orice presupuse nereguli.

Politica UE este, în general, promulgată de directivele UE, care sunt apoi implementate în legislația internă a statelor membre și de reglementările UE, care sunt imediat aplicabile în toate statele membre. Lobby-ul la nivelul UE de către grupurile de interese speciale este reglementat pentru a încerca să echilibreze aspirațiile inițiativelor private cu procesul decizional de interes public.

#### Parlamentul European

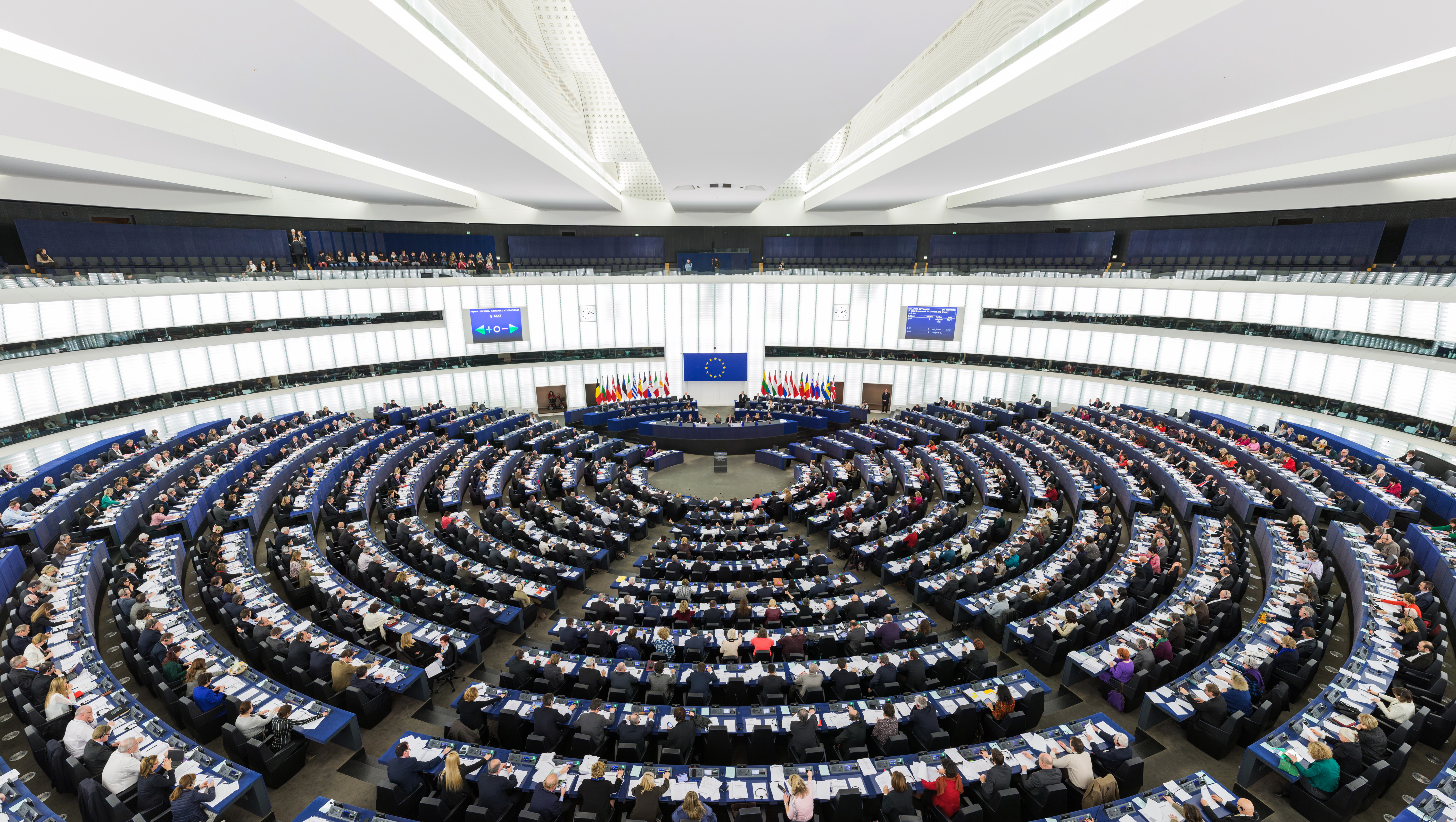
Parlamentul European din Strasbourg

Parlamentul European formează cealaltă jumătate a legislaturii UE. Cei 751 de deputați europeni sunt aleși direct de cetățenii UE la fiecare cinci ani, pe baza reprezentării proporționale. Deși deputații europeni sunt aleși la nivel național, aceștia se grupează mai degrabă în funcție de grupurile politice decât de naționalitatea lor. Fiecare țară are un număr stabilit de locuri și este împărțită în circumscripții subnaționale, în cazul în care acest lucru nu afectează caracterul proporțional al sistemului de vot.
Parlamentul European și Consiliul Uniunii Europene adoptă legislația în comun în aproape toate domeniile în cadrul procedurii legislative ordinare. Acest lucru se aplică și bugetului UE. Comisia Europeană este răspunzătoare în fața Parlamentului, solicitându-i aprobarea de a prelua mandatul, trebuie să-i raporteze și să facă obiectul unor moțiuni de cenzură din partea acestuia. Președintele Parlamentului European (în prezent, Roberta Metsola) îndeplinește rolul de vorbitor în Parlament și îl reprezintă pe plan extern. Președintele și vicepreședinții sunt aleși de deputații europeni la fiecare doi ani și jumătate.

#### Consiliul European

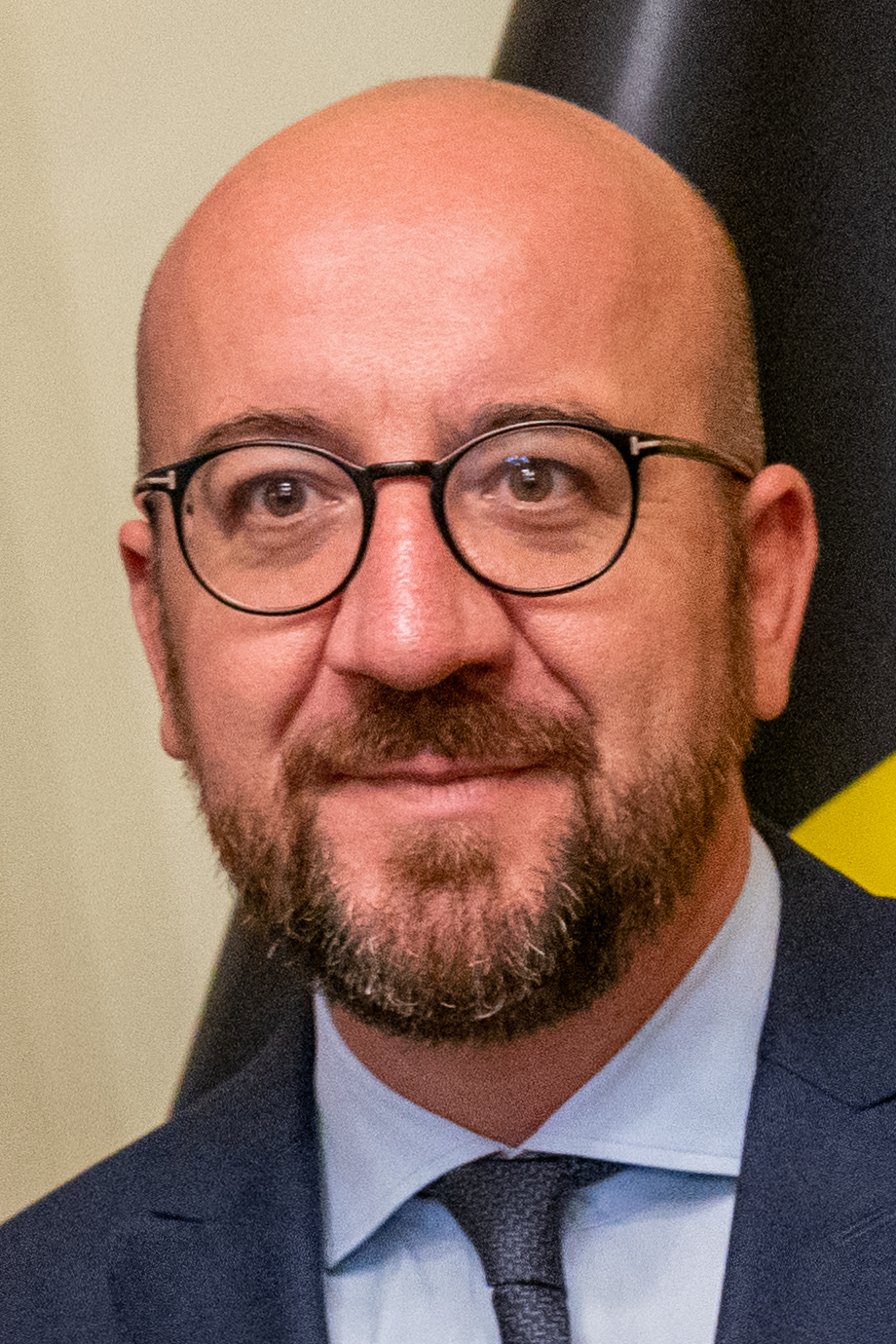
Președintele Consiliului European, Charles Michel

Consiliul European dă o direcție politică UE. Se întrunește cel puțin de patru ori pe an și este alcătuit din președintele Consiliului European (în prezent António Costa), președintele Comisiei Europene și un reprezentant al fiecărui stat membru (fie șeful de stat, fie șeful guvernului). Înaltul Reprezentant al Uniunii pentru afaceri externe și politica de securitate (în prezent, Kaja Kallas) participă, de asemenea, la reuniunile sale. Consiliul European a fost descris de unii ca fiind "autoritatea politică supremă" a Uniunii. El este implicat activ în negocierea schimbărilor tratatelor și definește agenda și strategiile politice ale UE.
Consiliul European își folosește rolul de conducător pentru a soluționa disputele dintre statele membre și instituții și pentru a rezolva crizele politice și dezacordurile privind problemele și politicile controversate. Acționează în exterior ca "șef de stat colectiv" și ratifică documente importante (de exemplu, acorduri și tratate internaționale).
Președintele Consiliului este ales cu majoritate calificată, de către membrii Consiliului European pentru un mandat de 2 ani și jumătate, care poate fi reînnoit o singură dată. Atribuțiile președintelui Consiliului European sunt asigurarea reprezentării externe a UE, ajungerea la consens și soluționarea divergențelor dintre statele membre, atât în timpul reuniunilor Consiliului European, cât și în perioadele dintre acestea.
Consiliul European nu trebuie confundat cu Consiliul Europei, o organizație internațională independentă de UE cu sediul la Strasbourg.

#### Consiliului Uniunii Europene

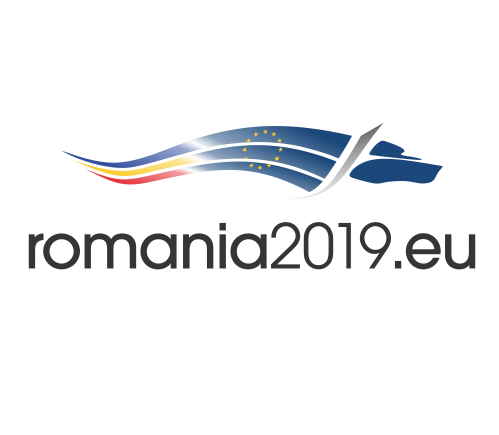
România deține Președinția Consiliului Uniunii Europene în 2019.

Consiliul Uniunii Europene (denumit și „Consiliul” sau "Consiliul de Miniștri", fostul său titlu) formează o jumătate din legislativul Uniunii Europene. Este alcătuit dintr-un ministru guvernamental din fiecare stat membru și se întâlnește în diferite compoziții, în funcție de domeniul de politică abordat. În ciuda diferitelor configurații, este considerat un singur organism. Pe lângă funcțiile sale legislative, Consiliul exercită și funcții executive în relațiile cu politica externă și de securitate comună.
Președinția Consiliului este rotativă între fiecare stat membru iar mandatul fiecărei președinții durează 6 luni. Continuitatea dintre președinții este asigurată de un acord între trei prezidenții consecutive, cunoscută ca "triumviratul prezidențial".
În unele politici, există mai multe state membre care se aliază cu partenerii strategici din cadrul Uniunii. Grupul de la Visegrád, Benelux, Adunarea Baltică, Consiliul Nordic sau Grupul de la Craiova.

#### Comisia Europeană

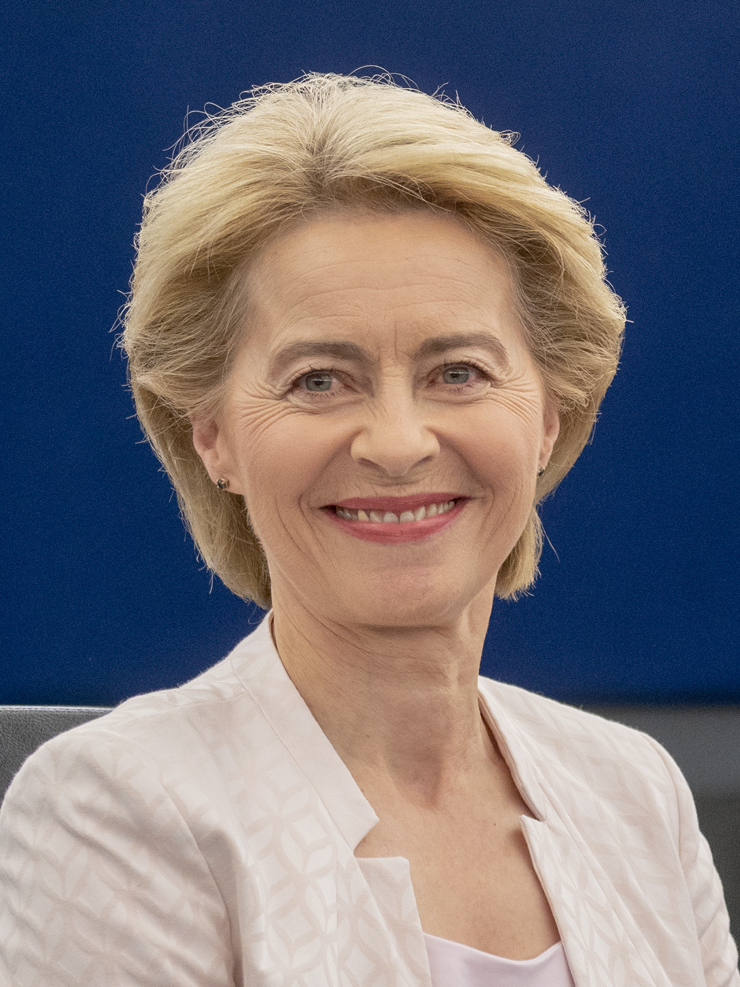
Președintele Comisiei, Ursula von der Leyen

Comisia Europeană acționează ca un braț executiv al UE și este responsabilă de inițierea legislației și de funcționarea zilnică a Uniunii. De asemenea, Comisia este văzută ca motorul integrării europene. Funcționează ca un cabinet guvernamental, cu 27 de comisari pentru diferite domenii de politică, câte unul din fiecare stat membru, deși comisarii sunt obligați să reprezinte interesele UE în ansamblu, mai degrabă decât interesul statul lor de origine.
Unul dintre cei 27 de membri este președintele Comisiei Europene (în prezent Ursula von der Leyen) numit de Consiliul European. După președinte, cel mai proeminent comisar este Înaltul Reprezentant al Uniunii pentru afaceri externe și politica de securitate, care este ex-officio vicepreședinte al Comisiei și este, de asemenea, ales de Consiliul European. Ceilalți 26 de comisari sunt ulterior numiți de Consiliul Uniunii Europene, de comun acord cu președintele desemnat. Cei 27 de comisari, în calitate de organism unic, fac obiectul unui vot de aprobare din partea Parlamentului European.
În special, Comisia are datoria de a se asigura că tratatele sunt respectate și chiar de a obliga statele membre sau alte instituții să respecte legislația și tratatele prin Curtea de Justiție a Uniunii Europene. În acest rol este cunoscută neoficial drept „gardian al tratatelor”.
Președintele Comisie este numit de Consiliul European și ales în mod oficial de Parlamentul European, pentru un mandat de cinci ani, care poate fi reînnoit o singură dată.

### Buget
Bugetul UE 2011 (141,9 miliarde €)
     Coeziune și competitivitate pentru creștere și ocuparea forței de muncă (45%)
     Ajutoare directe și cheltuieli legate de piață (31%)
     Dezvoltare rurală (11%)
     UE ca partener global (6%)
     Administrație (6%)
     Cetățenie, libertate, securitate și justiție (1%)
Uniunea Europeană a avut un buget convenit de 120,7 miliarde € pentru anul 2007 și 864,3 miliarde € pentru perioada 2007-2013, reprezentând 1,10% și 1,05% din venitul național brut estimat pentru perioada respectivă. În 1960, bugetul Comunității Economice Europene de atunci era de 0,03% din PIB.
În bugetul pentru 2010, de 141,5 miliarde €, cel mai mare element de cheltuieli unic a fost "coeziune și competitivitate", cu aproximativ 45% din bugetul total. Urmează "agricultura" cu aproximativ 31% din total. "Dezvoltarea rurală, mediul și pescuitul" ocupă aproximativ 11%. "Administrația" reprezintă aproximativ 6%. "UE ca partener global" și "Cetățenie, libertate, securitate și justiție" cu aproximativ 6% și, respectiv, 1%.
Curtea de Conturi are obligația legală de a furniza Parlamentului și Consiliului "o declarație de asigurare privind fiabilitatea conturilor, legalitatea și regularitatea operațiunilor subiacente". De asemenea, Curtea oferă avize și propuneri privind legislația financiară și acțiunile antifraudă și emite rapoarte pentru fiecare an financiar către Consiliu și Parlamentului European. Parlamentul folosește acest lucru pentru a decide dacă să aprobe gestionarea de către Comisie a bugetului.
În raportul din 2009, auditorii au constatat că cinci domenii ale cheltuielilor Uniunii, ale agriculturii și ale fondului de coeziune au fost afectate în mod semnificativ de erori. În 2009, Comisia Europeană a estimat că efectul financiar al erorilor a fost de 1,863 milioane de euro. S-a subliniat faptul că majoritatea erorilor au loc la nivel național.

### Competențe
Statele membre ale UE își mențin toate puterile și atribuțiile care nu au fost acordate expres Uniunii Europene. În anumite domenii, UE se bucură de o competență exclusivă. Acestea sunt domenii în care statele membre au renunțat la capacitatea de a emite legislație. În alte domenii, UE și statele sale membre împart competența de a legifera. În timp ce ambele pot legifera, statele membre nu pot legifera decât în măsura în care UE nu a făcut-o. În alte domenii politice, UE poate coordona, sprijini și suplimenta acțiunile statelor membre, dar nu poate adopta legislație în scopul armonizării legislațiilor naționale.
Faptul că un anumit domeniu de politică intră într-o anumită categorie de competențe nu indică neapărat ce procedură legislativă este utilizată pentru adoptarea legislației în acest domeniu de politică. Diferitele proceduri legislative sunt utilizate în cadrul aceleiași categorii de competențe și chiar în același domeniu de politică.
Distribuirea competențelor în diferite domenii de politică între statele membre și Uniune este împărțită în următoarele trei categorii:
| Competență exclusivă |

| Uniunea are competență exclusivă de a emite directive și de a încheia acorduri internaționale când sunt acordate de legislația Uniunii. |
| - Uniunea vamală - Stabilirea regulilor de competiție necesare pentru funcționarea legislației UE - Politica monetară pentru statele membre care folosesc moneda euro - Conservarea populației marine prin politica piscicolă comună - Politica comercială comună |

| Competențe împărțite |

| Statele membre nu pot exercita competențe în domeniile în care Uniunea o face. | Exercitarea competenței de către Uniunea nu trebuie să încalce posibilitatea ca statele membre să își îndeplinească competențele în: |
| - Piața internă - Politicile sociale pentru aspectele definite în Tratat - Coeziunea economică, socială și teritorială - Politica agricolă și piscicolă comună, excluzând protecția resurselor naturale maritime - Mediul - Protecția consumatorului - Transportul - Rețeaua transeuropeană - Energia - Domeniile securității, libertății și justiției | - Cercetarea, dezvoltarea tehnologică și spațiu - Dezvoltarea cooperării, ajutorul umanitar                                          |
| - Piața internă - Politicile sociale pentru aspectele definite în Tratat - Coeziunea economică, socială și teritorială - Politica agricolă și piscicolă comună, excluzând protecția resurselor naturale maritime - Mediul - Protecția consumatorului - Transportul - Rețeaua transeuropeană - Energia - Domeniile securității, libertății și justiției | Uniunea coordonaează politicile statelor membre sau implementează politici suplimentare politicilor lor comune                       |
| - Piața internă - Politicile sociale pentru aspectele definite în Tratat - Coeziunea economică, socială și teritorială - Politica agricolă și piscicolă comună, excluzând protecția resurselor naturale maritime - Mediul - Protecția consumatorului - Transportul - Rețeaua transeuropeană - Energia - Domeniile securității, libertății și justiției | - Coordonează politicile economice, sociale etc. - Securitatea comună a frontierelor politicile de apărare                           |

| Competențe de sprijin |

| Uniunea poate desfășura activități de suport și ajutor a statelor membre în: |
| - Dezvoltarea și protejarea sănătății - Industrie - Cultură - Turism - Educație, tineret, sport și pregătire vocațională - Protecție civilă (prevenirea dezastrelor) - Cooperare administrativă |

## Sistemul juridic
Uniunea Europeană se bazează pe o serie de tratate. Acestea au înființat inițial Comunitatea Europeană și ulterior Uniunea Europeană și apoi s-au făcut amendamente la aceste tratate fondatoare. Tratatele stabilesc obiective generale de politică și înființează instituții cu competențele legale necesare pentru punerea în aplicare a obiectivelor. Aceste puteri legale includ capacitatea de a adopta legi care pot afecta în mod direct toate statele membre și locuitorii lor. UE are personalitate juridică, cu dreptul de a semna acorduri și tratate internaționale.
În temeiul principiului supremației, instanțele naționale sunt obligate să pună în aplicare tratatele pe care statele membre le-au ratificat și, prin urmare, legile adoptate în temeiul acestora, chiar dacă acest lucru le cere să ignore legea națională contradictorie și chiar (în limite) prevederile constituționale.

### Curtea de Justiție

Stema Curții Europene de Justiție

Sistemul jurisdicțional al Uniunii, reprezentat de Curtea de Justiție a Uniunii Europene, este format din Curtea Europeană de Justiție și Tribunalul General al Uniunii Europene, ambele având competențe proprii, atribuite de tratate. Curtea de Justiție se ocupă în primul rând de cererile de hotărâre preliminară adresate de instanțele naționale și de anumite acțiuni în anulare și recursuri și este alcătuită din câte un judecător din fiecare stat membru UE plus 11 avocați generali. Tribunalul se pronunță asupra acțiunilor în anulare introduse de persoane fizice, firme și, în anumite cazuri, de guvernele UE și este alcătuit din 47 de judecători. În 2019, numărul acestora va crește la 56 (câte 2 judecători din fiecare țară a UE).
Curtea de Justiție a Uniunii Europene (CJUE) se asigură că legislația UE este interpretată și aplicată în același mod în toate țările UE. De asemenea, Curtea garantează că țările și instituțiile UE se supun dreptului european. Pentru fiecare caz care se judecă se desemnează un judecător („judecătorul raportor”) și un avocat general iar cazurile sunt evaluate în două etape: etapa scrisă și etapa orală cu audiere publică.

### Drepturi fundamentale
Tratatele declară că Uniunea Europeană însăși este "bazată pe valorile respectării demnității umane, libertății, democrației, egalității, statului de drept și respectării drepturilor omului, inclusiv a drepturilor persoanelor aparținând minorităților... într-o societate în care pluralismul, nediscriminarea, toleranța, justiția, solidaritatea și egalitatea între femei și bărbați prevalează".
În 2009, Tratatul de la Lisabona a acordat putere juridică Cartei Drepturilor Fundamentale a Uniunii Europene. Carta este un catalog al drepturilor fundamentale împotriva cărora acțiunile UE pot fi judecate. Acesta consolidează numeroase drepturi recunoscute anterior de Curtea de Justiție și provin din "tradițiile constituționale comune ale statelor membre". Curtea de Justiție a recunoscut de mult timp drepturile fundamentale și, uneori, a invalidat legislația UE bazată pe neîndeplinirea acestor drepturi fundamentale.
Deși semnarea Convenției Europene a Drepturilor Omului (CEDO) este o condiție pentru aderarea la UE, anterior, UE nu a putut să adere la Convenție, deoarece nu este nici stat, nici nu are competența de a adera. Tratatul de la Lisabona și Protocolul 14 CEDO au schimbat acest lucru: primul obligă UE să adere la Convenție, în timp ce Protocolul îi permite în mod oficial.
Deși UE este independentă de Consiliul Europei, ei împărtășesc scopuri și idei, în special în ceea ce privește statul de drept, drepturile omului și democrația. Convenția Europeană a Drepturilor Omului și Carta Socială Europeană, sursa legislației Cartei drepturilor fundamentale, sunt create de Consiliul Europei. UE a promovat, de asemenea, chestiuni legate de drepturile omului în întreaga lume. UE se opune pedepselor cu moartea și a propus abolirea la nivel mondial. Abolirea pedepsei cu moartea este o condiție pentru aderarea la UE.

### Acte juridice
Actele juridice principale ale UE se prezintă în trei forme: regulamente, directive și decizii. Regulamentele devin lege în toate statele membre în momentul intrării lor în vigoare, fără a exista necesitatea implementării de măsuri naționale și au automat prioritate față de legislația națională. Directivele impun statelor membre să obțină un anumit rezultat, lăsând la latitudinea lor modul de implementare. După expirarea termenului de punere în aplicare a directivelor, acestea pot, în anumite condiții, să aibă un efect direct în legislația națională a statelor membre.
Deciziile oferă o alternativă la cele două moduri de legislație de mai sus. Acestea sunt acte juridice care se aplică numai persoanelor, companiilor sau unui anumit stat membru. Ele sunt cele mai des folosite în dreptul concurenței sau în deciziile privind ajutoarele de stat, dar sunt, de asemenea, utilizate frecvent pentru chestiuni procedurale sau administrative în cadrul instituțiilor. Regulamentele, directivele și deciziile au o valoare juridică egală și se aplică fără o ierarhie formală.

## Justiție și afaceri interne

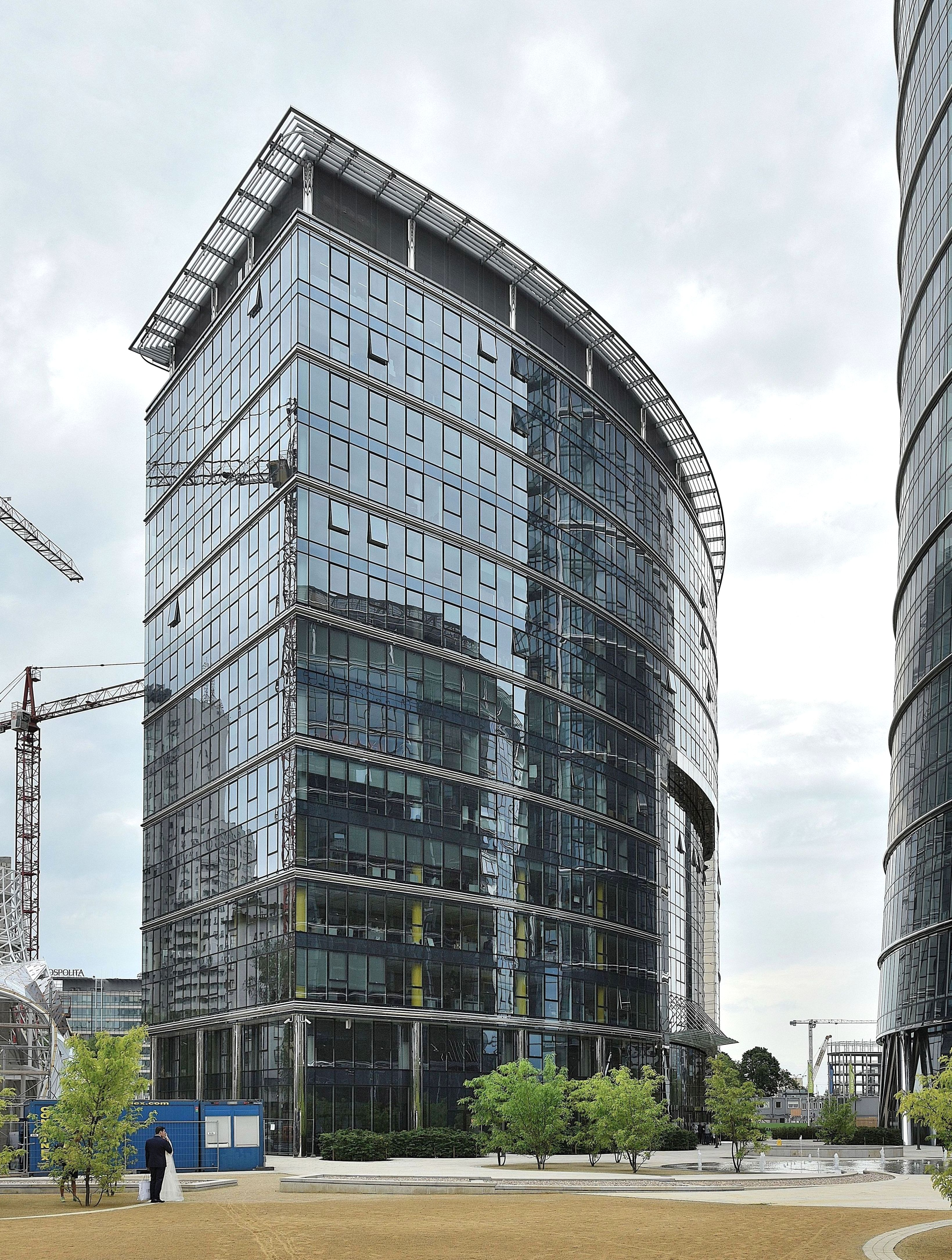
Sediul Frontex în Varșovia, Polonia

Încă de la înființarea din 1993, Uniunea Europeană și-a dezvoltat competențele în domeniul justiției și afacerilor interne; inițial la nivel interguvernamental și ulterior prin supranaționalism. În consecință, Uniunea a adoptat legislații în domenii precum extrădarea, dreptul familiei, dreptul de azil, și justiția penală. Interdicțiile împotriva discriminării sexuale și a naționalității au o lungă durată în tratate. În ultimii ani, acestea au fost completate de competențe de a legifera împotriva discriminării bazate pe rasă, religie, dizabilitate, vârstă și orientare sexuală. În virtutea acestor competențe, UE a adoptat legislația privind discriminarea sexuală la locul de muncă, discriminarea pe motive de vârstă și discriminarea rasială.
Uniunea a înființat agenții de coordonare a controalelor poliției, a procuraturii și a imigrației în statele membre: Europol pentru cooperarea forțelor de poliție, Eurojust pentru cooperarea dintre procurori și Frontex pentru cooperare între autoritățile de control al frontierelor. De asemenea, UE gestionează Sistemul Informatic Schengen, care oferă o bază de date comună autorităților polițienești și de imigrare. Această cooperare a fost dezvoltată în principal prin Acordul Schengen pentru a evita trecerile ilegale a frontierelor.

## Relații externe
Uniunea Europeană
     Acord în vigoare
     Acord aplicat provizoriu
     Acord semnat, dar neaplicat
     Acord parafat, nesemnat
     Acord în curs de negociere
     Negocierile acordului sunt suspendate/în așteptare
     Fără acord, fără negocieri oficiale

Acordurile de liber schimb ale UE (2017)
Uniunea Europeană
Acord în vigoare
Acord aplicat provizoriu
Acord semnat, dar neaplicat
Acord parafat, nesemnat
Acord în curs de negociere
Negocierile acordului sunt suspendate/în așteptare
Fără acord, fără negocieri oficiale

Cooperarea în domeniul politicii externe între statele membre datează de la înființarea Comunității în 1957, când statele membre au negociat ca un bloc în cadrul negocierilor comerciale internaționale sub Politica Comercială Comună. Pașii pentru o coordonare mai amplă în relațiile internaționale au început în 1970 prin înființarea Politicii Europene de Cooperare care a creat un proces de consultare informală între statele membre cu scopul de a crea o politică externă comună. Totuși, abia în 1987, Politica Europeană de Cooperare a fost introdusă în mod oficial prin Actul Unic European. Politica de Cooperare Europeană a fost redenumită în Politica Externă și de Securitate Comună (PESC) prin Tratatul de la Maastricht.
Obiectivele PESC sunt promovarea atât a intereselor proprii ale UE, cât și a intereselor comunității internaționale în ansamblu, inclusiv promovarea cooperării internaționale, respectarea drepturilor omului, a democrației și a statului de drept. PESC cere unanimitate între statele membre cu privire la politica adecvată de a urmări o anumită problemă. Unanimitatea și problemele dificile tratate în cadrul PESC conduc uneori la dezacorduri, cum ar fi cele care au avut loc în timpul războiului în Irak.
Coordonatorul și reprezentantul PESC în cadrul UE este Înaltul Reprezentant al Uniunii pentru afaceri externe și politica de securitate care vorbește în numele UE în probleme de politică externă și apărare și are sarcina de a rosti clar pozițiile exprimate de statele membre pe aceste domenii de politică într-o aliniere comună. Înaltul Reprezentant conduce Serviciul European de Acțiune Externă (SEAE), un departament unic al UE care a fost pus în aplicare oficial și funcțional de la 1 decembrie 2010, cu ocazia primei aniversări a intrării în vigoare a Tratatului de la Lisabona. SEAE servește drept un minister de externe și un corp diplomatic pentru Uniunea Europeană.

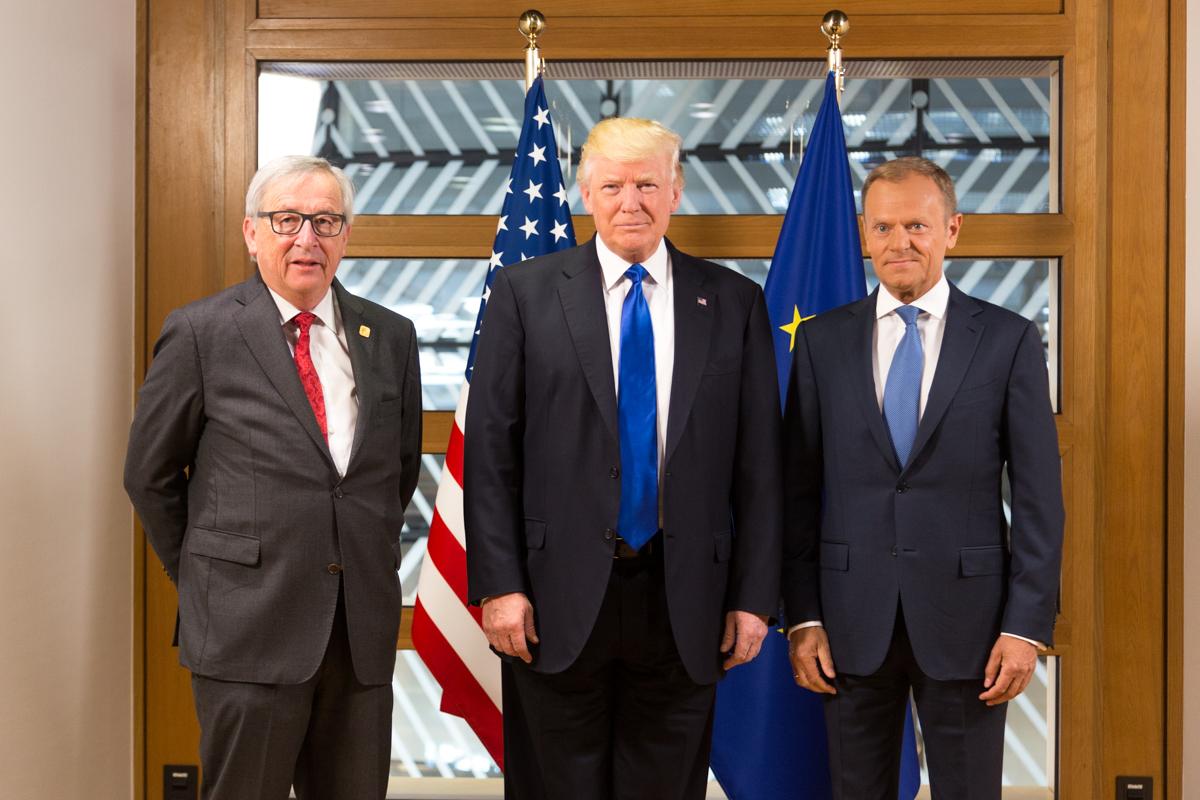
Donald Tusk și Jean-Claude Juncker cu președintele american Donald Trump, 2017
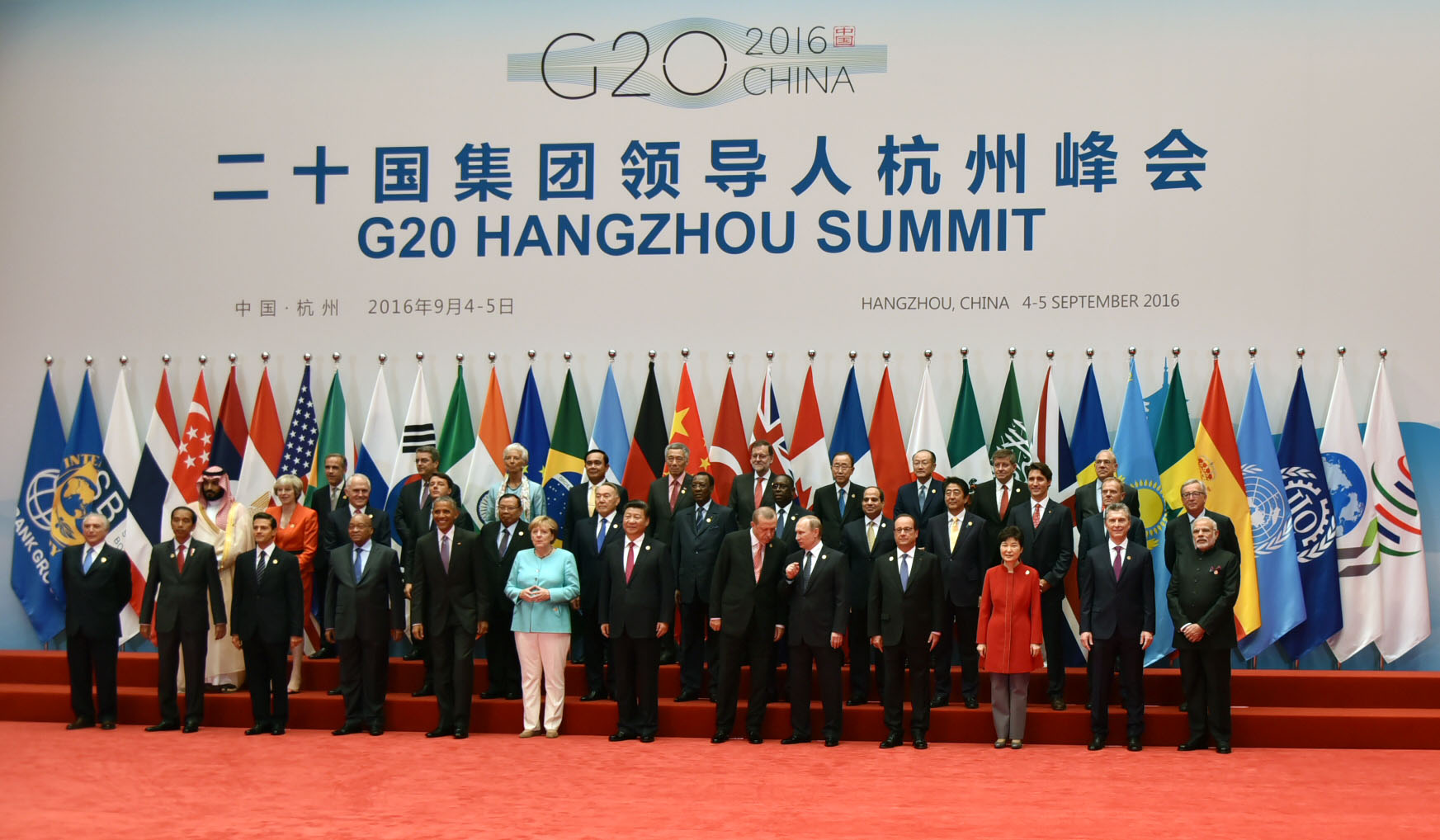
UE participă la toate summiturile G8 și G20. (Summitul G20 din Hangzhou, 2016)
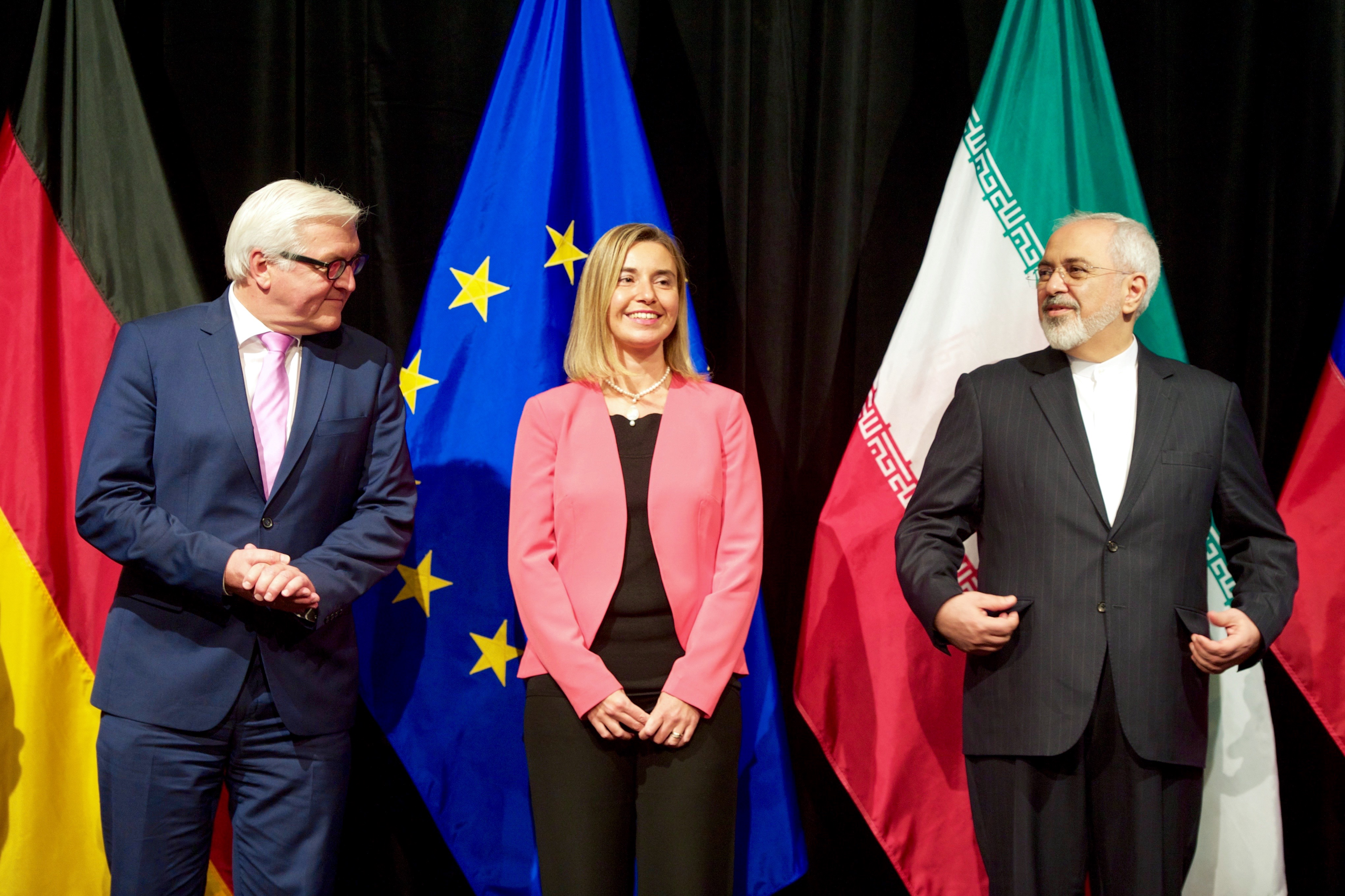
Înaltul Reprezentant al Uniunii pentru afaceri externe și politica de securitate, Federica Mogherini, în cadrul acordului nuclear cu Iranul

Pe lângă politica internațională emergentă a Uniunii Europene, influența internațională a UE este resimțită și prin extindere. Beneficiile percepute din calitatea de membru al UE acționează ca un stimulent atât pentru reforma politică, cât și pentru cea economică, în statele care doresc să îndeplinească criteriile de aderare ale UE și sunt considerate un factor important care contribuie la reforma țărilor europene foste comuniste. Această influență asupra afacerilor interne a altor țări este în general menționată ca "soft power", spre deosebire de "hard power" militară.
Uniunea Europeană a încheiat acorduri de liber schimb și alte acorduri cu o componentă comercială cu multe țări din întreaga lume și negociază cu multe altele.

### Forțe militare

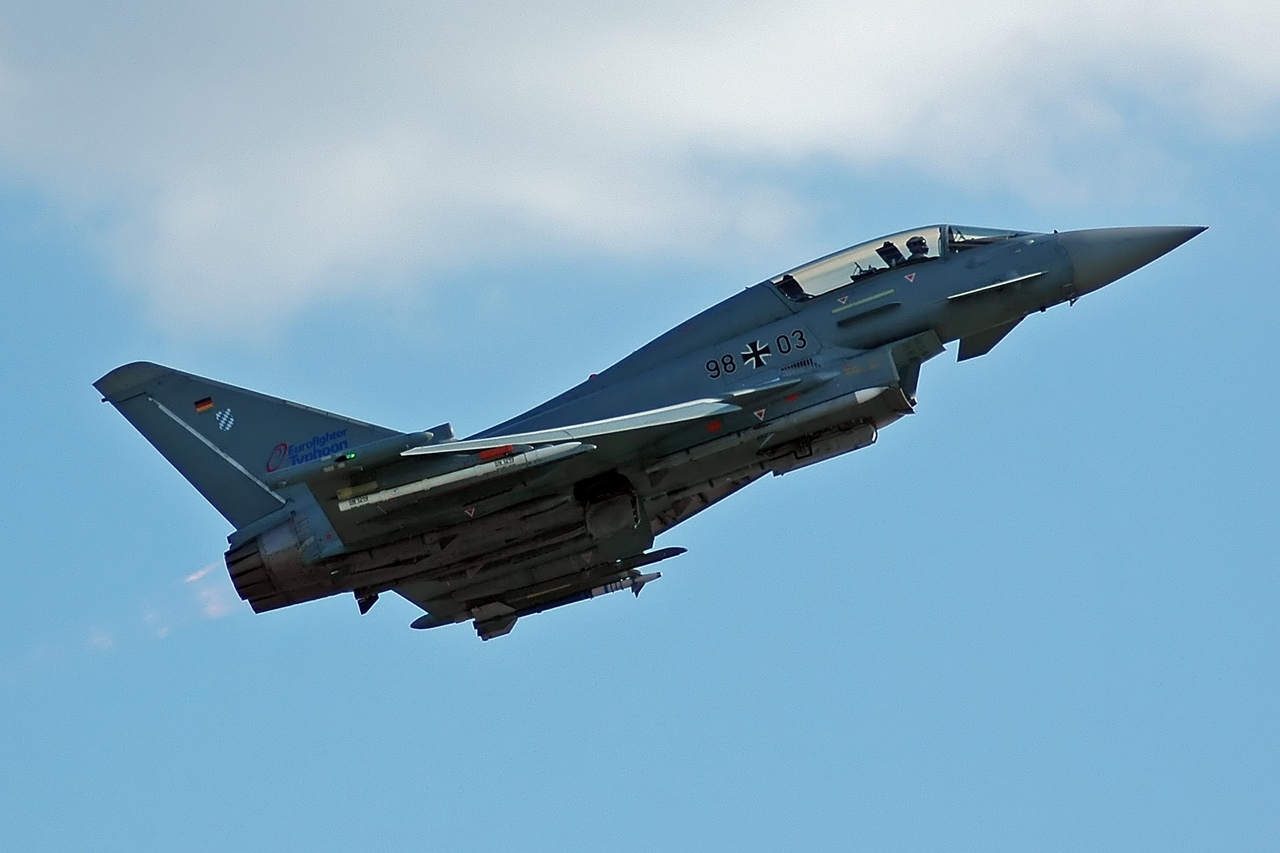
Eurofighter Typhoon
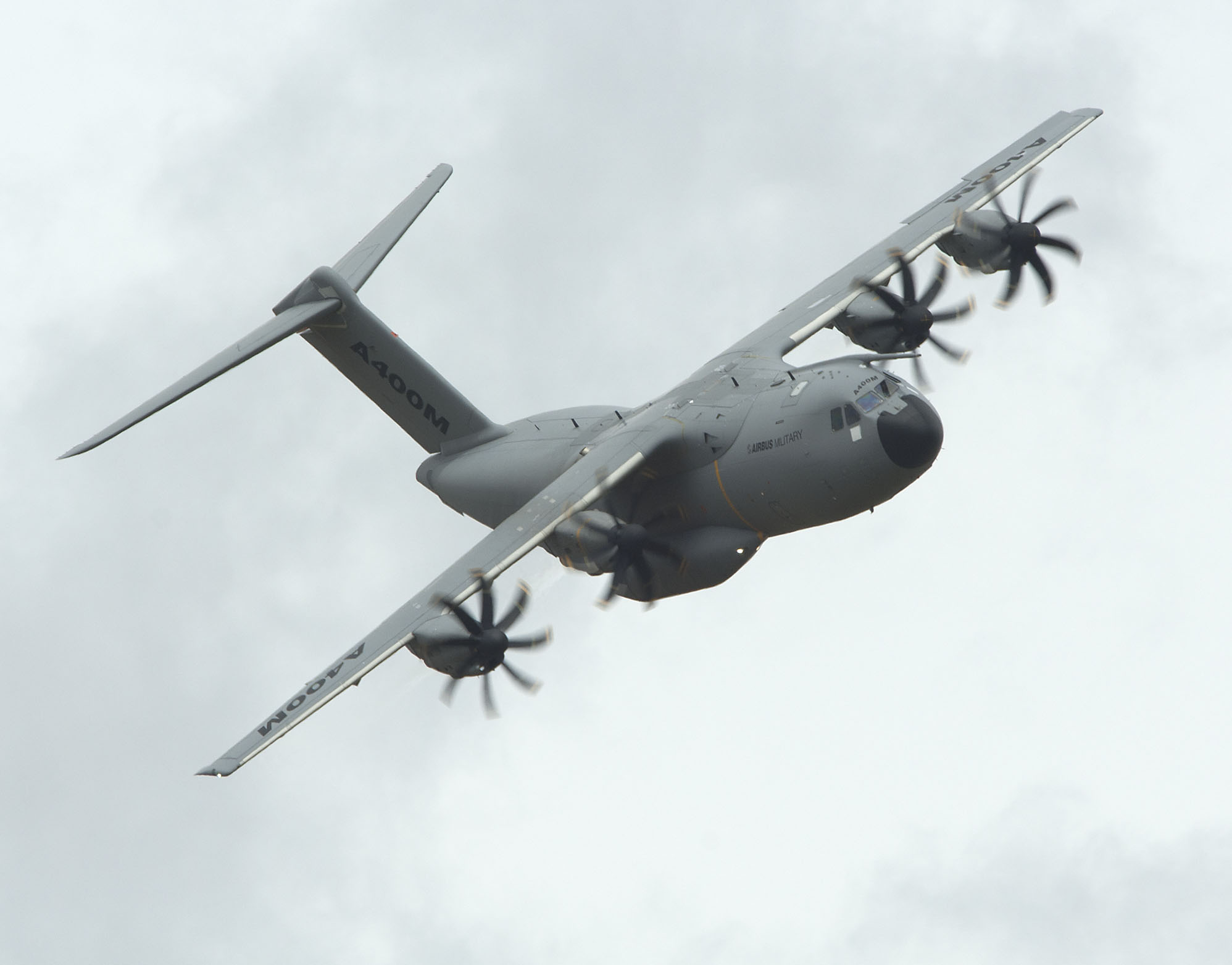
Airbus A400M
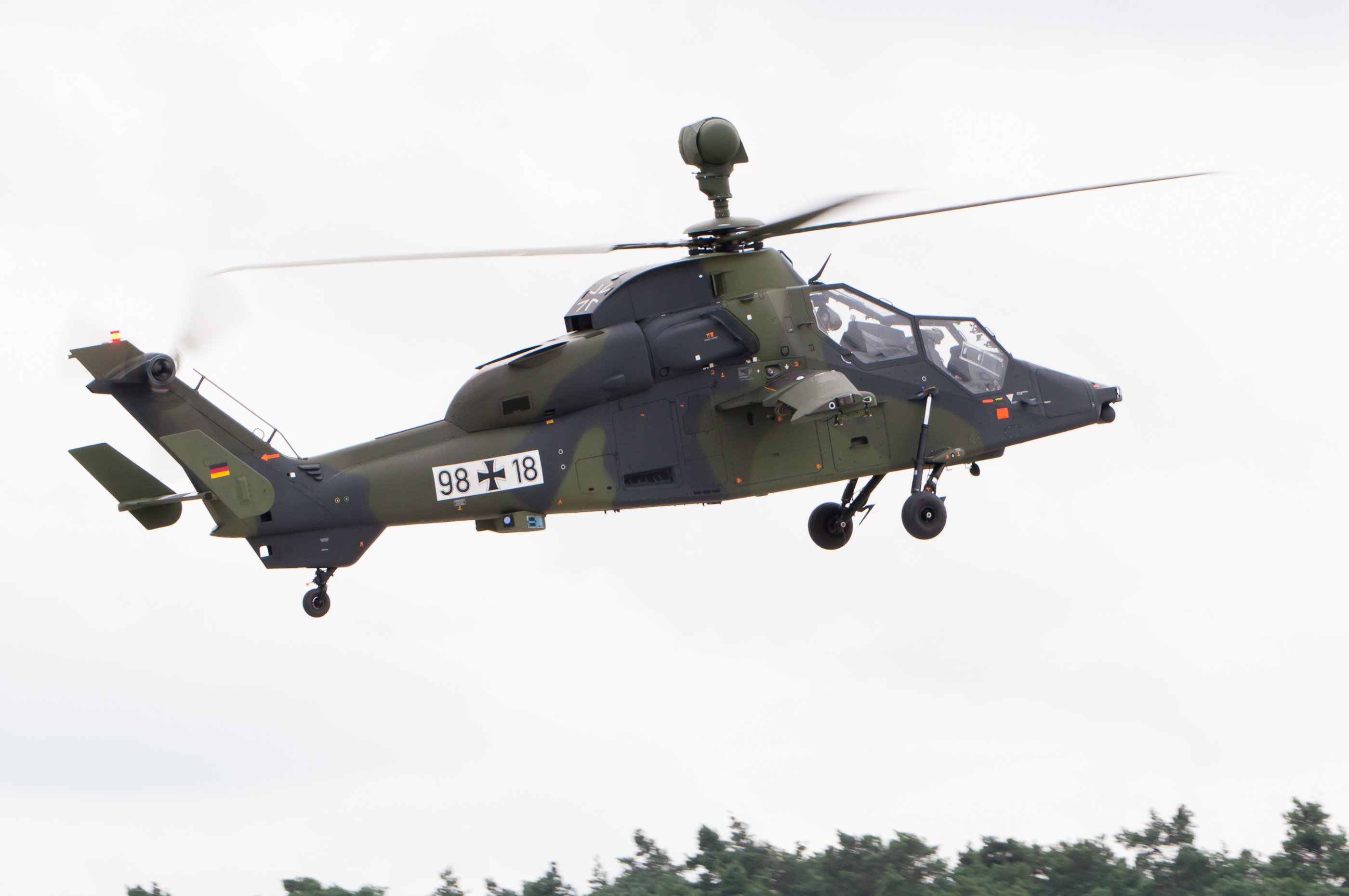
Eurocopter Tiger

Predecesoarele Uniunii Europene nu au fost create ca o alianță militară puternică, deoarece NATO a fost considerată ca fiind adecvată și suficientă pentru scopuri de apărare. 22 de state ale UE sunt și membri ai NATO, în timp ce statele membre rămase urmează politici de neutralitate. Uniunea Vest-Europeană, o alianță militară cu o clauză de apărare reciprocă, a fost desființată în 2010, rolul acesteia fiind transferat către UE.

Potrivit Institutului Internațional de Cercetare a Păcii de la Stockholm (SIPRI), Marea Britanie a cheltuit 61 miliarde dolari în domeniul apărării în 2014, plasând-o pe locul cinci în lume, în timp ce Franța a cheltuit 53 miliarde de dolari, plasându-se pe locul șase. Împreună, Marea Britanie și Franța reprezintă aproximativ 40% din bugetul de apărare al țărilor europene și 50% din capacitatea lor militară.

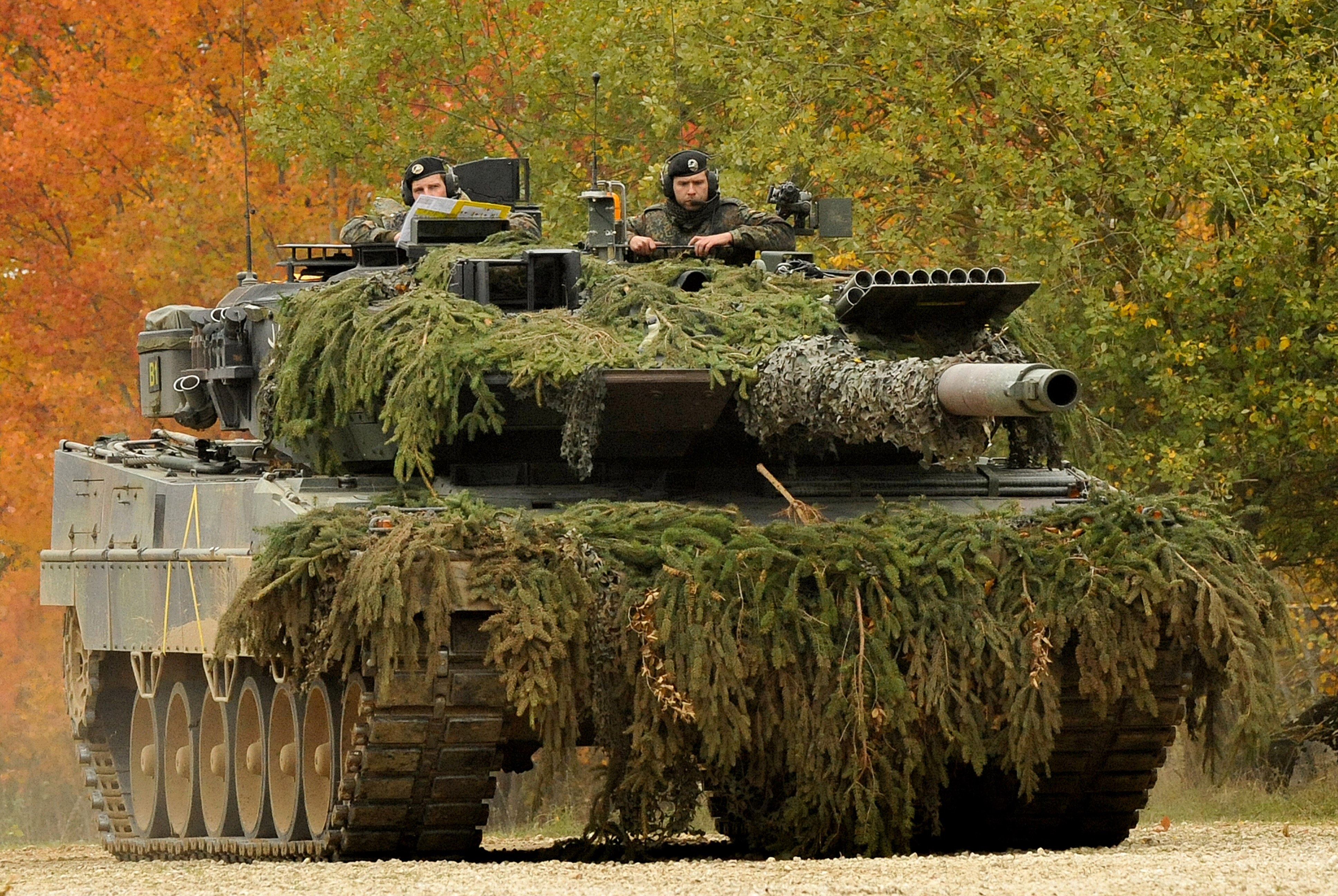
Tanc principal de luptă Leopard 2

Ambele sunt state recunoscute oficial pentru armele nucleare și dețin locuri permanente în Consiliul de Securitate al Națiunilor Unite.
În urma războiului din Kosovo din 1999, Consiliul European a fost de acord că "Uniunea trebuie să aibă capacitatea de acțiune autonomă, susținută de forțe militare credibile, mijloacele de a decide să le folosească și disponibilitatea de a răspunde unor crize internaționale fără a fi necesară asistența NATO”. În acest scop, s-au făcut mai multe eforturi pentru a spori capacitatea militară a UE, cel mai important fiind Procesul „Helsinki Headline Goal”. După multe discuții, rezultatul cel mai concret a fost inițiativa grupurilor de luptă a UE, fiecare dintre acestea fiind planificată să poată desfășura rapid aproximativ 1500 de persoane.
Forțele UE au fost dislocate în misiunile de menținere a păcii din Africa până în Balcanii de Vest și în Orientul Mijlociu. Operațiunile militare ale UE sunt susținute de un număr de organisme, inclusiv de Agenția Europeană de Apărare, Centrul European pentru Observații prin Satelit și Statul Major al Uniunii Europene. Frontex este o agenție a UE creată pentru a gestiona cooperarea dintre polițiștii de frontieră naționali care asigură frontierele externe ale UE. Scopul său este de a detecta și a opri imigrația ilegală, traficul de ființe umane și infiltrarea teroristă. În 2015, Comisia Europeană a prezentat propunerea pentru o nouă Agenție Europeană de Frontieră și Coastă, care are un rol și un mandat mai puternic, împreună cu autoritățile naționale pentru gestionarea frontierelor. Într-o UE formată din 27 de membri, cooperarea substanțială în materie de securitate și apărare se bazează din ce în ce mai mult pe colaborarea între toate statele membre.

### Ajutor umanitar

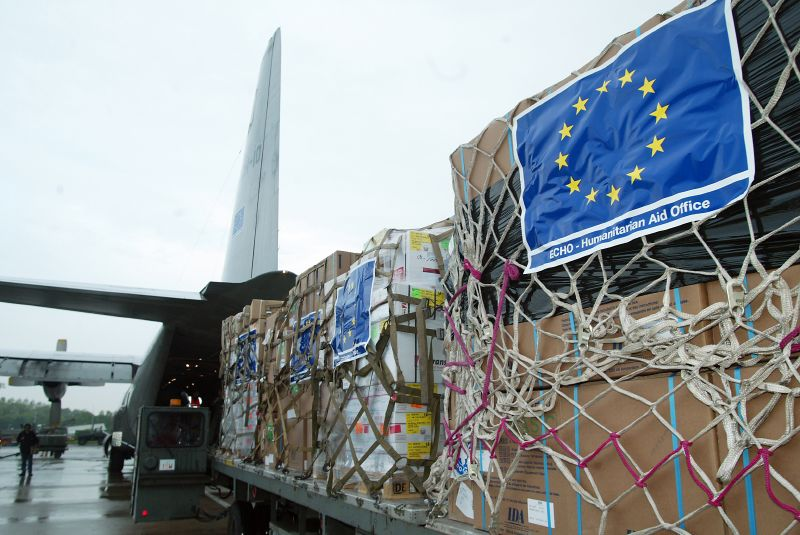
Uniunea Europeană este cel mai mare contributor al lumii la asistență pentru dezvoltare.

Departamentul European pentru Ajutor Umanitar și Protecție Civilă sau "ECHO" oferă ajutor umanitar din partea UE țărilor în curs de dezvoltare. În 2012, bugetul său se ridica la 874 de milioane de euro, 51% din buget s-a alocat Africii, 20% Asiei, Americii Latine, Caraibe și Pacific și 20% Orientului Mijlociu și zonei mediteraneene.
Ajutorul umanitar este finanțat direct de către buget (70%), ca parte a instrumentelor financiare pentru acțiune externă, precum și de Fondul European de Dezvoltare (30%). Finanțarea UE pentru acțiunea externă este împărțită în instrumente "geografice" și "tematice". Instrumentele "geografice" oferă ajutor prin Instrumentul de Cooperare pentru Dezvoltare (16,9 miliarde €, în perioada 2007-2013), care cheltuiește 95% din bugetul său pentru asistența oficială pentru dezvoltare și din Instrumentul de Parteneriat și Vecinătate European, care conține câteva programe relevante. Fondul european de dezvoltare (22,7 miliarde € în perioada 2008-2013) este alcătuit din contribuțiile voluntare ale statelor membre, dar există presiuni de a fuziona FED-ul într-un instrument bugetar pentru a încuraja creșterea contribuțiilor statelor și a permite Parlamentului European să aibă o supraveghere mai bună a banilor.
În anul 2016, media dintre țările UE a fost de 0,4%, iar cinci dintre ele au îndeplinit sau depășit ținta de 0,7%: Danemarca, Germania, Luxemburg, Suedia și Regatul Unit.

### Influență regională și globală

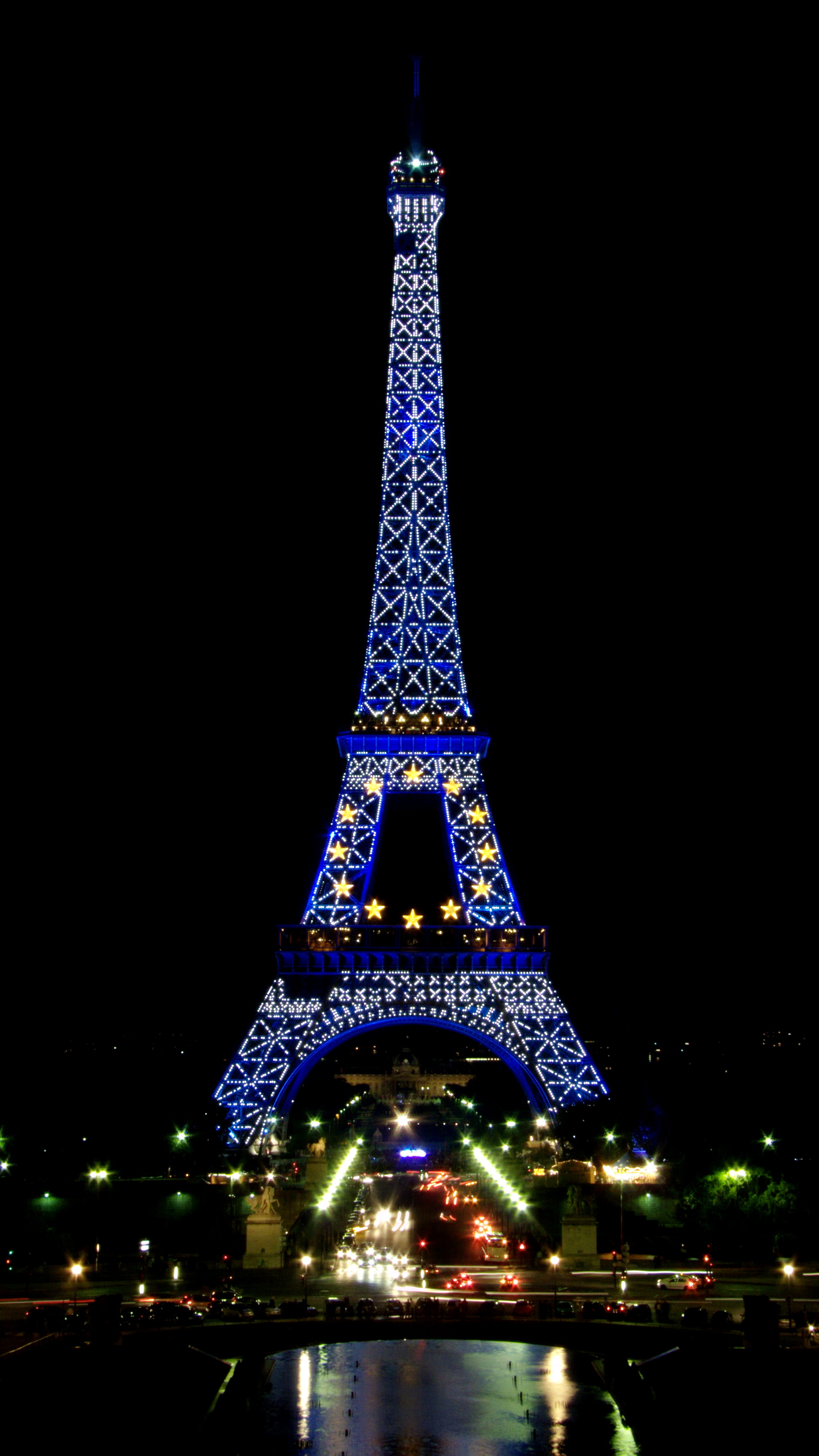
Turnul Eiffel în culorile Uniunii Europene

Datorită capacității sale de a formula reguli și norme la nivel mondial, precum și încercările sale de a influența țările vecine, Uniunea Europeană a fost numită o superputere emergentă sau potențială de către profesori și academicieni precum T.R. Reid, Andrew Reding, Andrew Moravcsik, Mark Leonard, Jeremy Rifkin, John McCormick, și unii politicieni precum Romano Prodi și Tony Blair, Ei cred că UE este o superputere sau va deveni una, a secolului XXI, în timp ce constată că, pentru ei, conceptul de "superputere" s-a schimbat în "soft power" mai degrabă decât în superputerile dure (militare) ale secolului XX.
UE utilizează instrumente de relații externe, cum ar fi Politica Europeană de Vecinătate, care urmărește să lege acele țări cu estul și sudul teritoriilor europene ale UE. Aceste țări, în special țările în curs de dezvoltare, includ pe unele care încearcă într-o bună zi să devină fie un stat membru al Uniunii Europene, fie un stat aproape de integrarea în UE. Uniunea oferă asistență financiară țărilor din vecinătatea europeană, atâta timp cât acestea îndeplinesc condițiile stricte de reformă guvernamentală, reformă economică și alte probleme către o transformare pozitivă. Acest proces este, în mod normal, susținut de un plan de acțiune, așa cum s-a convenit atât de către Bruxelles, cât și de țara țintă.
Criticii conceptului de UE ca o superputere emergentă indică lipsa unei armate europene puternice sau a unei politici externe unificate a UE.

## Economia
Uniunea Europeană a stabilit o piață unică pe teritoriul tuturor statelor membre. O uniune monetară, zona euro este formată din 20 state membre care folosesc moneda unică euro. În 2010, UE a generat un procent estimat de 26% (16.242 miliarde de dolari) din produsul intern brut la nivel mondial, astfel UE are cea mai mare economie a lumii. Este cel mai mare exportator, cel mai mare importator de bunuri și servicii și cel mai mare partener comercial pentru multe țări precum China, India și Statele Unite ale Americii.
Din 500 cele mai mari corporații după venituri (Fortune Global 500 din 2010), 161 au sediul în Uniunea Europeană. În noiembrie 2011, șomajul în UE era de 9,8%, investițiile erau de 20,3% din PIB  în noiembrie 2011, inflația de 3,4% iar deficitul public era de 6.6% în octombrie 2011.
Există o variație semnificativă între veniturile per capita între statele membre, acestea sunt între 11.000 de euro și până la 70.000 de euro. Regiunile cu venit inferior mediei europene sunt în special în estul Europei, în noile state care au aderat după 2004. Câteva fonduri acordă ajutor de urgență, suport pentru statele candidate pentru a le aduce la standardele UE (PHARE, ISPA și SAPARD) precum și ajutor pentru Comunitatea Statelor Independente (fostele state parte a URSS).
| Țară              | PIB 2016 (milioane de $) | PIB 2015 pe capita ($) | PIB 2015 pe capita (în % EU-28) | Inflație (2013) | Șomaj (2013) | Creșterea PIB-ului (media 2000-09) | Creșterea PIB-ului (2015) |
| ----------------- | ------------------------ | ---------------------- | ------------------------------- | --------------- | ------------ | ---------------------------------- | ------------------------- |
| Luxemburg         | 55.730                   | 98.987                 | 271                             | +1,7%           | 5,9%         | +3,2%                              | +4,4%                     |
| Irlanda           | 257.417                  | 55.533                 | 145                             | +0,5%           | 13,1%        | +3,7%                              | +7,6%                     |
| Țările de Jos     | 815.646                  | 49.166                 | 129                             | +2,6%           | 6,7%         | +1,6%                              | +1,8%                     |
| Austria           | 404.293                  | 47.250                 | 127                             | +2,1%           | 4,9%         | +1,7%                              | +0,8%                     |
| Germania          | 3.934.664                | 46.893                 | 125                             | +1,6%           | 5,3%         | +0,9%                              | +1,5%                     |
| Danemarca         | 258.702                  | 45.709                 | 124                             | +0,5%           | 7,0%         | +0,8%                              | +1.6%                     |
| Belgia            | 494.121                  | 43.585                 | 117                             | +1,2%           | 8,4%         | +1,6%                              | +1,3%                     |
| Suedia            | 473.413                  | 41.188                 | 123                             | +0,4%           | 8,0%         | +2,0%                              | +2,8%                     |
| Franța            | 2.703.378                | 41.181                 | 106                             | +1,0%           | 10,8%        | +1,3%                              | +1,2%                     |
| Finlanda          | 224.999                  | 41.120                 | 108                             | +2,2%           | 8,2%         | +2,0%                              | +0,4%                     |
| Malta             | 15.382                   | 35.826                 | 89                              | +1,0%           | 6,5%         | +1,6%                              | +3,4%                     |
| Italia            | 2.213.909                | 35.708                 | 95                              | +1,3%           | 11,8%        | +0,9%                              | +0,8%                     |
| Spania            | 1.615.074                | 34.819                 | 92                              | +1,5%           | 26,4%        | +2,6%                              | +3,1%                     |
| Cipru             | 28.058                   | 32.785                 | 81                              | +0,4%           | 16,0%        | +3,2%                              | +2,5%                     |
| Cehia             | 332.477                  | 31.549                 | 85                              | +1,4%           | 7,0%         | +3,6%                              | +3,9%                     |
| Slovenia          | 63.964                   | 31.007                 | 83                              | +1,9%           | 10,2%        | +3,1%                              | +2,3%                     |
| Slovacia          | 160.998                  | 29.720                 | 77                              | +1,5%           | 14,2%        | +4,6%                              | +3,2%                     |
| Estonia           | 37.549                   | 28.592                 | 74                              | +3,2%           | 8,6%         | +4,5%                              | +2%                       |
| Lituania          | 82.355                   | 28.359                 | 74                              | +1,2%           | 11,8%        | +4,8%                              | +1,8%                     |
| Portugalia        | 289.791                  | 27.835                 | 77                              | +0,4%           | 16,5%        | +0,9%                              | +1,6%                     |
| Polonia           | 1.005.449                | 26.455                 | 69                              | +0,8%           | 10,3%        | +3,9%                              | +3,5%                     |
| Grecia            | 285.976                  | 26.449                 | 71                              | -0,9%           | 27,3%        | +3,0%                              | −2,3%                     |
| Ungaria           | 258.444                  | 26.222                 | 68                              | +1,7%           | 10,2%        | +2,3%                              | +3%                       |
| Letonia           | 49.081                   | 24.712                 | 64                              | +0,0%           | 11,9%        | +4,7%                              | +2,2%                     |
| Croația           | 91.096                   | 21.581                 | 58                              | +2,3%           | 17,6%        | +3,1%                              | +0,8%                     |
| România           | 413.846                  | 20.787                 | 57                              | +3,2%           | 7,3%         | +4,6%                              | +3,4%                     |
| Bulgaria          | 136.855                  | 19.097                 | 46                              | +0,4%           | 12,9%        | +4,7%                              | +1,7%                     |
| Zona euro         | 13.478.334               | -                      | 106                             | +1,4%           | 12,0%        | +1,4%                              | +0,6%                     |
| Uniunea Europeană | 1.644.816                | -                      | 100                             | +1,5%           | 10,8%        | +1,6%                              | +1,8%                     |

### Piața internă

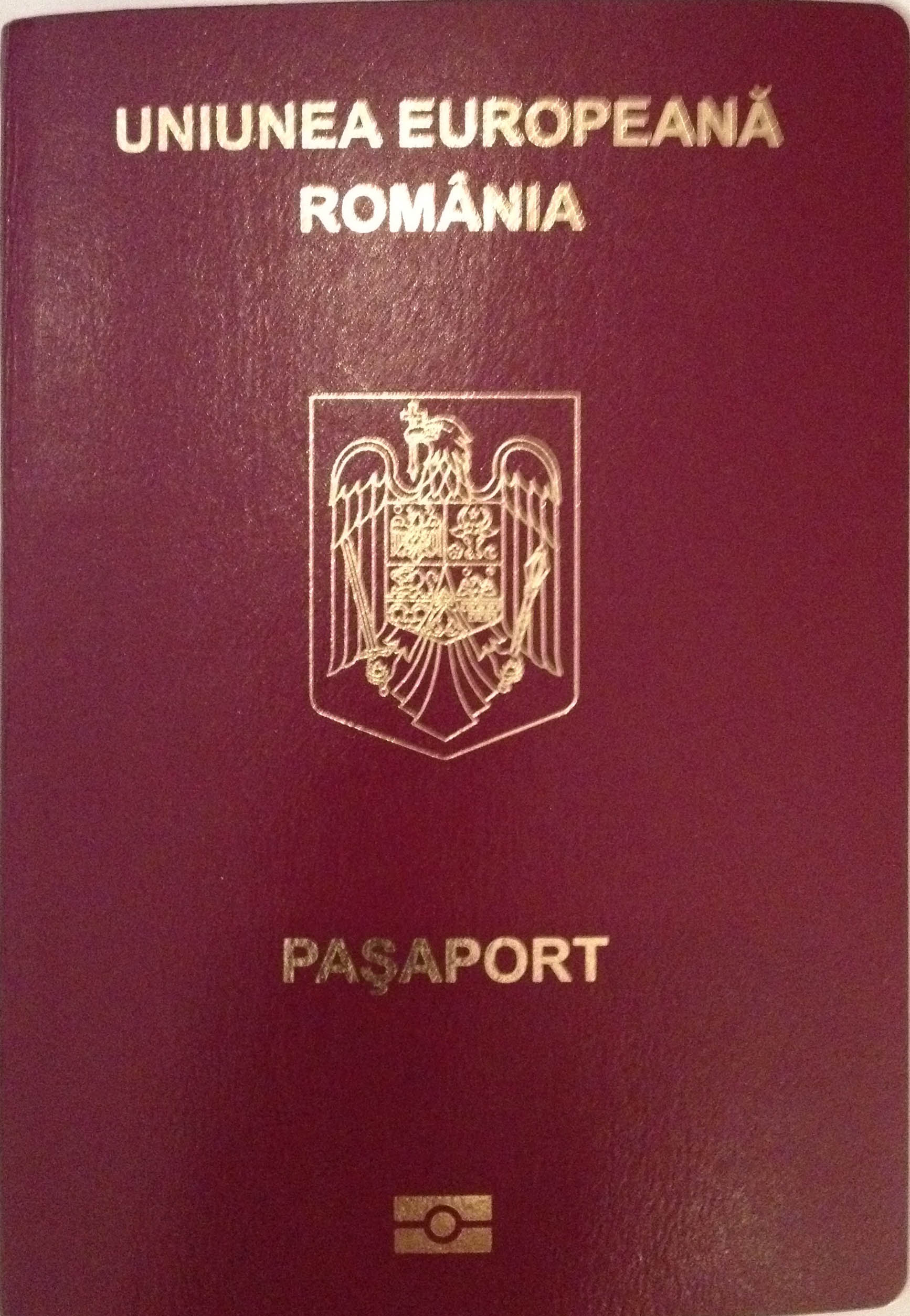
Statele membre ale Uniunii Europene au un pașaport standardizat (pașaport biometric românesc)

Două dintre obiectivele fundamentale inițiale ale Comunității Economice Europene au fost dezvoltarea unei piețe comune, redenumită ulterior piața unică, și o uniune vamală între statele membre. Piața unică implică libera circulație a mărfurilor, capitalurilor, persoanelor și serviciilor în cadrul UE, iar uniunea vamală implică aplicarea unui tarif extern comun pentru toate mărfurile care intră pe piață. Odată ce mărfurile au fost admise în piață ele nu pot fi supuse taxelor vamale, taxelor discriminatorii sau cote de import. Statele non-UE, Islanda, Norvegia, Liechtenstein și Elveția sunt parte a pieței unice, dar nu și în uniunea vamală. Jumătate din comerțul din UE este reglementat de legislația armonizată de către UE.
Libera circulație a capitalurilor permite circulația investițiilor, cum ar fii achizițiile de proprietăți și cumpărarea de acțiuni între țări. Libertatea de circulație a capitalurilor este unică în lume în măsura în care este egală și statelor non-membre.
Libertatea de mișcare a persoanelor permite cetățenilor UE să circule liber între statele membre pentru a rezida, lucra, studia sau pentru a ieși la pensie într-o altă țară. Acest lucra a necesitat o reducere a formalităților administrative și recunoașterea calificărilor profesionale între statele membre.
Libera circulație a serviciilor permite lucrătorilor independenți să se deplaseze între statele membre pentru a presta servicii în mod temporar sau permanent. În timp ce serviciile reprezintă 60-70% din PIB, legislația nu este la fel de dezvoltată ca în alte domenii. Această lacună a fost abordată de directiva recent adoptată privind serviciile în cadrul pieței interne, care are ca scop liberalizarea prestării serviciilor transfrontaliere. În conformitate cu tratatele, prestarea de servicii este o libertate reziduală care se aplică numai în cazul în care nici o altă libertate nu este exercitate.

### Competiția

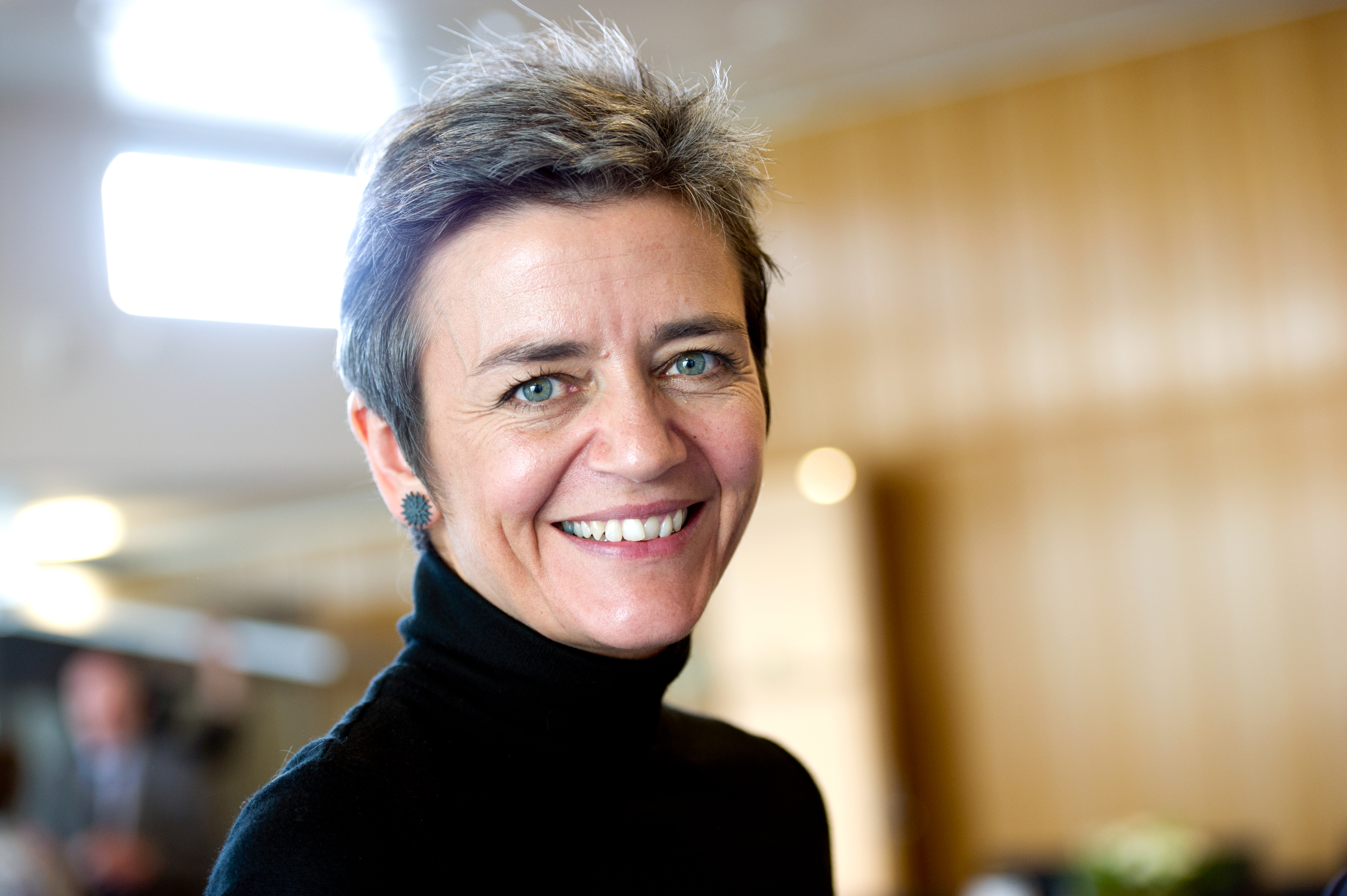
Margrethe Vestager, Comisarul European pentru Concurență

UE duce o politică de concurență destinată să asigure o concurență corectă în cadrul pieței unice. Comisia, ca autoritatea de reglementare a competiției pentru piața unică este responsabilă pentru problemele antitrust, aprobare a fuziunilor, dezmembrarea cartelurilor, lucrează pentru liberalizarea economică și pentru prevenirea ajutoarelor de stat.
Comisarul pentru Concurență, în prezent Joaquin Almunia, este unul dintre cei mai importanți și influenți comisari din cadrul Comisiei, cunoscut pentru capacitatea de a afecta interesele comerciale ale societăților transnaționale. De exemplu, în 2001, Comisia a împiedicat pentru prima dată o fuziune între două societăți cu sediul în Statele Unite ale Americii (GE și Honeywell), care fusese deja aprobată de autoritatea națională. Un alt caz cunoscut este cel al Microsoft, care a dus la aplicarea unei amenzi de 777 milioane euro de către Comisie după 9 ani de acțiuni în justiție.

### Uniunea monetară
Zona Euro
     Statele UE care sunt obligate să adere la MERS II.
     Statele care au aderat la MERS II cu un opt-out (Danemarca).
     Statele UE care nu au aderat la MERS II cu un opt-out (Regatul Unit).
     Statele care nu sunt membre ale UE dar folosesc Euro în mod bilateral.
     Statele care nu sunt membre ale UE dar folosesc Euro în mod unilateral.

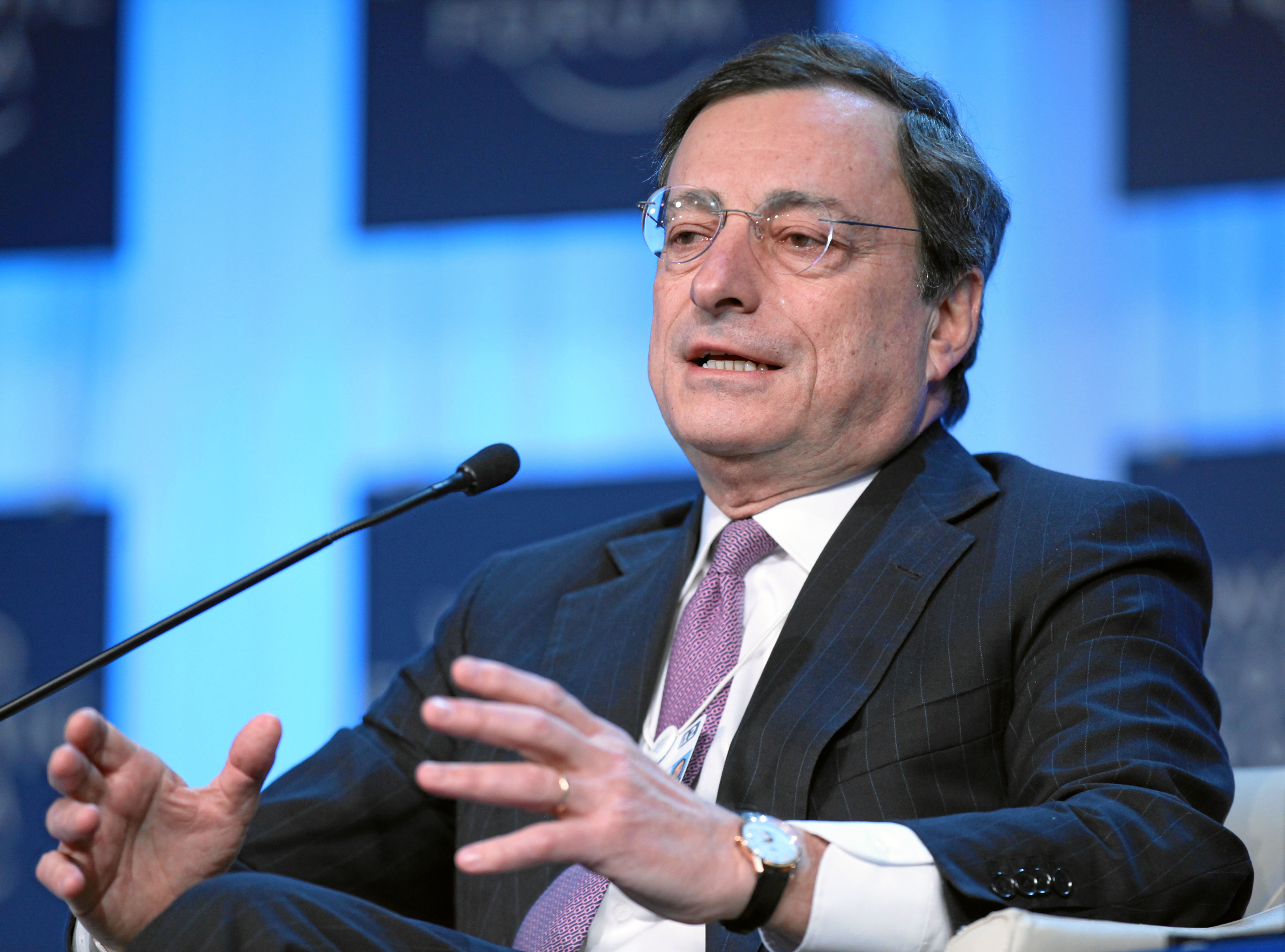
Mario Draghi, președintele Băncii Centrale Europene

Zona Euro
Statele UE care sunt obligate să adere la MERS II.
Statele care au aderat la MERS II cu un opt-out (Danemarca).
Statele UE care nu au aderat la MERS II cu un opt-out (Regatul Unit).
Statele care nu sunt membre ale UE dar folosesc Euro în mod bilateral.
Statele care nu sunt membre ale UE dar folosesc Euro în mod unilateral.

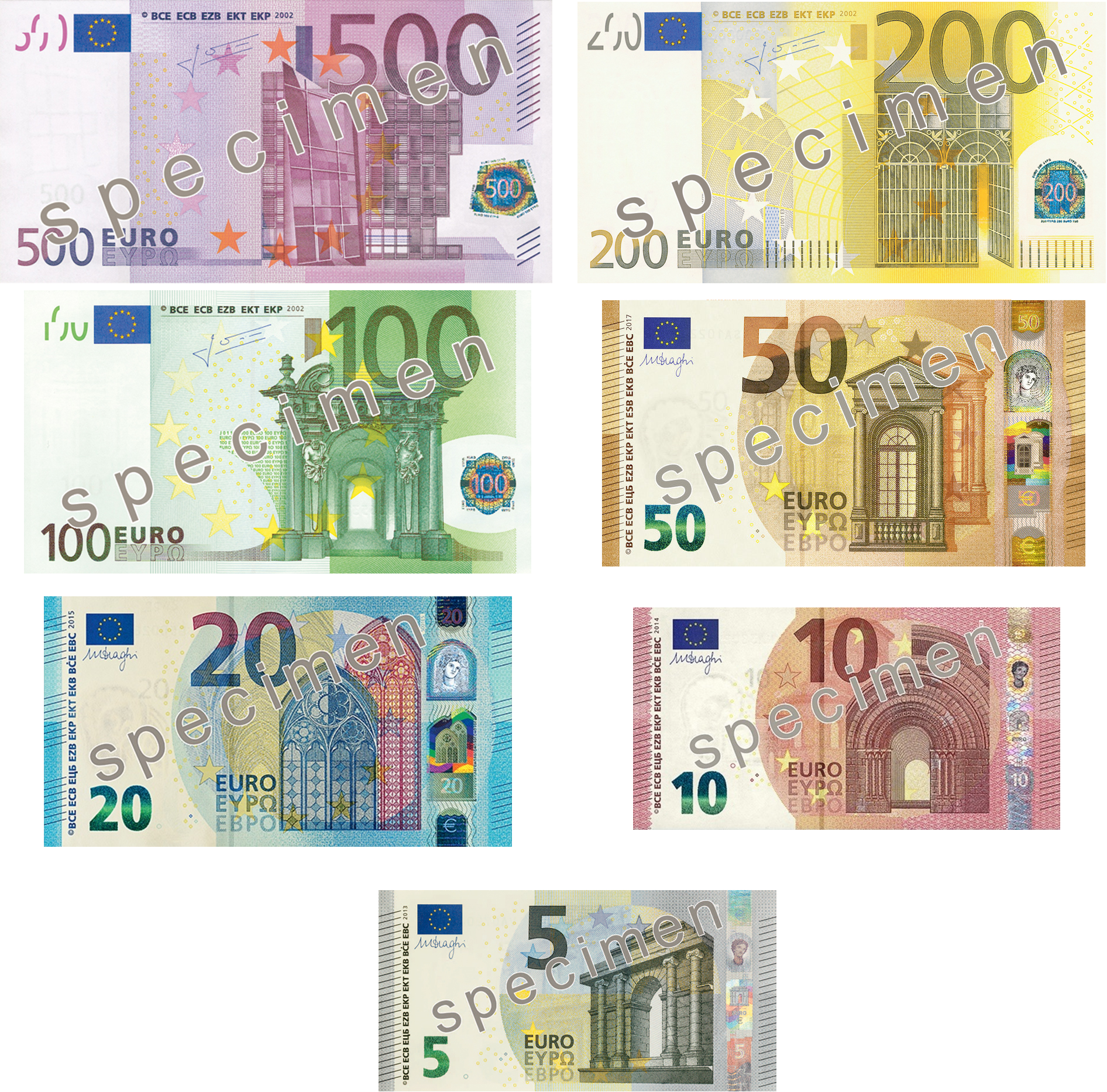
Bancnote Euro

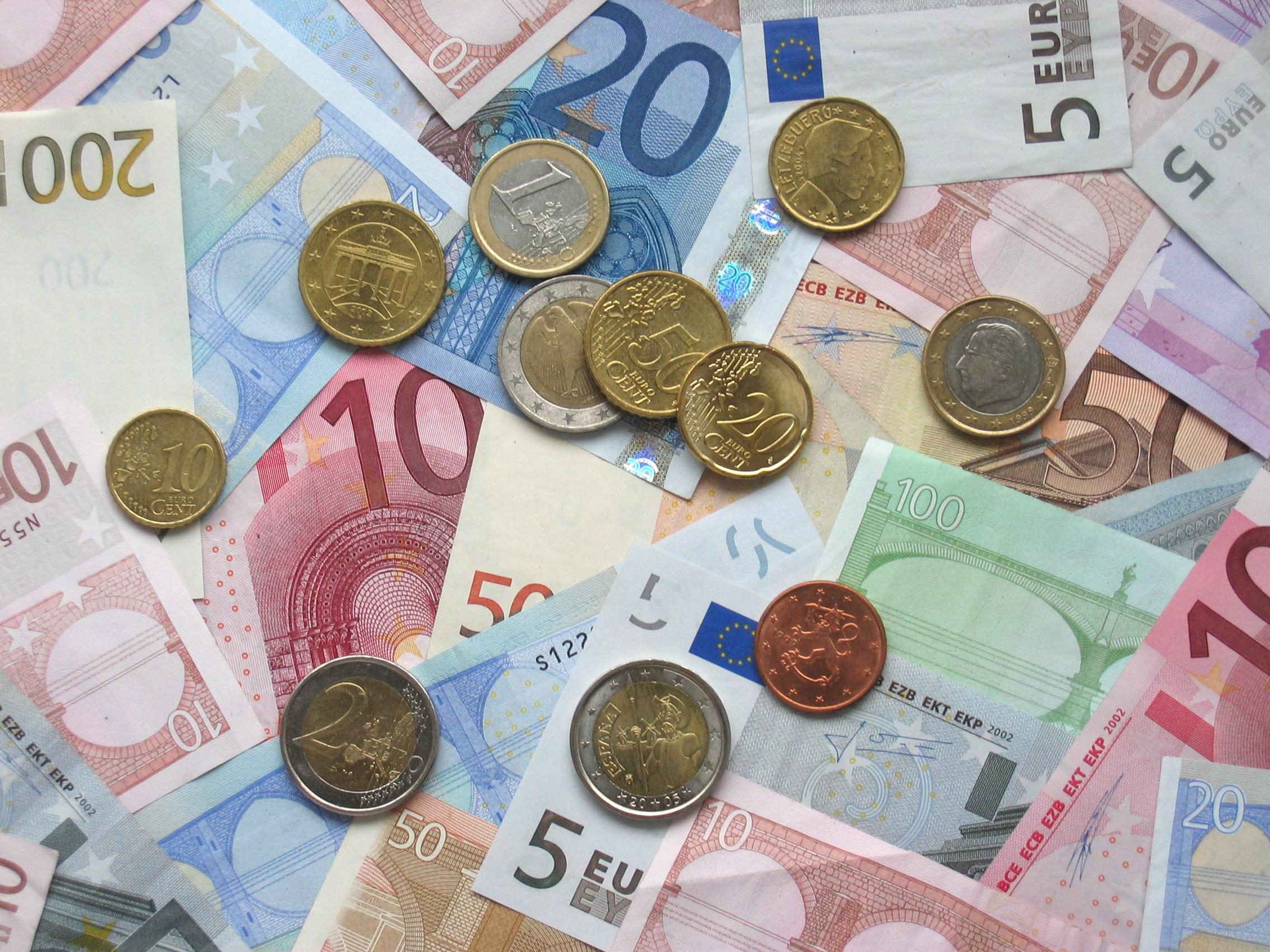
Monede și bancnote Euro

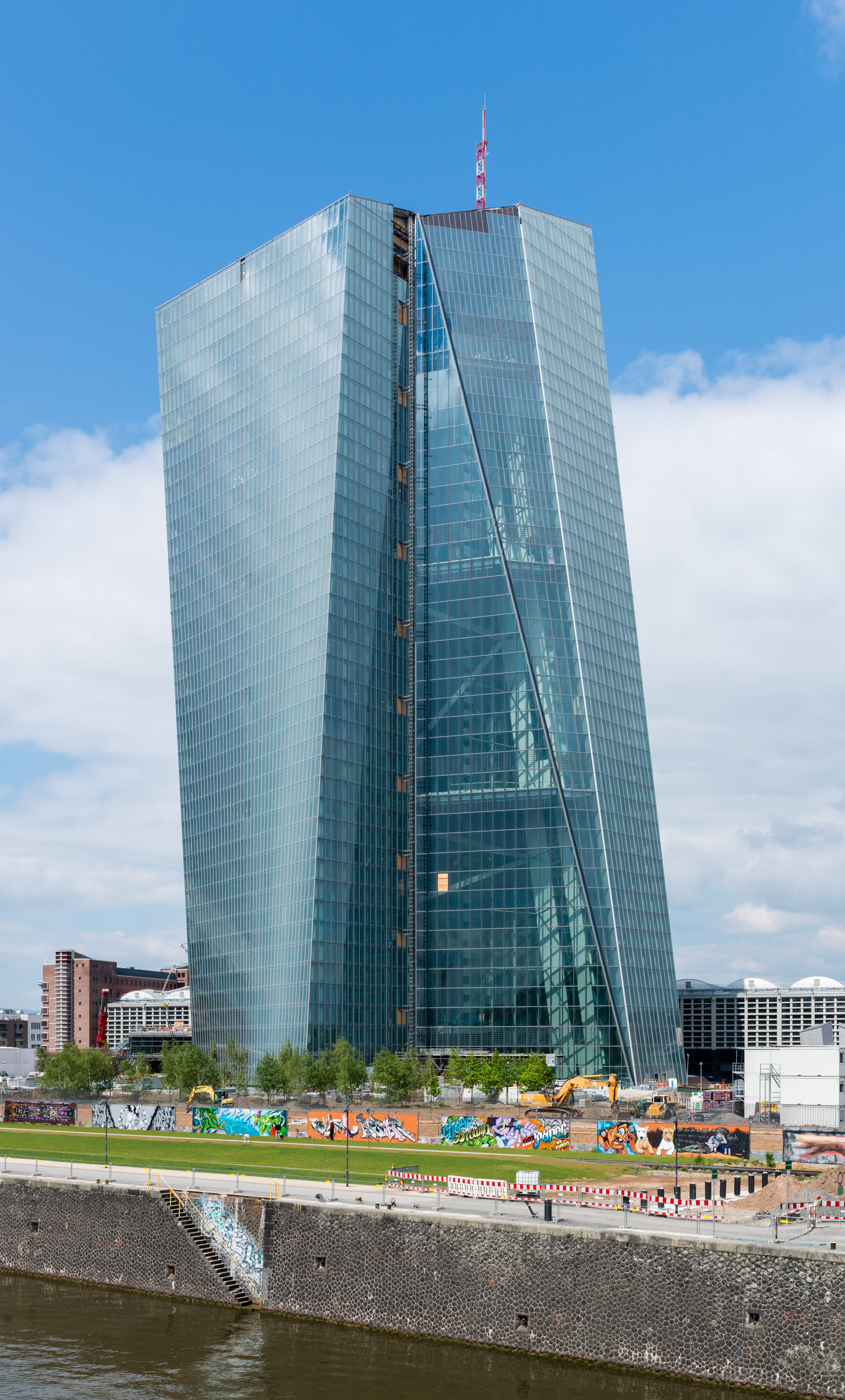
Banca Centrală Europeană, Frankfurt

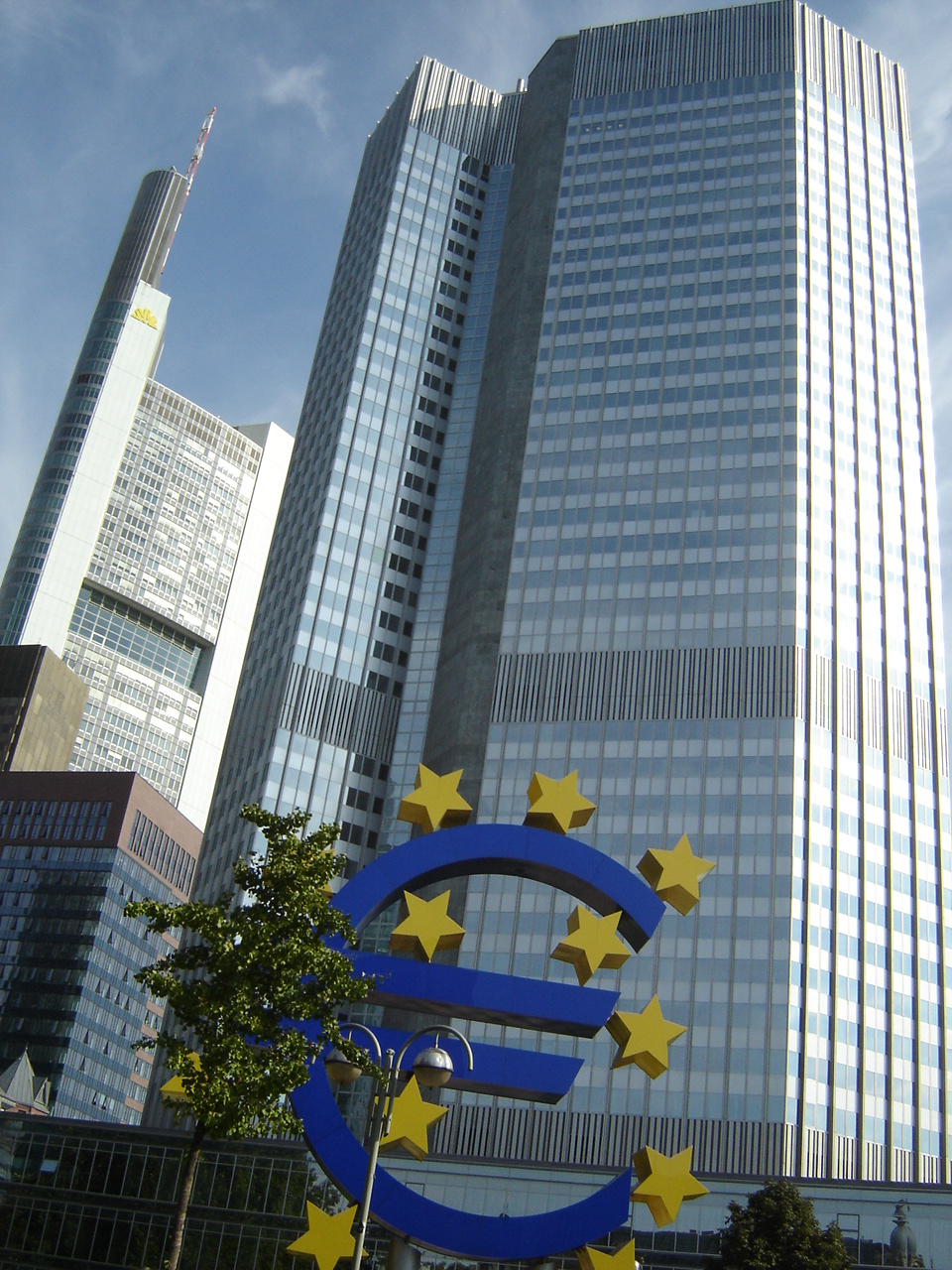
Eurotower, Frankfurt

Adoptarea unei monede europene care să înlocuiască vechile monede naționale a avut o extraordinară valoare simbolică, mentală, financiară și economică. Decizia că moneda europeană să poarte numele de "euro" a fost luată la Consiliul European de la Madrid din decembrie 1995. 
Procesul adoptării și extinderii uniunii monetare europene este destinat armonizării politicilor economice și monetare ale statelor membre. 
În 1972 a fost propus Șarpele Monetar, un sistem care să permită monezilor statelor să fluctueze într-un tunel, între limitele ±2,25%. S-a dovedit a fi un eșec. 
În 1979, Sistemul Monetar European a devenit element central, având că etalon comun moneda teoretică: European Currency Unit, având aceeași fluctuație ca Șarpele Monetar. A fost creat Fondul European de Cooperare Monetară, având fond de rezervă comun pentru susținerea temporară a devizei slabe, obținându-se rezultate pozitive. 
În 1989 a fost creată Uniunea Economică și Monetară și se prevedea implementarea acestuia în trei faze: 
- 1990- eliminarea controlului de schimburi și acceptarea liberei circulații a capitalurilor
- 1994- convergență politicilor economice și monetare de stabilizare a prețurilor și crearea Institutului Monetar European care va fi înlocuit de Banca Centrală Europeană în 1998.
- 1999- fixarea irevocabilă a cursului de schimb și introducerea monedei unice virtuale de cont

De la 1 ianuarie 2002, bancnotele și monezile euro au fost lansate în 12 state membre UE, în prezent fiind 19 state membre care utilizează euro ca moneda unică.
Banca Centrală Europeană este o instituție care are rolul de a emite și administra moneda unică. 
Sistemul European al Băncilor Centrale este compus din Banca Centrală Europeană și băncile naționale ale statelor membre, având ca rol menținerea stabilității prețurilor și făcând un raport anual privind politică monetară.
Bugetul UE a fost constituit inițial din contribuțiile financiare ale statelor membre. În 1970, comunitatea obține autonomie financiară. 
Se merge pe trei principii: 
- Unitate: ansamblul veniturilor și cheltuielilor într-un singur document
- Anualitate: operațiile bugetare sunt raportate la exercițiul anual
- Echilibru: cheltuielile nu pot depăși veniturile

Moneda Euro a asigurat stabilitate coerentă și a oferit dinamism economiei europene.

### Criza datoriilor suverane

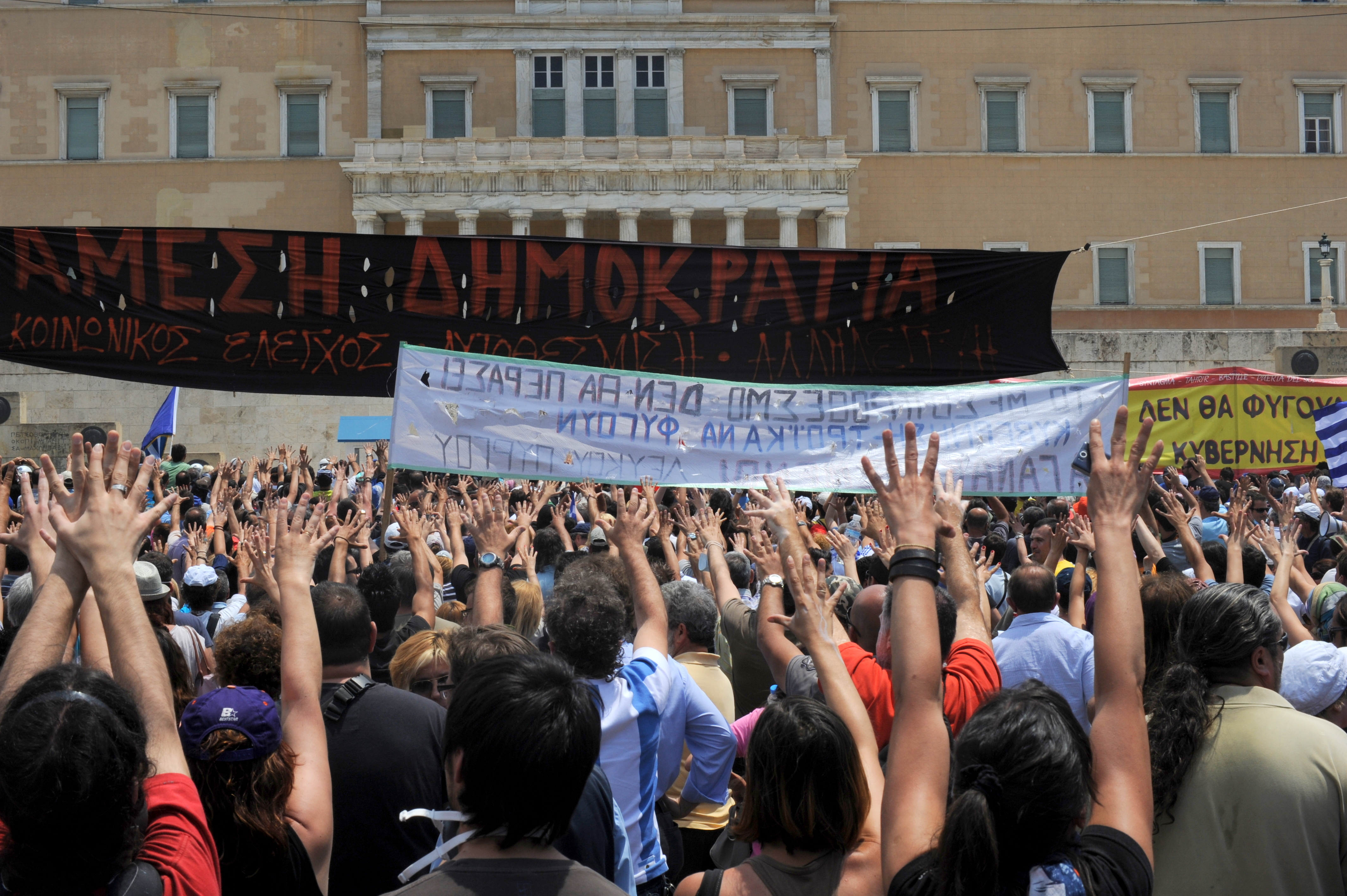
Demonstrații împotriva austerității la Atena

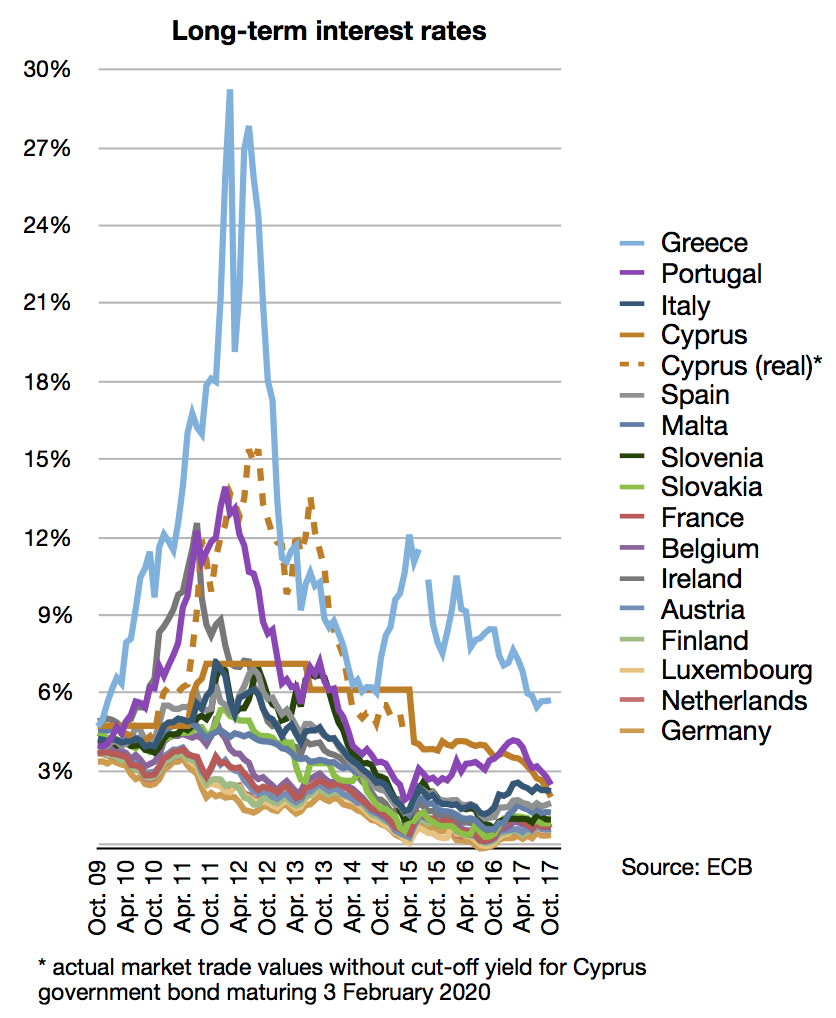
Datoriile statelor membre

Începând cu sfârșitul lui 2009, temerile investitorilor cu privire la criza datoriilor suverane și creșterea datoriei publice guvernamentale la nivel mondial, împreună cu un val de deteriorare a ratingului datoriilor suverane a câtorva state europene. Preocupările sau intensificat la începutul lui 2010 și ulterior, a devenit din ce în ce mai dificil sau chiar imposibil ca datoria unor state ca Grecia, Irlanda și Portugalia sa fie refinanțate.
La 9 mai 2010, miniștrii de finanțe din Uniunea Europeană au aprobat un pachet de salvare în valoare de 750 miliarde de euro care urmărea asigurarea stabilității financiare în Europa prin crearea Fondului European de Stabilitate Financiară (FESF). În octombrie 2011, liderii zonei euro au convenit asupra unui alt pachet de măsuri menite să prevină prăbușirea economiilor statelor membre. Aceasta a inclus un acord cu sistemul bancar care a acceptat o reducere cu 50% a datoriei grecești datorată creditorilor privați, creșterea FESF la aproximativ 1000 de miliarde de euro și solicitarea ca băncile europene să își crească capitalul cu 9%. Pentru a restaura încrederea în economia europeană, liderii UE au inițiat demersurile pentru crearea unei uniuni fiscale comune în zona euro, cu reguli stricte și executorii încorporate în tratatele Uniunii.
În timp ce creșterile datoriei suverane au fost mai pronunțate doar în câteva țări din zona euro, acestea au fost percepute ca un întreg la nivelul Uniunii. Cu toate acestea, moneda europeană a rămas stabilă cu tendință de scădere. La jumătatea lunii noiembrie 2011, tranzacțiile internaționale cu cei mai importanți parteneri comerciali ai blocului euro a fost chiar mai mare decât la începutul crizei economice. Cele trei țări cele mai afectate, Grecia, Irlanda și Portugalia, colectiv reprezintă doar 6% din produsul intern brut (PIB) al zonei euro.
La finele anului 2011 și începutul anului 2012, Banca Centrală Europeană a luat o serie de măsuri pentru a ajuta la reducerea volatilității financiare pe piețe și pentru a îmbunătății lichiditățile băncilor. 
La 30 noiembrie 2011, Banca Centrală Europeană, Rezerva Federală a Statelor Unite, Băncile Centrale ale Canadei, Japoniei, Marii Britanii și Elveției au acordat piețelor financiare internaționale lichidități pentru a putea acoperi economia reală. Băncile centrale au fost de acord să scadă costul dolarului (valută de swap) cu 50 de puncte de bază și care a intrat în vigoare la 5 decembrie 2011. Ele si-au acordat de asemenea, una alteia lichidități din abundență pentru a asigura lichiditate băncilor comerciale în alte monede.
În 21 decembrie 2011, BCE a început cea mai mare infuzie de credit în sistemul bancar european din istoria monedei euro de 13 ani. BCE a împrumutat la 523 de bănci suma de 489 miliarde euro pe o perioadă excepțional de lungă de 3 ani la o rată a dobânzii de doar un procent. Astfel BCE s-a asigurat că băncile au destule lichidități pentru a plăti debite în valoare de 200 de miliarde de euro ajunse la maturitate în primele 3 luni din 2012, precum și a asigura împrumuturi pentru firme astfel încât limitarea creditării să nu afecteze creșterea economică. Se speră de asemenea ca băncile să cumpere titluri de stat guvernamentale, astfel încât să ușureze criza datoriilor suverane.
La 2 martie 2012, 25 de state membre a UE (cu excepția Marii Britanii și Republica Cehă) au semnat Tratatul de Stabilitate Fiscală, un tratat interguvernamental prin care statele semnatare se obligă să îndeplinească și să respecte anumite criterii economice și financiare. În cazul în care un stat semnatar nu va respecta prevederile tratatului vă fi sancționat cu 0,1% din PIB de către Curtea Europeană de Justiție. Tratatul va intra în vigoare la 1 ianuarie 2013 dacă până la acea dată va fi ratificat de minim 12 state ale zonei euro.

### Energie
| Producția de energie a UE                         | Producția de energie a UE                         |
| 46% din totalul de energia primară folosită de UE | 46% din totalul de energia primară folosită de UE |
| ------------------------------------------------- | ------------------------------------------------- |
| Energie nucleară                                  | 29.3%                                             |
| Cărbune și lignit                                 | 21.9%                                             |
| Gaz                                               | 19.4%                                             |
| Energii regenerabile                              | 14.6%                                             |
| Petrol                                            | 13.4%                                             |
| Altele                                            | 1.4%                                              |
| Importuri nete de energie                         |                                                   |
| 54% din totalul energiei primare folosită         |                                                   |
| Petrol și produse petroliere                      | 60.2%                                             |
| Gaz                                               | 26.4%                                             |
| Altele                                            | 13.4%                                             |

În 2006, cele 27 de state membre ale UE avea un consum de energie în cuantum total de 1.825 milioane tone de petrol. În jur de 46% din energia consumată este produsă în statele membre iar 54% este importată. În aceste statistici, energia nucleară este tratată ca energie primară produsă în UE, chiar dacă sursa este uraniul, care este produs în cuantum de mai puțin de 3% în UE.
UE a avut puterea legislativă în domeniul politicii energetice de-a lungul întregii sale existențe. Aceasta provine de la Comunitatea Europeană a Oțelului și Cărbunelui. Introducerea politicii energetice europene obligatorii a fost aprobată în Consiliul European din octombrie 2005, iar primul draft al politicii în ianuarie 2007.
În acest moment, UE importă 82% din necesarul de petrol, 57% din necesarul de gaz și 97,48% din necesarul de uraniu. Există îngrijorări față de dependența europeană față de energia din Rusia care poate pune în pericol Uniunea și statele membre. Uniunea încearcă să își diversifice sursele de energie.

### Infrastructura

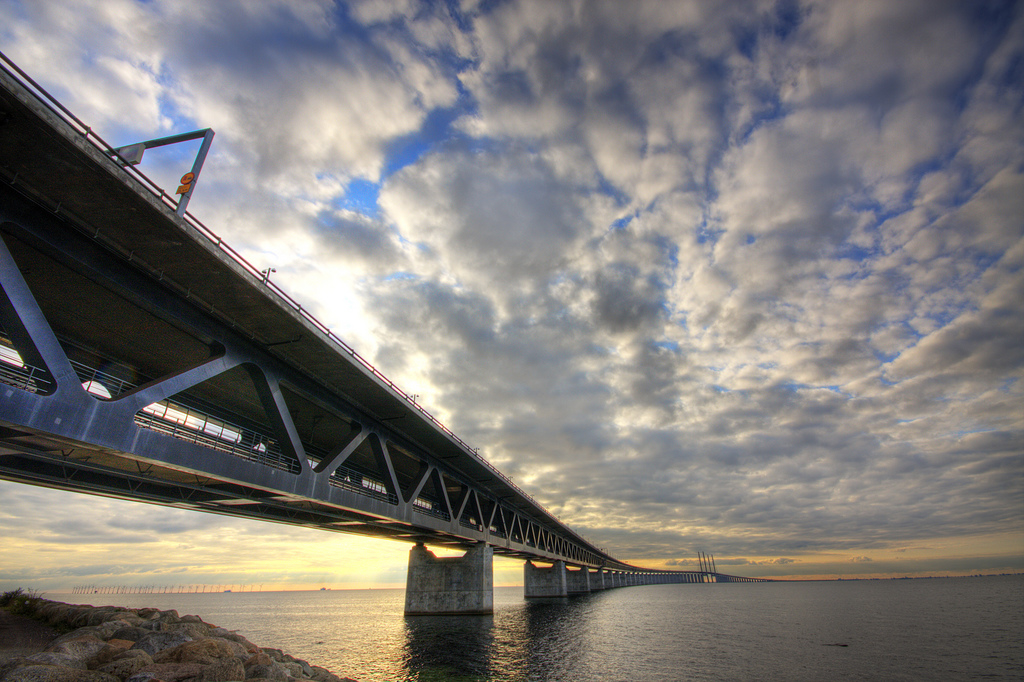
Podul Öresund dintre Danemarca și Suedia este parte din Rețeaua Trans-Europeană.
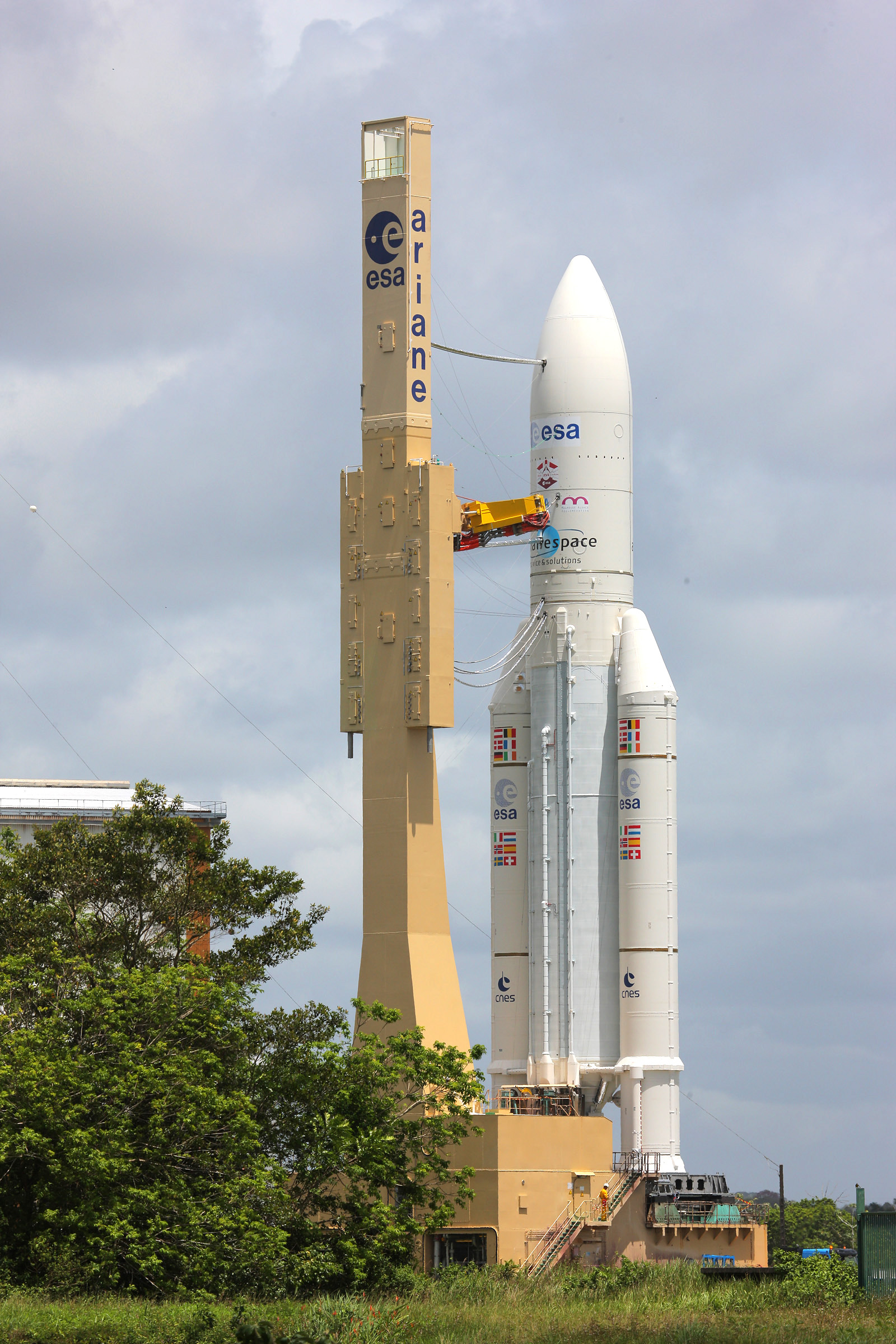
Ariane 5ES
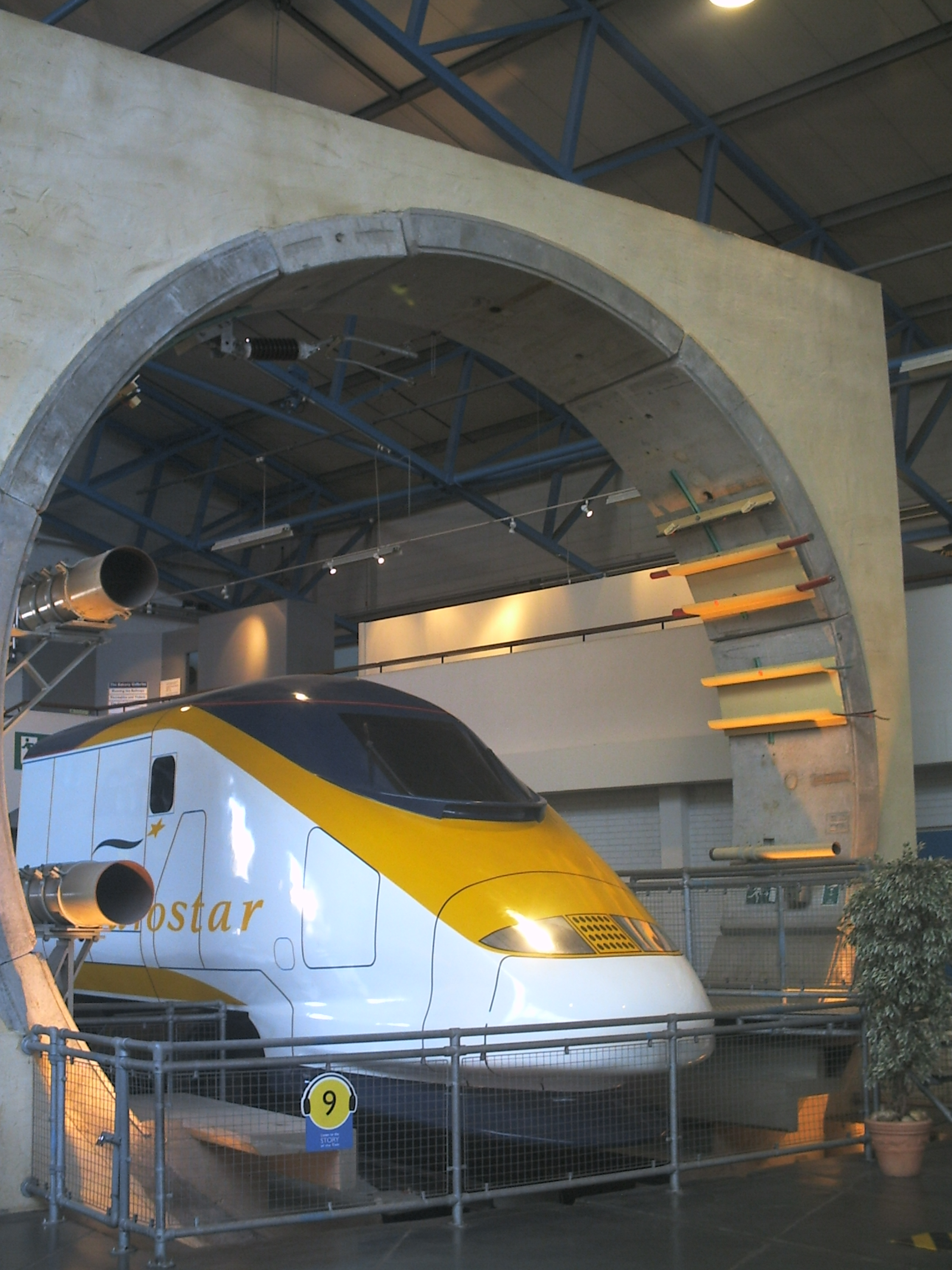

UE depune eforturi pentru îmbunătățirea infrastructurii transfrontaliere, de exemplu prin intermediul rețelelor transeuropene (TEN). Proiectele din cadrul TEN includ Tunelul de sub Canalul Mânecii , LGV Est, tunelul feroviar Frejus, Podul Oresund și tunelul Brenner. În 2001 s-a estimat că până în 2010 rețeaua va acoperi: 75.200 km de drumuri, 78.000 km de căi ferate, 330 de aeroporturi, 270 de porturi maritime și 210 porturi interne.
Politicile europene de dezvoltare a rețelelor de transport vor crește presiunea asupra mediului înconjurător în numeroase regiuni ale uniunii. În țările membre care au aderat după 2004, problema majoră constă în congestionarea traficului și poluare . După recenta extindere, noile state care au aderat începând cu 2004 au adus în plus și problema transportului de zi cu zi a călătorilor. Rețeaua poloneză de drumuri, în special, se afla în condiții deficitare: la aderarea Poloniei, 4600 de drumuri necesitau lucrări de amenajare și consolidare în conformitate cu standardele și prevederile Uniunii Europene, cu un cost total de aproximativ 17 miliarde de euro.
Un alt proiect de infrastructură este sistemul de poziționare globală Galileo, o propunere de navigație globală prin satelit, care urmează să fie construit de către Uniunea Europeană și lansat de către Agenția Spațială Europeană (ESA), putând să fie operațional până în 2010. Proiectul a fost lansat parțial pentru a reduce dependența față de Statele Unite ale Americii (care deține sistemul Global Positioning System), dar, de asemenea, și pentru a oferi o acoperire mai completă la nivel mondial și pentru a permite o precizie mult mai mare, dată fiind vechimea sistemului GPS. Inițiativa a fost însă criticată din cauza costurilor, a întârzierilor, precum și din cauza lipsei de utilitate, având în vedere existența actualului sistem GPS.

### Agricultura

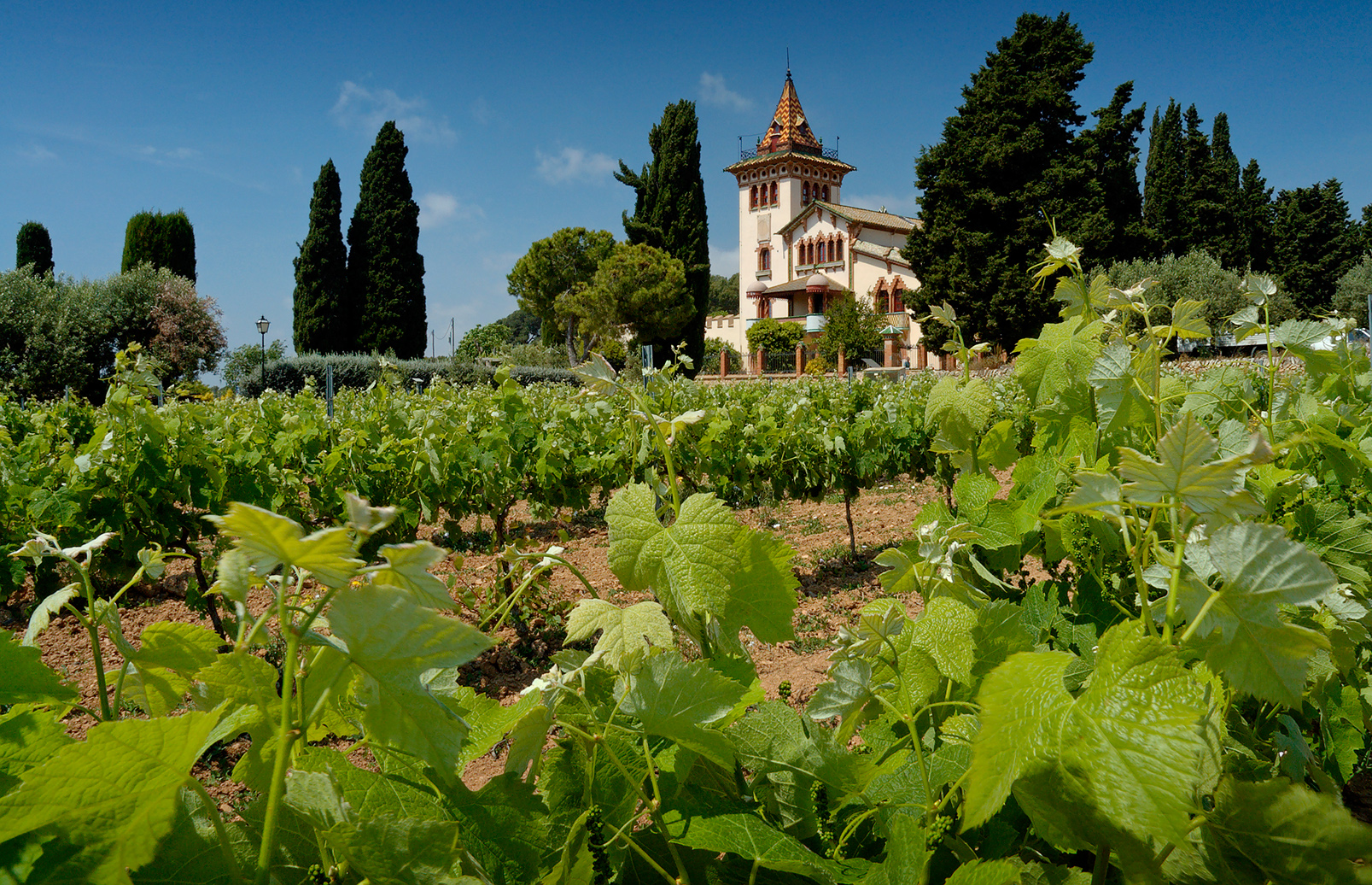
Fermele din UE sunt susținute cu ajutorul Politicii Agricole Comune (Podgorie în Spania)

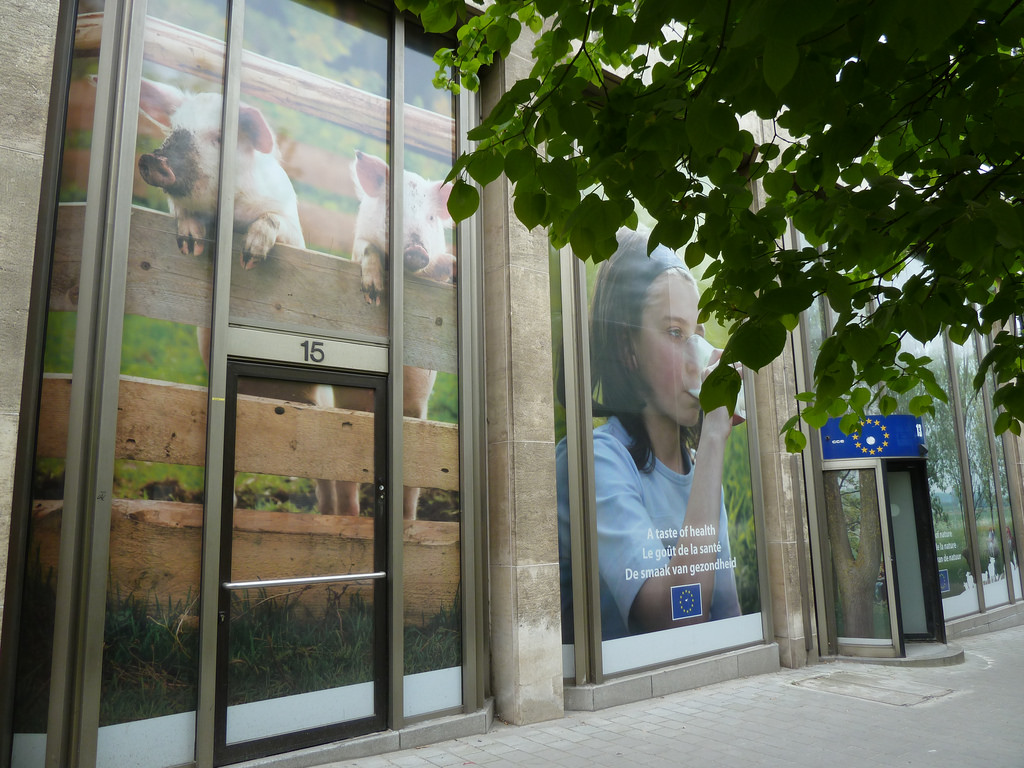
Direcția Generală pentru Agricultură și Dezvoltare Rurală în Bruxelles.

Politica Agricolă Comună este una dintre cele mai vechi politici ale Comunității Europene și a fost unul dintre obiectivele sale principale. Politica are ca obiective creșterea producției agricole, oferirea întreprinderilor certitudinea aprovizionării cu alimente, asigurând o înaltă calitate a vieții pentru agriculturi, stabilizarea piețelor și asigurarea unor prețuri rezonabile pentru consumatori. Acesta a fost până de curând, operat printr-un sistem de subvenții și de intervenție în piață. Până în 1990, politica a reprezentat peste 60% din bugetul Comunității Europene, apoi anual a scăzut până la 34% în prezent.
Politica de control a prețurilor și intervențiile în piață au dus la supra-producție considerabilă, ducând la așa numiții „munții de unt” și „lacurile de vin”. Acestea erau depozite de produse cumpărate de Comunitate pentru a menține un preț la un nivel minim. Pentru a renunța la acest excedent, de multe ori erau vândute pe piața mondială la prețuri sub nivelul prețurilor garantate în comunitate sau fermierii ofereau subvenții pentru a putea exporta produsele înafara comunității. Acest sistem a fost criticat că submina fermierii dinafara Europei, în special pe cei din zonele în curs de dezvoltare.

## Politică socială
UE a încercat de mult timp să atenueze efectele piețelor libere prin protejarea drepturilor lucrătorilor și prevenirea dumpingului social și ecologic. În acest scop, a adoptat legi care stabilesc standarde minime de ocupare a forței de muncă și de mediu. Acestea includ Directiva privind timpul de lucru și Directiva privind evaluarea impactului asupra mediului. De asemenea, UE a căutat să coordoneze sistemele de securitate socială și de sănătate ale statelor membre pentru a facilita exercitarea drepturilor de liberă circulație a persoanelor și pentru a se asigura că își mențin capacitatea de a accesa serviciile de securitate socială și de sănătate din alte state membre.

### Mediu
În 1957, când a fost înființată CEE, nu a existat nici o politică de mediu. În ultimii 50 de ani, a fost creată o legislație din ce în ce mai densă, care a cuprins toate domeniile protecției mediului, inclusiv poluarea aerului, calitatea apei, gestionarea deșeurilor, conservarea naturii și controlul substanțelor chimice, al pericolelor industriale și al biotehnologiei. Potrivit Institutului pentru Politica Europeană de Mediu, legislația de mediu cuprinde peste 500 de directive, regulamente și decizii, făcând politica de mediu un domeniu central al politicii europene.

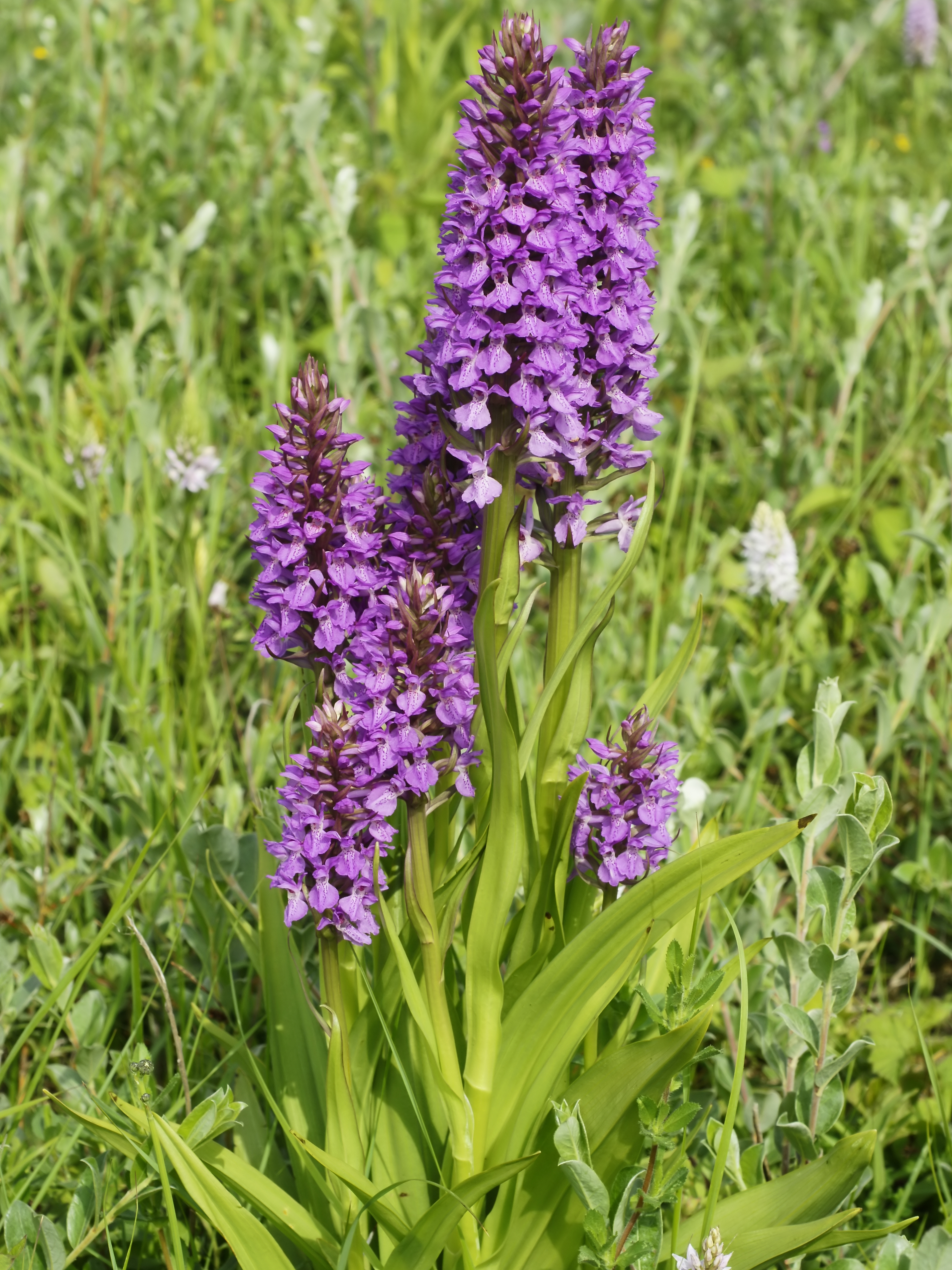
Dactylorhiza praetermissa, o specie de orhidee europeană protejată

Factorii de decizie europeni au creat inițial capacitatea UE de a acționa în ceea ce privește problemele de mediu prin definirea acesteia drept o problemă comercială. Barierele comerciale și denaturările concurențiale pe piața comună ar putea apărea din cauza diferitelor standarde de mediu din fiecare stat membru. În anii următori, mediul a devenit un domeniu politic formal, cu actori politici, principii și proceduri proprii. Baza legală pentru politica de mediu a UE a fost stabilită odată cu introducerea Actului Unic European în 1987.

Inițial, politica de mediu a UE s-a axat pe Europa. Mai recent, UE și-a demonstrat poziția de lider în domeniul guvernării globale de mediu, de ex. rolul UE în asigurarea ratificării și a intrării în vigoare a Protocolului de la Kyoto, în ciuda opoziției din partea Statelor Unite. Această dimensiune internațională este reflectată în cel de-al șaselea program de acțiune al UE privind mediul,

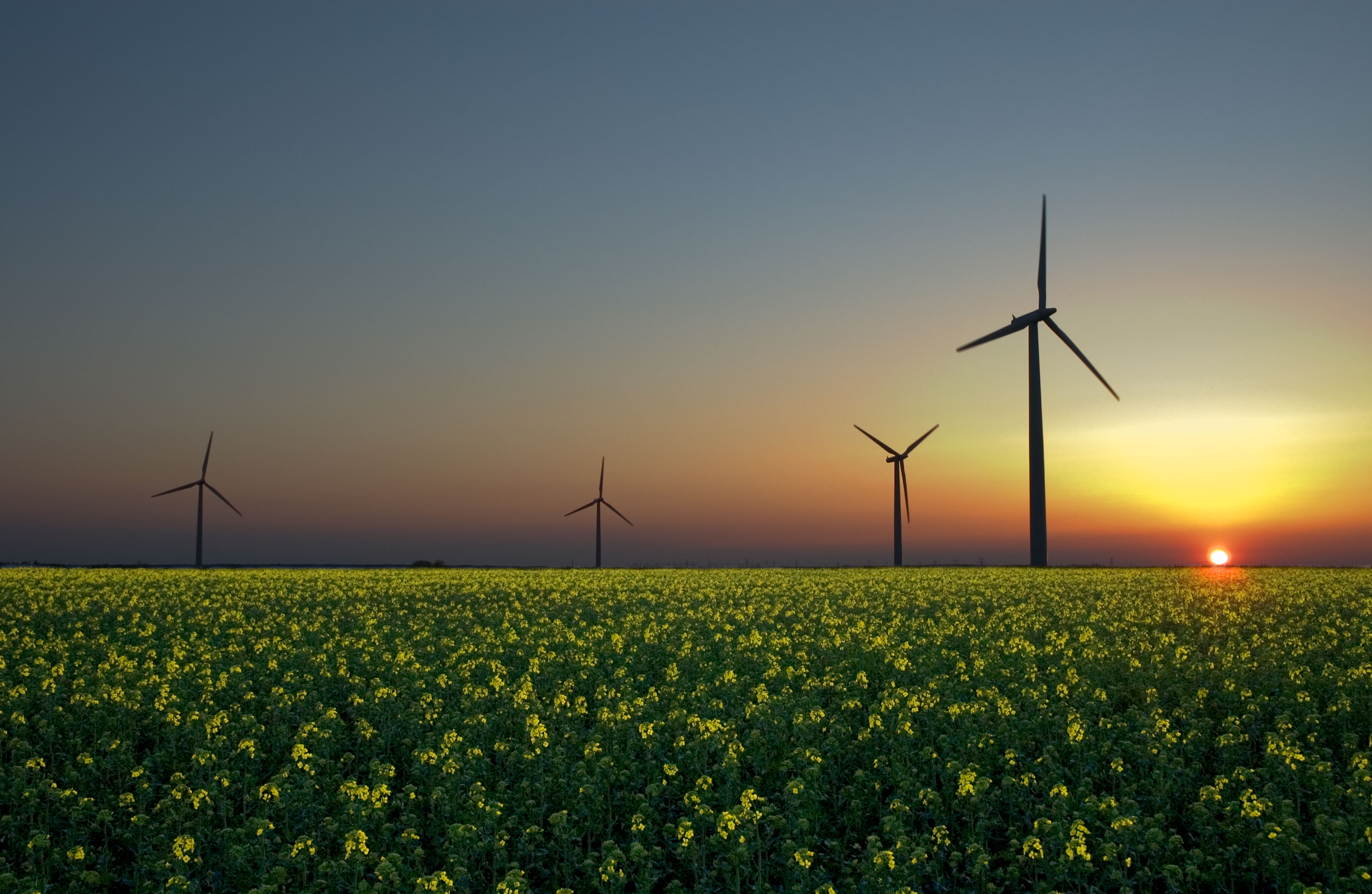
Energia cinetică a vântului poate fi folosită la antrenarea elicelor turbinelor, care sunt capabile de a genera electricitate

 care recunoaște că obiectivele sale pot fi atinse numai dacă acordurile internaționale principale sunt susținute în mod activ și implementate în mod corespunzător atât la nivelul UE, cât și la nivel mondial. Legislația UE a jucat un rol semnificativ în îmbunătățirea protecției habitatelor și speciilor în Europa, contribuind la îmbunătățirea calității aerului și a apei și a gestionării deșeurilor.
Reducerea schimbărilor climatice este una dintre prioritățile principale ale politicii de mediu a UE. În 2007, statele membre au convenit că, în viitor, 20% din energia utilizată în UE trebuie să fie regenerabilă, iar emisiile de dioxid de carbon trebuie să fie mai mici în 2020 cu cel puțin 20% față de nivelurile din 1990. UE a adoptat un sistem de comercializare a emisiilor pentru a încorpora emisiile de carbon în economie. Capitala Verde a Europei este un premiu anual acordat orașelor care se concentrează asupra mediului, a eficienței energetice și a calității vieții în zonele urbane pentru a crea un oraș inteligent.

### Educație și știință

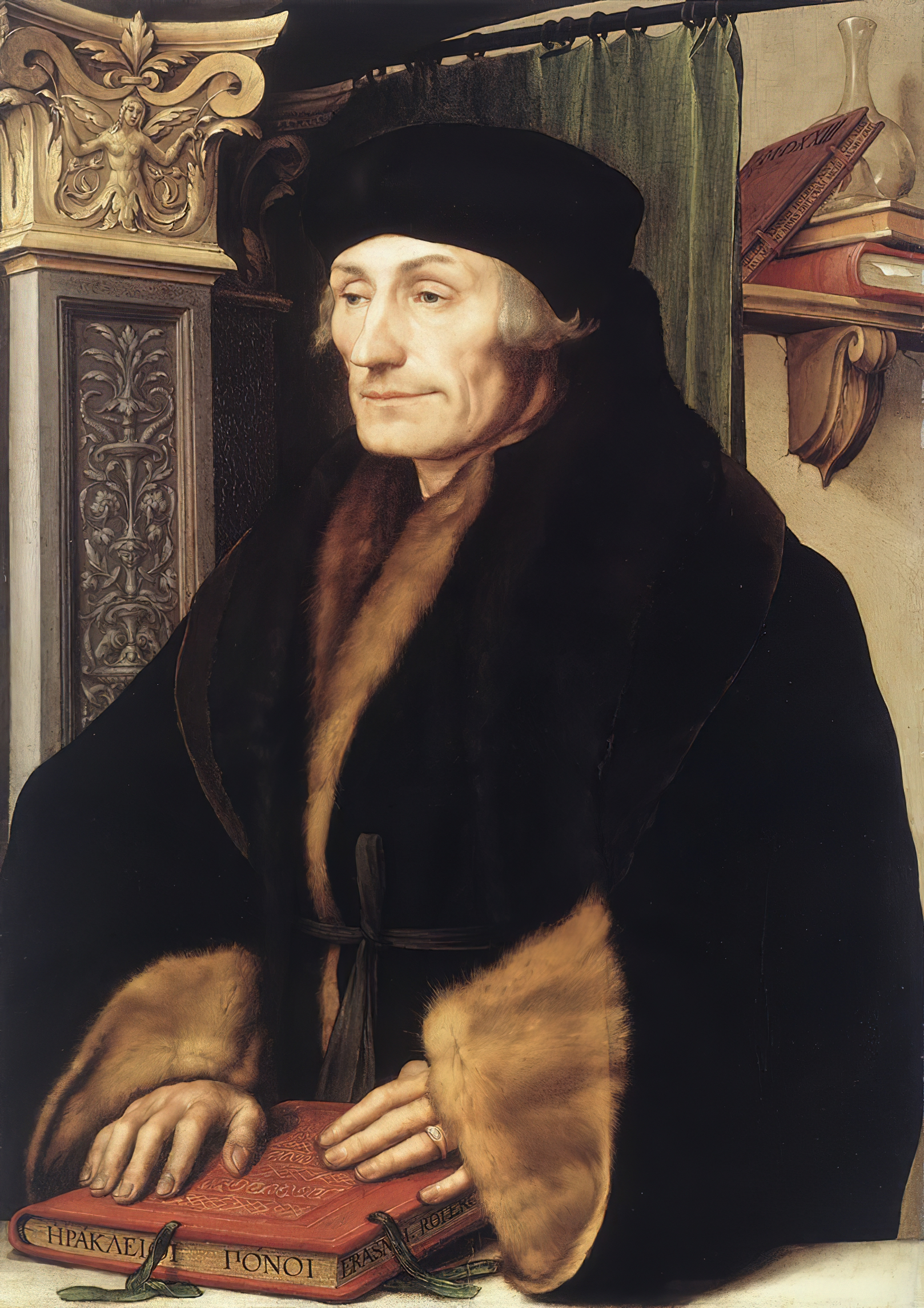
Erasmus din Rotterdam, umanist renascentist care a dat numele Programului Erasmus

Învățământul de bază este un domeniu în care rolul UE se limitează la sprijinirea guvernelor naționale. Pentru învățământul superior, politica a fost dezvoltată în anii 1980 cu programe care susțin schimburile și mobilitatea. Cel mai vizibil dintre acestea a fost Programul Erasmus, un program de schimburi universitare care a început în 1987. În primii 20 de ani, a susținut oportunități de schimb internațional pentru peste 1,5 milioane de studenți universitari și colegi și a devenit un simbol al vieții studențești europene.
Există programe similare pentru elevi și profesori, pentru cursanți în educație și formare profesională și pentru cursanți adulți în "Programul de învățare pe tot parcursul vieții 2007-2013". Aceste programe sunt concepute pentru a încuraja o cunoaștere mai largă a altor țări și pentru a răspândi bunele practici în domeniile educației și formării în întreaga UE. Prin susținerea Procesului Bologna, UE sprijină standarde comparabile și grade compatibile în întreaga Europă.
Dezvoltarea științifică este facilitată prin programele-cadru ale UE, dintre care prima a început în 1984. Obiectivele politicii UE în acest domeniu sunt coordonarea și stimularea cercetării. Consiliul european pentru cercetare alocă fonduri UE unor proiecte de cercetare europene sau naționale. Programele UE de cercetare și de cadru tehnologic se ocupă de o serie de domenii, cum ar fi energia în care scopul este de a dezvolta un amestec divers de energie regenerabilă pentru a ajuta mediul înconjurător și pentru a reduce dependența de combustibilii importați.

### Sănătatea

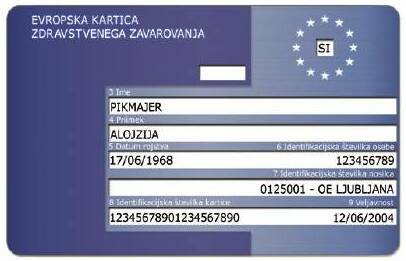
Cardul European de Asigurări Sociale de Sănătate
(varianta slovenă)

Deși UE nu are competențe majore în domeniul sănătății, Articolul 35 din Carta drepturilor fundamentale a Uniunii Europene afirmă că "Un nivel ridicat de protecție a sănătății va fi asigurat și implementat în toate politicile și activităților Uniunii“. Direcția Generală pentru Sănătate și Consumatori a Comisiei Europene urmărește să alinieze legile naționale privind protecția sănătății oamenilor, drepturile consumatorilor, siguranța produselor alimentare și a altor produse.
Toate țările europene și multe alte țări europene oferă cetățenilor lor un card european de asigurări de sănătate gratuit care, pe bază de reciprocitate, asigură servicii medicale de urgență în timpul vizitei într-o altă țară europeană participantă. O directivă privind asistența medicală transfrontalieră vizează promovarea cooperării în domeniul asistenței medicale între statele membre și facilitarea accesului pacienților europeni la asistență medicală transfrontalieră sigură și de înaltă calitate.

## Cultura

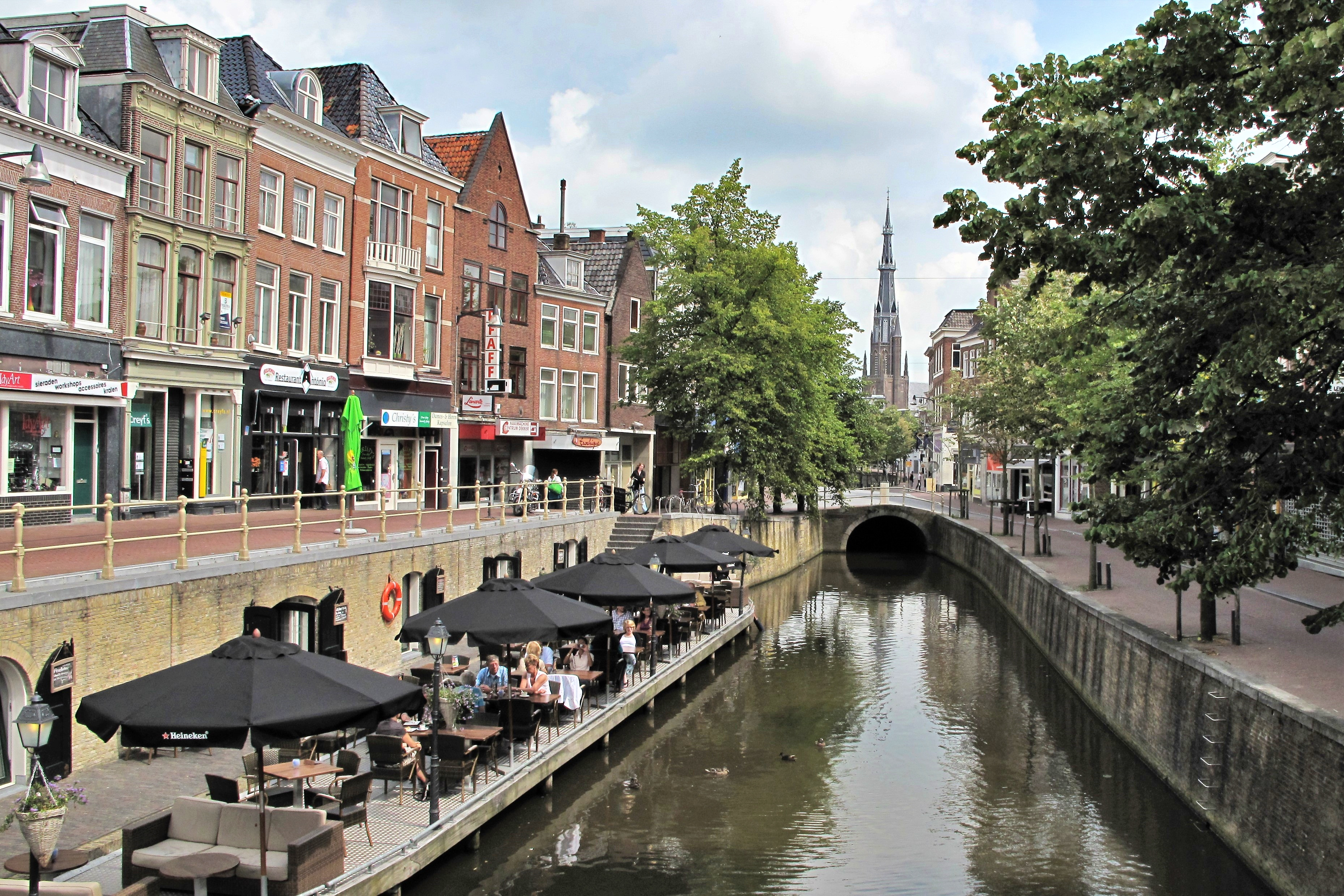
Orașul Leeuwarden, Țările de Jos (foto) a fost capitală europeană a culturii în 2018, alături de orașul Valletta, Malta

Cooperarea culturală între statele membre a reprezentat o preocupare a UE de la includerea acesteia în competența comunității prin Tratatul de la Maastricht. Prin politica culturală comună, UE dorește să „contribuie la înflorirea culturilor statelor membre, respectând diversitatea națională și regională și, în același timp, moștenirea culturală comună“.
Din 1996 până în 1999, angajamentul cultural al UE s-a reflectat prin programele Caleidoscop (promovarea activităților artistice și culturale), Ariane (promovarea cărții, sectorul de lectură și traducere) și Raphael (promovarea patrimoniului cultural de importanță europeană). Între anii 2000 și 2004, au fost cheltuite în total 167 de milioane de euro pentru proiecte care vizează un spațiu cultural comun, "Cultura 2000", Cultura 2000 a fost extinsă pentru doi ani în 2004 și a fost apoi înlocuită cu Programul de finanțare a culturii 2007-2013. Cea mai mare parte a fondurilor UE pentru cultură, de aproximativ 80%, provine din fondurile structurale ale UE, dar reprezintă doar aproximativ 3% din totalul fondurilor structurale. Printre alte activități culturale promovate de UE se numără: evenimentul "Luna culturală europeană".
Un alt proiect cultural comunitar este cel al Orchestrei de tineret a Uniunii Europene. Reunește tineri muzicieni talentați din Uniunea Europeană, împreună cu profesori recunoscuți pe plan internațional, pentru a forma o orchestră de renume la scară internațională.
Un accent deosebit este pus pe programul "Capitală Europeană a Culturii". Acest titlu a fost acordat anual începând cu anul din 1985 în unul sau două orașe europene, care găzduiesc numeroase evenimente culturale în cursul anului. Orașele cărora li sa acordat o astfel de distincție se bucură de o atenție sporită. Începând cu anul 2007 programul a cuplat câte un oraș din țările Europei occidentale cu altul din țările central și est-europene. În 2019, orașele Matera (Italia) și Plovdiv (Bulgaria) au avut acest statut.
Premiile Academiei Europene de Film se acordă anual la peste 20 de categorii și este susținut de fonduri UE. Premiul de film LUX a fost creat în 2007 ca simbol al angajamentului Parlamentului European pentru industria de film europeană. Filmele selectate pentru Premiul LUX aruncă o privire asupra vieții europenilor, a convingerilor sau îndoielilor lor. 

### Sport

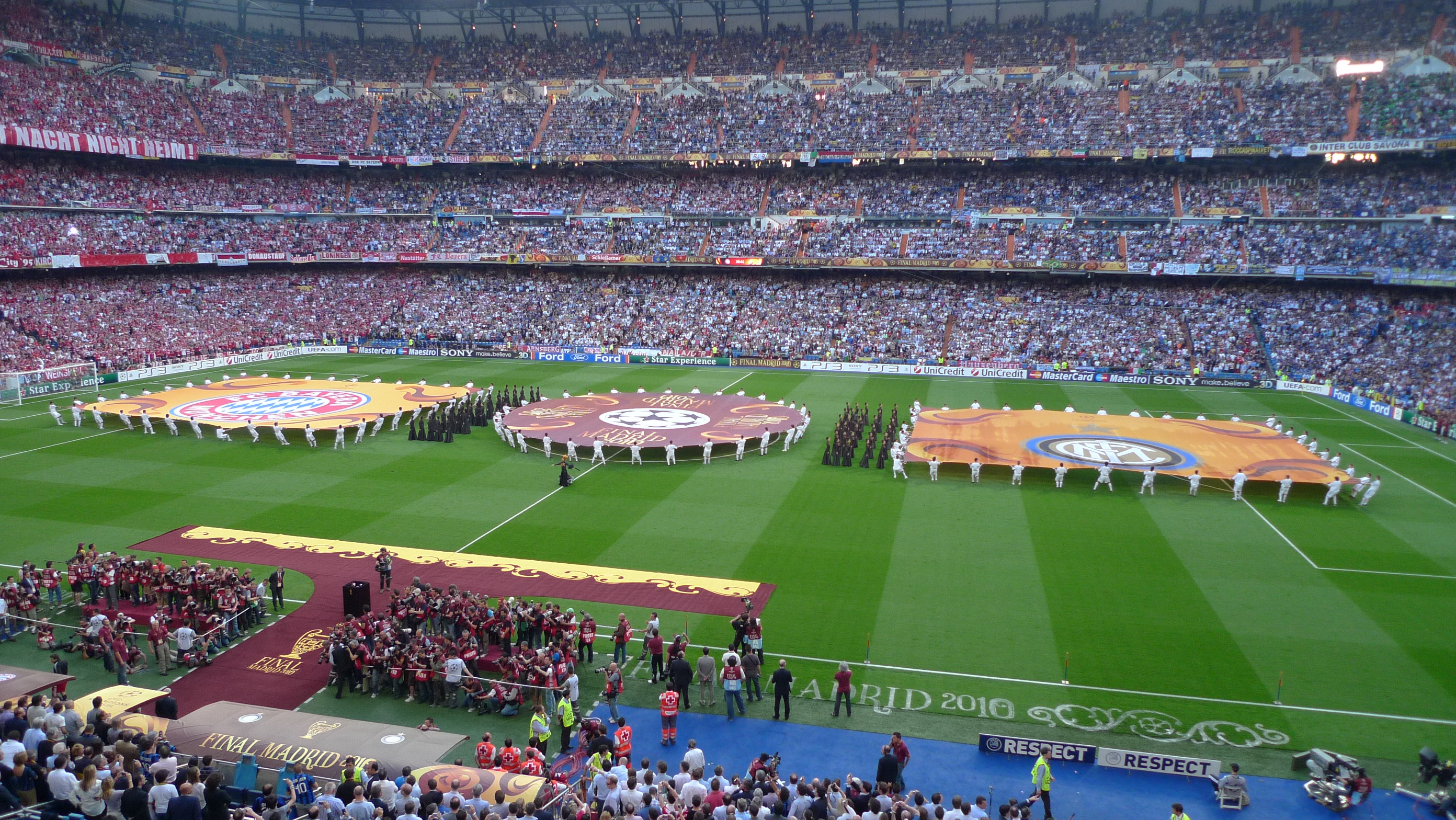
Finala Ligii Campionilor 2010

Fotbalul este de departe cel mai popular sport din Uniunea Europeană după numărul de jucători înregistrați. Alte sporturi cu cei mai mulți participanți la cluburi sunt: tenis, înot, atletism, golf, gimnastică, echitație, handbal, volei și navigație.
Sportul este responsabilitatea individuală a statelor membre sau a altor organizații internaționale, mai degrabă decât a UE. Cu toate acestea, există câteva politici ale UE care au impact asupra sportul, cum ar fi libera circulație a lucrătorilor, care a fost centrul regulii Bosman ce interzice ligilor naționale de fotbal să impună cote pe jucătorii străini cu cetățenie europeană.
Tratatul de la Lisabona prevede că orice aplicare a normelor economice trebuie să tină seamă de caracterul specific al sportului și de structurile sale bazate pe voluntariat.
Lobbyul făcut de organizații care reglementează sportul precum Comitetul Internațional Olimpic și FIFA a dus la un decalaj din ce în ce mai mare între cluburile bogate și cele sărace.

### Simboluri
Conform Tratatului de la Lisabona, simbolurile Uniunii Europene sunt drapelul Uniunii, moneda, imnul european, ziua Europei și deviza europeană.
Drapelul
Drapelul Europei este folosit atât de Uniunea Europeană cât și de Consiliul Europei. Este format dintr-un cerc din 12 stele (galbene) pe un fundal albastru. Albastrul reprezintă vestul, numărul de stele reprezintă perfecțiunea iar faptul că sunt în cerc reprezintă unitatea. Stelele nu variază în funcție de numărul statelor membre a nici uneia dintre organizații pentru că reprezintă oamenii din Europa, inclusiv cei dinafara Uniunii.
Imnul
Imnul European este bazat pe un preludiu al „Odei Bucuriei” al lui Ludwig van Beethoven. Având în vedere numărul mare de limbi din Europa, imnul este doar în versiunea instrumentală, iar versurile germane nu au nici un statut oficial. 
A fost adoptat de liderii Comunităților Europene în 1985. Acesta nu înlocuiește imnurile naționale, dar este destinat să celebreze valorile comune. Este cântat în ocazii oficiale atât de Consiliul Europei cât și în Uniunea Europeană.
Ziua Europei

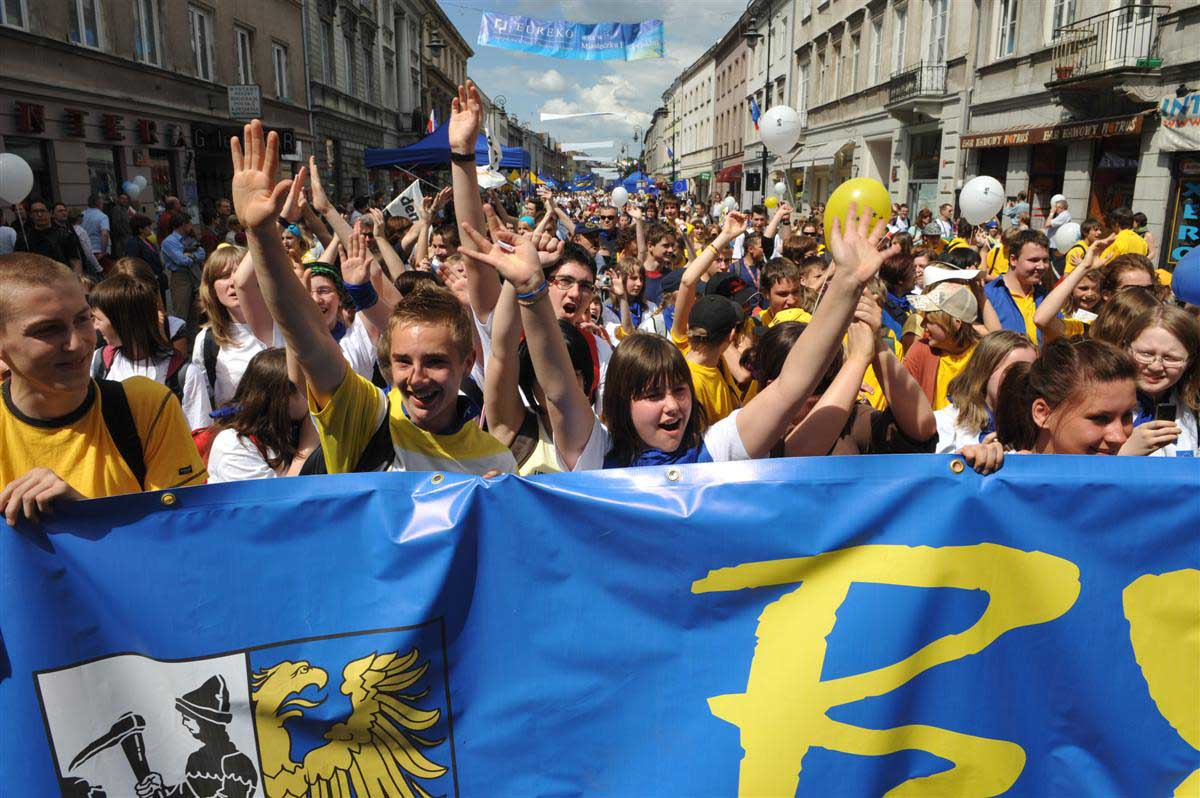
Parada Schuman este organizată anual la Varșovia de Ziua Europei (2008)

„Ziua Europei” este o sărbătoare în Europa ținută anual în 5 și 9 mai din cauza diferențelor dintre Consiliul Europei și Uniunea Europeană. 9 mai 1950 a fost data la care Robert Schuman a făcut istorica „Declarație Schuman” prin care propunea ca industriile de oțel și cărbuni ale Germaniei de Vest, Franței și a altor state trebuie să se unească pentru a evita un nou război. Acesta moment este considerat ca fiind fondator pentru ceea ce astăzi este Uniunea Europeană și a fost aleasă ca Zi a Europei de Consiliul European de la Milano din 1985. 
Consiliul Europei a fost fondat pe 5 mai 1949 si astfel a ales să sărbătorească la această dată înființarea sa.
Deviza
Deviza „Unitate în Diversitate” a fost adoptată de Uniunea Europeană la 4 mai 2000 după ce a fost organizat un concurs numit „O deviză pentru Europa”. Este inspirată din deviza latină a premiatului Nobel Ernesto Teodoro Moneta: „In Varietate unitas!„
Deviza a fost tradusă în toate cele 24 de limbi oficiale în 2004.
Euro

Simbolul Euro

Euro nu a fost unul dintre simbolurile originale create de către Consiliul Europei și aparține doar UE, dar a devenit un simbol din anul 2002, când a înlocuit 12 monede naționale din UE. În acest moment este folosită de cei mai mulți membri ai UE și a devenit unul dintre cele mai tangibile simboluri ale unității europene pentru cetățenii din Uniunea Europeană.

## Legăturiexterne
Oficial:
- EUROPA – portal web oficial
- Instituții
- Consiliul European
- Comisia Europeană
- Consiliul
- Parlamentul European
- Banca Centrală Europeană
- Curtea de Justiție a Uniunii Europene
- Curtea de Conturi
- Agenții
- EUR-Lex – legi UE
- Arhivele istorice ale Uniunii Europene

Prezentări generale și date:
- Eurostat – Statisticile Uniunii Europene explicate
- Seturi de date referitoare la UE privind CKAN
- CIA World Factbook: European Union la The World Factbook
- British Pathé Arhivat în 6 ianuarie 2012, la Wayback Machine. – Arhiva online a revistei de știri din secolul XX
- Căutați lista de sancțiuni financiare din UE
- Uniunea Europeană: întrebări și răspunsuri Serviciul de cercetare al Congresului
- Lucrări de Uniunea Europeană la Proiectul Gutenberg
- Opere de sau despre Uniunea Europeană la Internet Archive

Știri și interviuri:
- Documents and clippings about  Uniunea Europeană în 20th Century Press Archives din cadrul Bibliotecii Naționale de Economie din Germania (ZBW)
- Der Spiegel interviu cu Helmut Schmidt și Valery Giscard d’Estaing

Resurse educaționale:
- European Studies Hub Arhivat în 1 februarie 2020, la Wayback Machine. – instrumente și resurse interactive de învățare pentru a ajuta studenții și cercetătorii să înțeleagă și să se angajeze mai bine cu Uniunea Europeană și cu politica sa.